# ドイツ

ドイツ連邦共和国
Bundesrepublik Deutschland

国の標語：Einigkeit und Recht und Freiheit
(ドイツ語:統一と正義と自由)
国歌：Das Lied der Deutschen（ドイツ語）
ドイツ人の歌

1. 
2. 
3. 
4. 
5. 
6. 
7. 
8. 

ドイツ連邦共和国（ドイツれんぽうきょうわこく、独: Bundesrepublik Deutschland）、通称ドイツ（独: Deutschland）は、中央ヨーロッパおよび広義の西ヨーロッパに位置する連邦共和制国家である。

## 概要
首都および人口が最大の都市はベルリン。国境を接する隣国は、北がデンマーク、東がポーランド、南東がチェコ、南がオーストリア、南西がスイス、西がフランスとベネルクス三国（ベルギー、オランダ、ルクセンブルク）。北東はバルト海、北西は北海のうちにワッデン海に面する。
大陸ヨーロッパにおける政治的・経済的な主要国であり、歴史上、多くの文化・科学・技術分野における重要な指導国でもある。人口は約8300万人で、これは欧州連合（EU）において最大である。1993年にEUへ発展した1957年の欧州諸共同体の原加盟国であるほか、1995年以来シェンゲン圏の一員で、1999年以降はユーロ圏の一員でもある。また、国際連合、欧州評議会、NATO、G7、G20、OECDの主要なメンバーであり、欧州の大国「ビッグ4」や列強の一国に数えられる。
限定的主権を有する16の州（連邦州）により構成される。国土の総面積は35万7386平方キロメートルであり、緯度の割には比較的温暖な気候に属する。
ドイツ経済の規模は、対米ドル名目為替レートによって計算される米ドル建て名目GDP（MERベースGDP）で世界第3位であり、対米ドル購買力平価（PPP）によって計算される米ドル建て実質GDP（PPPベースGDP）で世界第5位である。技術及び産業分野における世界的なリーダーとして、世界第3位の輸出国かつ世界第3位の輸入国である。世界最古のユニバーサルヘルスケア制度を含む、包括的な社会保障を特色とする非常に高い生活水準が実現されている先進国である。豊かな政治及び文化の歴史で知られ、影響力ある多数の芸術家、音楽家、映画人、哲学者、科学者及び技術者、起業家の故国である。
ドイツは世界第1位の移住地である。

## 国名
ドイツ語での正式名称は、Bundesrepublik Deutschland（[ˈbʊndəsʁepubliːk ˈdɔʏtʃlant] ( 音声ファイル) ブンデスレプブリーク・ドイチュラント）。通称はDeutschland（ドイチュラント）、略称はBRD（[beː ɛɐ deː] ベーエァデー）。Bundは「連邦」の、Republikは「共和国」の意である。
駐日ドイツ大使館や日本国外務省が用いる日本語表記はドイツ連邦共和国。通称はドイツ。漢字では独逸、独乙などと表記され、独と略される。日本語名称の「ドイツ」の由来は、原語の「Deutsch」もしくはオランダ語の「Duits」が起源だといわれている。
英語表記はFederal Republic of Germany（フェデラル・リパブリク・オヴ・ジャーマニ）。通称はGermany（[dʒɝ.mə.ni] ( 音声ファイル) ジャーマニ）、略称はFRG。Germanyはラテン語のGermania（ゲルマニア：｢ゲルマン人の地」の意味）に由来し、地名としてのドイツを指す。フランス語ではAllemagne（アルマーニュ）、スペイン語ではAlemania（アレマニア）、ポルトガル語ではAlemanha（アレマーニャ）と呼ばれるが、これらは本来は「（ゲルマン人の一派である）アレマン人の地」を意味する。また、ポーランド語ではNiemcy（ニェムツィ）、チェコ語とスロバキア語ではNěmecko, Nemecko（ニェメツコ）、ハンガリー語ではNémetország（ネーメトルサーグ）と呼ばれるが、これはスラヴ祖語の「němъ」あるいはその派生語の「němьcь」（言葉が話せない人、発話障害者）に由来する。
「ドイチュ（Deutsch）」の語源は、北部で話されていたゲルマン語の「theod」「thiud」「thiod」などの名詞に由来し、いずれも「民衆」や「大衆」を意味している。意味も使われた時代も同じだが、綴りは地域によって異なる。フランク王国時代に、ラテン系言語ではなくゲルマン系言語を用いるゲルマン人の一般大衆をこう呼んだことから、同地域を指す呼称として用いられ始めた。「th」はのちに「d」という発音と綴りになったため「diet」に変わった。さらに古高ドイツ語では形容詞化するための接尾辞「-isk」が付加されて「diutisk」と変わった。意味も「大衆の、民衆の」という形容詞になり、その後「diutisch」に変わり、現代ドイツ語では「deutsch」となった。
形容詞形の「deutsch」には上記の意味はなく、単に「ドイツの」という意味だけである。代わりに「völkisch」という形容詞が「大衆の、民衆の」という意味で使われたが、国民社会主義ドイツ労働者党（ナチス）が自らの理念や政策を表現するのに好んで用いたため、第二次世界大戦に敗れて非ナチ化が進められた戦後は、ナチズムを連想させるとして用いられなくなり、現在は「des Volkes」が主に使われる。

## 歴史

### 先史時代から東フランク王国まで
現在のドイツを含む西ヨーロッパ地域に人類が居住を始めたのは、石器などが発見されたa地層から約70万年前と考えられている。60万年から55万年前の地層ではハイデルベルク原人の化石が、4万年前の地層ではネアンデルタール人の化石が確認されている。新人（ホモ・サピエンス）は約3万5000年前から現れ、紀元前4000年ごろの巨石文明を経て、紀元前1800年ごろまでに青銅器文明に移行している。紀元前1000年ごろには、ケルト系民族によってドナウ川流域にハルシュタット文明と呼ばれる鉄器文明が栄えた。
紀元前58年から51年までのガイウス・ユリウス・カエサルのガリア遠征などを経て、ゲルマン人は傭兵や農民としてローマ帝国に溶け込んでいった。しかし紀元後9年にトイトブルク森の戦いが起こり、ゲルマン人が勝利してライン川右岸を守った。この流域南部において83年にドミティアヌス帝がリメス・ゲルマニクスの建設を打ち出し、マイン川からドナウ川へとつながる長城が建設された。これによってライン川中・上流域ではリメスが前進した。これは2000年にわたるドイツ史の将来を規定する伏線となった。すなわち、ローマ帝国内にあるドイツ南部と、外にあるドイツ北部である。ローマ帝国の解体が進むと、375年には西ゴート族が黒海沿岸から地中海に沿って、コロナートゥス化の進んだ西部へ移動した。
476年、西ローマ帝国が滅亡した。代わって西ヨーロッパを支配したフランク王国では各地に分王国が興り、その一つであるアウストラシアが北方でライン川両岸を占めた。843年、ヴェルダン条約によってフランク王国が三分割された。そのうちの一つである東フランク王国が、のちのドイツの原型となった。東フランク王国の国王オットー1世（ザクセン朝）は962年にアウグストゥス（古代ローマ皇帝の称号）を得て、いわゆる神聖ローマ帝国と呼ばれる連合体を形成した。

### 神聖ローマ帝国
神聖ローマ皇帝マクシミリアン1世のとき、｢ドイツ国民の神聖ローマ帝国（Heiliges Römisches Reich Deutscher Nation）」と国名を称した。キリスト教の宗教改革においては、ドイツの諸侯が新旧両教（カトリック教会とプロテスタント）に分かれて互いに争った。その最大の惨劇である三十年戦争ではドイツのほとんど全土が徹底的に破壊され、1600万人いたドイツの人口が戦火によって600万人に減少したといわれる。
帝国自由都市の自治権が奪われ、ドイツは領邦主権体制となった。1667年にプーフェンドルフが著した書『ドイツ帝国憲法について（Über die Verfassung des deutschen Reiches）』において初めて、ドイツ国という呼称が確認できる。

### プロイセン王国の台頭とドイツ帝国の興亡
シュヴァーベンにあるホーエンツォレルン城一帯から台頭したプロイセン領邦君主ホーエンツォレルン家は、17世紀半ばからオランダとともに勢力を拡大し、1701年にはプロイセン王国を形成した。
フランス革命の動乱は全ヨーロッパに波及し、フランス革命戦争で反撃を主導したナポレオン・ボナパルトによる侵略をドイツも免れなかった。対仏大同盟がナポレオンを破り、ドイツは帝国代表者会議主要決議の枠内で国家統一を志向するようになった。ホーエンツォレルン家は、オーストリアを拠点とするハプスブルク家（ハプスブルク帝国）とドイツ統一の役割を争い、北ドイツ連邦を作り普墺戦争と普仏戦争に勝利したプロイセン国王ヴィルヘルム1世は、ドイツ系オーストリアを除くドイツ帝国を創建し、ベルリンを首都とした。
国力が伸長したドイツ帝国はヴィルヘルム2世の治世下、英仏に遅ればせながらヨーロッパ以外での植民地や勢力圏の獲得に乗り出し、アフリカ分割に参加したほか、遠く太平洋でもドイツ領ニューギニアや膠州湾租借地を支配し、オスマン帝国領内にも進出した（「3B政策」「東方問題」参照）。ドイツ帝国海軍も大幅に増強して、大洋艦隊を建設した。これらはイギリス、フランス、ロシア帝国の英仏露三国協商との対立を招いて第一次世界大戦の原因となり、同盟関係になっていたオーストリアの皇太子が暗殺されたサラエボ事件（1914年）を契機に英仏露などとの戦争に突入。激しい消耗戦を展開し、アメリカ合衆国も敵に回したことで1918年には戦力の限界を迎えて敗れ、国内ではドイツ革命の勃発によってヴィルヘルム2世がオランダへ亡命して帝政は終わり、領土の大幅な喪失と巨額の賠償を課されるヴェルサイユ条約への調印を余儀なくされた。

### ヴァイマル共和政の混乱とナチス・ドイツ
ドイツは共和国として再出発した（ヴァイマル共和政）。これは連邦制が小党を乱立させて政局を不安定にした。ヴェルサイユ条約がドイツに課した賠償の負担は経済や政治に悪影響を与えた。1921年には1ドル＝4.2マルクだったものが、1923年夏には1ドル＝110万マルクという下落でハイパーインフレに陥り、レンテンマルク発行による通貨改革が行われた。1920年代中ごろから相対的な安定期を迎え、ロカルノ条約（1925年）と国際連盟加盟（1926年）により国際社会にも復帰しつつあった。第一次世界大戦後期に起きたロシア革命で崩壊したロシア帝国に代わり成立したソビエト連邦（ソ連）とは、ラパッロ条約 (1922年)とベルリン条約 (1926年)で外交および秘密裏の軍事協力関係を構築した。
1930年代初頭、世界恐慌がドイツにも波及し、経済破綻を背景に国家社会主義ドイツ労働者党（ナチ党）が台頭した。党首アドルフ・ヒトラーの指導下で、極右的民族主義、差別的な人種政策、さらに拡張的な領土政策を唱えた。1933年にヒトラーが首相に任命されると、ナチ党は国内の政敵を次々に制圧し、ナチ党一党独裁体制を築き上げた（ナチス・ドイツ）。
ヒトラーは1935年にヴェルサイユ条約の軍備制限を破棄するドイツ再軍備宣言を発し、ヴァイマル共和国軍はドイツ国防軍に改編された。翌1936年には、非武装地帯と定められていたライン川西岸へ軍を配置（ラインラント進駐）。ソ連を仮想敵とする日独防共協定を締結し、のちに日独伊三国同盟、さらには第二次世界大戦における枢軸国に発展した。1938年にはオーストリアを併合し（アンシュルス）、チェコスロバキア解体も進めた。次第に英仏との緊張関係が高まった。ポーランド回廊を寸断すべく、ドイツは1939年9月にポーランドへ侵攻した。英仏の宣戦布告を招き、第二次世界大戦が始まった。一時はフランスを打倒してヴィシー政権を樹立し、北欧侵攻も成功させ、ヨーロッパ大陸の大半を勢力下に置いた。バトル・オブ・ブリテンで大敗してイギリス上陸を断念し、独ソ戦で打開を図ったものの、スターリングラード攻防戦での敗北などで劣勢に転じた。日本の対米英開戦（太平洋戦争）に伴い米国も再び敵に回し、連合国軍によるノルマンディー上陸作戦成功後は東西とイタリア戦線を含めた三方から攻められ、本土には英米の戦略爆撃（ドイツ本土空襲）を受けて追い詰められ、ベルリンの戦い中の1945年4月30日にヒトラーが自殺し、ドイツ軍は無条件降伏を行った。

### 連合国による占領と東西分断
1945年6月5日のベルリン宣言により、ドイツ中央政府の不在が宣言され、米英仏ソ4か国による分割占領が開始された（連合軍軍政期）。ドイツの占領政策は戦争中の協議とポツダム協定によって規定されていたが、ソ連が物納での賠償を主張して西側諸国と鋭く対立し（ドル条項問題）、西側連合国とソ連の占領地域は分断を深めていった。この結果、1949年に西側連合国の占領地域はボンを暫定的な首都とするドイツ連邦共和国（西ドイツ）として、ソ連の占領地域はベルリンの東部地区（東ベルリン）を首都とするドイツ民主共和国（東ドイツ）としてそれぞれ独立し、ドイツは分断国家としての道を歩むことになった。
西ドイツとフランス両国の首脳が交流を深めた結果、1951年に欧州石炭鉄鋼共同体が誕生した。一方、ソ連は東ドイツを含む東欧諸国による軍事同盟ワルシャワ条約機構を1955年に設立し、東西ドイツは冷戦の時代を通じ、資本主義と共産主義が対立する最前線となった。労働力をめぐる対立は1961年にベルリンの壁となって現れた。1972年に東西ドイツ基本条約が成立した。

### 再統一後のドイツ
1989年、ソビエト連邦のペレストロイカに端を発した東欧の民主化運動（東欧革命）をきっかけにベルリンの壁が崩壊した。翌1990年の10月3日に再統一（正式にはドイツ連邦共和国がドイツ民主共和国を吸収・併合した形での統一）を達成し、首都もボンからベルリンへと戻された。
1992年9月、ドイツマルクが高騰して欧州の通貨を混乱に陥れた。2001年5月2日に連邦がベルリンへの首都機能移転を完了させた。2002年、ドイツ連邦銀行の政策が欧州中央銀行と加盟国の中央銀行で構成される欧州中央銀行を（ECB）制度へ移管された。
2015年からの欧州難民危機では、中東から多くの難民を受け入れたことでメルケル政権の支持率が下がり、ポピュリズムが広がりをみせた。
2021年ドイツ連邦議会選挙ではドイツ社会民主党が連邦議会の第1党になった。
2022年には国家転覆（かつて存在したドイツ帝国を模した君主制国家を樹立する事）を目指した極右集団がクーデター未遂事件を起こした。
2025年ドイツ連邦議会選挙ではキリスト教民主・社会同盟が連邦議会の第1党になった。

## 政治

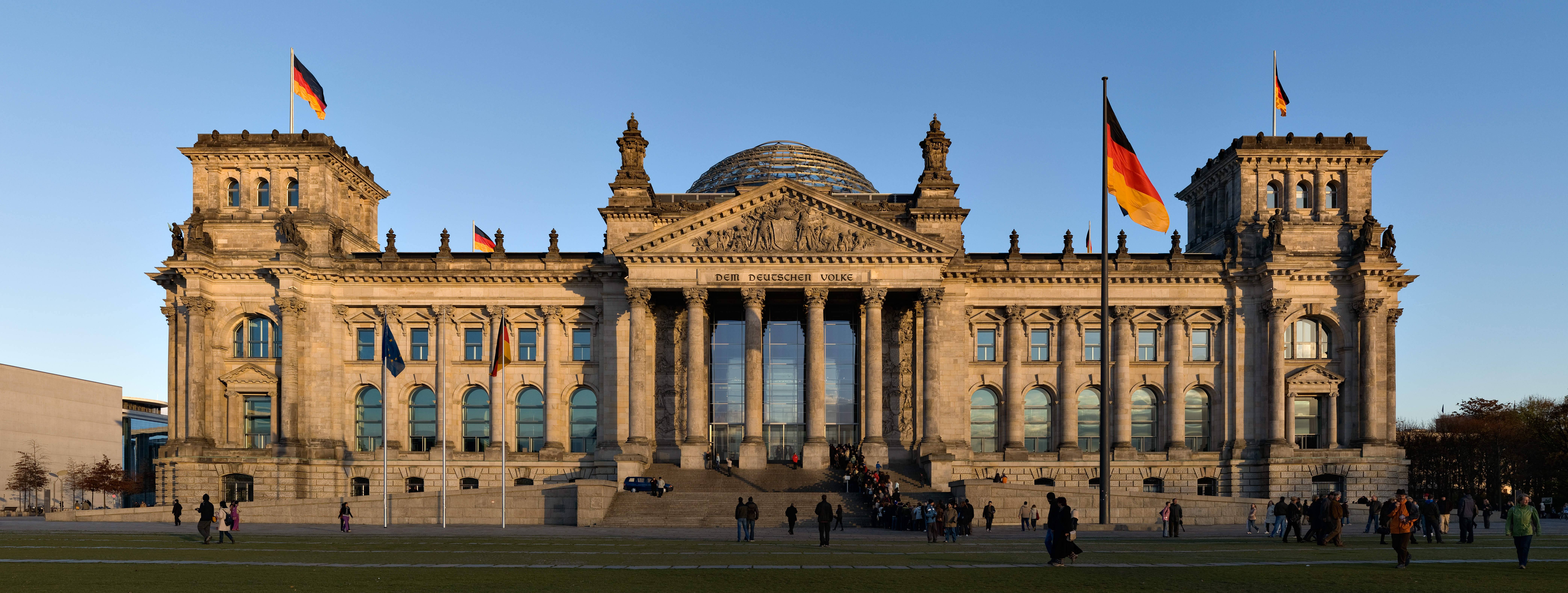
国会議事堂（Reichstag）

ドイツは連邦制、議院内閣制、代表民主制の共和国である。ドイツの政治システムは1949年に発効された、憲法に相当するドイツ連邦共和国基本法（Grundgesetz）の枠組みに基づいて運営されている。基本法改正には議会両院（ドイツ連邦議会）と連邦参議院）で3分の2の賛成を必要としており、このうち「人間の尊厳の保証」「権力の分割」「連邦制」そして「法による支配」といった基本法諸原則は「永久化」され、侵害は許されない。こうした原則や、これらを否定する政党の禁止については「戦う民主主義#ドイツ」を参照。
連邦大統領（Bundespräsident）は国家元首であり、主に儀礼的な権能のみが与えられている。大統領は任期5年で、連邦議会議員と各州議会代表とで構成される連邦会議によって選出される。大統領は連邦議会の解散権を有する。
大統領に次ぐ序列は連邦議会議長（Bundestagspräsident）であり、連邦議会によって選出され、議会運営の監督責任を持つ。
序列第3位であり、政府の長となる地位が連邦首相（Bundeskanzler）である。連邦議会で選出されたあとに、議長によって任命される。首相は任期4年で、行政府の長として行政権を執行する。内閣の閣僚は首相の指名に基づき、大統領が任命する。
連邦の立法権は連邦議会（Bundestag）と連邦参議院（Bundesrat）が有し、この両院で立法府を構成する。連邦議会議員は小選挙区比例代表併用制による直接選挙によって選ばれ、定数は598議席（ただし選挙制度の関係で超過議席が出るため、選挙のたびに実際の議席数は変わり、2020年現在は709議席）で任期4年。連邦参議院議員は定数69議席で16州政府の代表であり、また州政府内閣の閣僚でもある。
1949年以降、政権はドイツキリスト教民主同盟（CDU）とドイツ社会民主党（SPD）によって占められており、歴代首相はいずれかの党から選出されている。しかしながら、選挙制度の関係で単独政権だったことは一度も無く、常に両党の大連立か、いずれかの党と自由民主党か同盟90/緑の党との連立政権が組まれている。ほかに連邦議会に議席を有する主要政党として、欧州懐疑主義と反移民を掲げるドイツのための選択肢（2017年以降）、東ドイツの独裁政党だったドイツ社会主義統一党の流れをくむ左翼党（2005年以降）がある。
ドイツでは、首相と党首と議員団長（与党会派の代表）が「3つの頭」といわれる。政党は単なる「看板」ではなく、社会と国家をつなぐ実体のある組織であり、その長である党首独自の仕事も多い。そのため首相と党首を別の人が務めることも珍しくない。
過激派の政党としては極左のドイツ共産党と極右のドイツ国家民主党が存在するが、国政レベルの影響を持つには至っていない。

### 司法
ドイツはゲルマン法の要素を加えたローマ法を基礎とする大陸法を法律において採用している（ドイツ法）。憲法に関しては第二次世界大戦後の1949年に西ドイツでドイツ連邦共和国基本法（Grundgesetz für die Bundesrepublik Deutschland）が暫定的な憲法（基本法）として定められたが、ドイツ民主共和国憲法を制定していた東ドイツとの統合後（ドイツ再統一）も正式憲法は制定されず、共和国基本法が継続している。
司法機関については連邦憲法裁判所（Bundesverfassungsgericht）が違憲審査権を有する憲法に関する事項の最高裁判所として機能している。
Oberste Gerichtshöfe des Bundesと呼ばれるドイツの最高裁判所制度は専門化がなされており、民事および刑事に関する裁判所は連邦通常裁判所、それ以外の事項に関しては連邦労働裁判所、連邦社会裁判所、連邦金融裁判所、連邦行政裁判所などがそれぞれ担当する。また国際刑法典（Völkerstrafgesetzbuch）は人道に対する罪、ジェノサイドそして戦争犯罪について規定しており、いくつかの状況においてドイツの裁判所に対して普遍的管轄権を与えている。刑法と民法は刑法典（Strafgesetzbuch）と民法典（Bürgerliches Gesetzbuch）に成文化されている。ドイツの刑法制度は犯罪者の更生と一般大衆の保護を主眼としている。

### 国際関係
| 国・地域 | 肯定 | 否定 | どちらでもない | 肯定-否定 |
| -------- | ---- | ---- | -------------- | --------- |
| アメリカ | 21%  | 75%  | 4              | -54       |
| ロシア   | 21%  | 72%  | 7              | -51       |
| 中国     | 25%  | 63%  | 12             | -38       |
| イギリス | 49%  | 43%  | 8              | 6         |
| 日本     | 65%  | 20%  | 15             | 45        |
| フランス | 79%  | 15%  | 6              | 64        |
| 欧州連合 | 82%  | 15%  | 3              | 67        |
| ドイツ   | 87%  | 12%  | 1              | 75        |

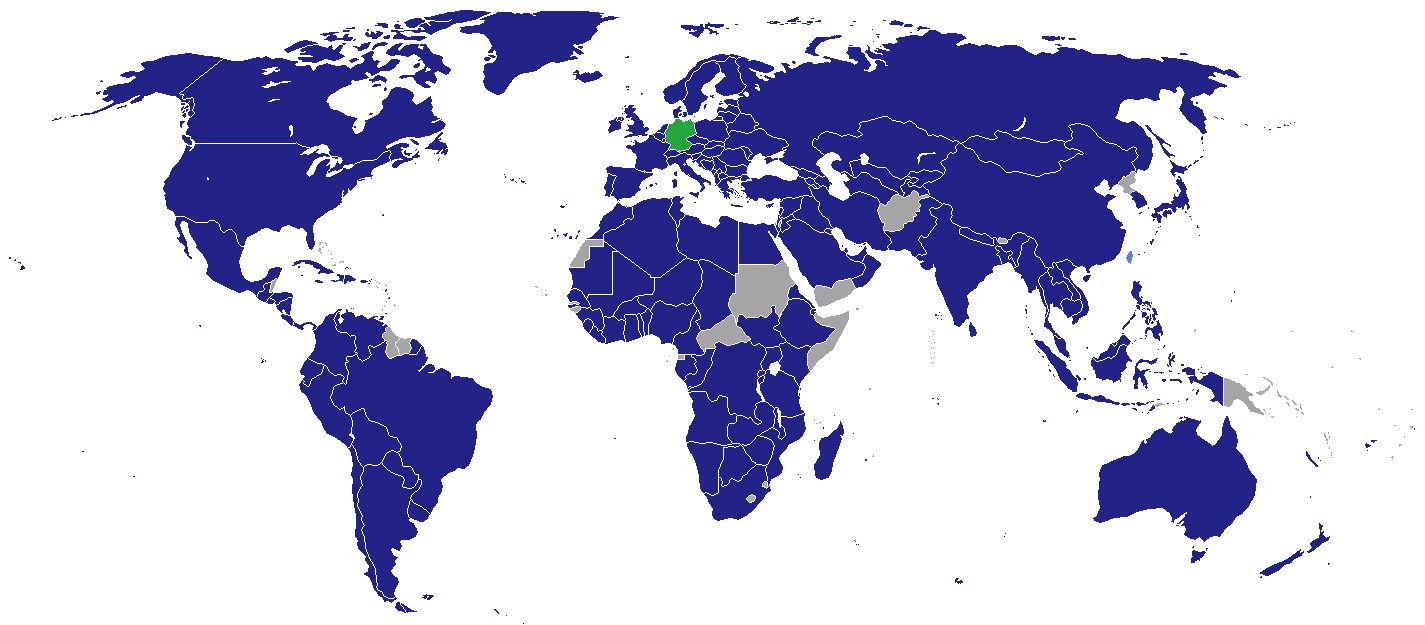
ドイツが外交使節を派遣している諸国の一覧図

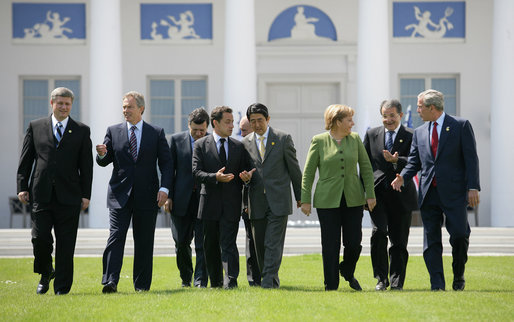
アンゲラ・メルケル首相は、2007年ハイリゲンダムG8サミットの議長を務めた

ドイツは190か国以上との外交関係を結び、229か所の在外公館を有している。
2011年時点、ドイツは欧州連合（EU）への最大の分担金拠出国であり（拠出額20%）、国連（UN）に対しては第3位の分担金拠出国である（拠出額8%）。ドイツは北大西洋条約機構（NATO）、経済協力開発機構（OECD）、主要国首脳会議（G8）、G20、世界銀行、国際通貨基金（IMF）に加盟している。ドイツは欧州連合発足当初から主要な役割を果たしており、また第二次世界大戦以降はフランスとの緊密な同盟関係を保っている。ドイツは欧州統合を政治および安全保障面で推進する努力を続けてきた。
ドイツの政府開発援助政策は外交政策における独立した分野となっている。政策は連邦経済協力開発省（BMZ）が策定し、関係各機関が遂行する。ドイツ政府は開発援助政策を国際社会における共同責任と位置づけている。ドイツの開発援助支出額は米国、フランスに次ぐ世界第3位である。
冷戦の時代、鉄のカーテンにより分断されたドイツは東西緊張の象徴となり、欧州における政治的戦場となっていた。しかしながら、東方外交を行ったヴィリー・ブラント首相は1970年代における東西緊張のデタント成功の鍵となった。1999年にゲアハルト・シュレーダー首相がNATOのコソボ派兵への参加を決めたことにより、ドイツ外交の新たな基礎が定められ、第二次世界大戦以後、初めてドイツ兵が戦場へ送られた。ドイツと米国は緊密な政治的同盟関係にある。1948年のマーシャル・プランと強い文化的な結びつきが両国の絆を強めたが、シュレーダー首相のイラク戦争に対する強い反対意見は大西洋主義の終焉を示唆し、独米関係を冷却化させた。両国は経済的に相互依存関係にあり、ドイツの対米輸出は8.8%、輸入は6.6%である。2019年時点、中華人民共和国は、アジアにおける一番の貿易相手国である。
2021年にロシア・ウクライナ危機を背景にウクライナがドイツに武器輸出を含めた軍事支援を求めると、ドイツ政府は「危機地域に殺傷武器を送って状況を悪化させるよりは、他の方式を選びたい」として軍用ヘルメットを送るにとどまり、艦船の提供などを期待していたウクライナ側を失望させた。2022年ロシアのウクライナ侵攻が始まると、ドイツはアメリカと協調して対戦車ミサイル1000基の供与を決定した。2023年には、主力戦車レオパルト2の供与と導入国による再輸出を許可した。人口10万人あたりの武器輸出額で見ると、2025年のドイツは世界第8位である。

#### 平和
2018年の欧州委員会によると、世界の主要国を評価する際、欧州連合（EU）加盟国はドイツを最も肯定的に評価し、フランスと日本を僅差で上回った。2022年、「積極的平和指数」の1項目である「近隣諸国との良好な関係の構築」において、ドイツは世界第1位となったが、2024年、ドイツは「積極的平和指数」で11位、「近隣諸国との良好な関係の構築」で25位前後となった。

#### 日本との関係
1603年 - 1870年
江戸時代に来日したドイツ人の1人に、徳川綱吉とも会見した博物学者エンゲルベルト・ケンペルがいる。ケンペルが著した広汎な『日本誌』は詳細な紀行文にして博物誌であり、ゲーテも愛読したと伝えられる。日本に西洋医学を伝えたフィリップ・フランツ・フォン・シーボルトもドイツ人であり、江戸幕府が崩壊したあとも日本人は盛んにドイツから医学を学んだ。
直接の外交関係は、1850年代にプロイセン王国の軍艦が品川沖に来航したことに始まり、アメリカ合衆国のマシュー・カルブレイス・ペリーによる黒船来航のように武力で外交を開こうとした。このため、1911年まで（すなわち幕末から明治まで）の日独関係は不平等条約で結ばれていた。しかし、後述のように文化交流では重要な国となった。さらに歴史的経過を見ると、ドイツ帝国成立（1871年）と明治維新（1868年）がほぼ同じ時期に起こった点も大きい。
1871年 - 1945年

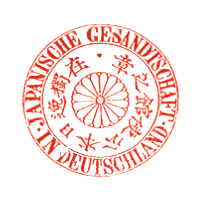
在ドイツ日本公使館の印（明治時代初期）

1873年に岩倉使節団はベルリン、ハンブルク、ミュンヘン を歴訪しており、その当時の様子は『米欧回覧実記』にも詳しく記載されている。明治維新を経た1870年代から1880年代までの日本では、ドイツ帝国の文化や制度が熱心に学ばれ、近代化の過程に大きな影響を与えた。このため、日本の近代化は「ドイツ的近代化」であるとも言われている。伊藤博文は、大日本帝国憲法の作成にあたってベルリン大学の憲法学者ルドルフ・フォン・グナイストとウィーン大学のシュタインに師事し、歴史法学を研究している。当時の東京帝国大学がヨーロッパから招聘した教員にはドイツ人が多く、明治9年（1876年）にエルヴィン・フォン・ベルツが来日したのをはじめ、哲学では夏目漱石もその教えを受けて「ケーベル博士」と親しまれたラファエル・フォン・ケーベル、化学ではゴットフリード・ワグネルなどがいる。工学においては、大久保利通の命を受けた井上省三が、ザガン市（現・ポーランド領ジャガン）のカール・ウルブリヒト工場で紡績の生産技術を学び、日本に伝えている。その知識は現代の日本の製造業の礎となった。軍事においても、大日本帝国陸軍は普仏戦争後に軍制をフランス式からプロイセン式へと変え、その制度と理論による近代化に努め、日露戦争の勝利につながった。
日清戦争後、ドイツはロシア帝国やフランスとともに日本に対し三国干渉を行った。さらに第一次世界大戦が勃発すると、日本は日英同盟により連合国側に与し、ドイツ帝国、オーストリア・ハンガリー帝国など中央同盟国に対して開戦。ドイツの南太平洋の植民地や膠州湾租借地を攻略（青島の戦い）したほか、ドイツ巡洋艦エムデンの追撃戦、地中海へ第二特務艦隊を派遣しての対Uボート作戦にも参加した（「第一次世界大戦下の日本」も参照）。
第一次世界大戦敗戦後、ドイツ帝国は崩壊しヴァイマル共和制が成立し、ヴェルサイユ条約によって莫大な賠償金を課され、全植民地の喪失とともに国内での軍事産業が制限された。そのためドイツは、ソ連や中国との密貿易関係を構築した。特に中国はタングステンを産出したため、中独合作を行い、日中戦争（支那事変）では蔣介石政権に最新の兵器と軍事顧問団を送り込み、日本軍を苦しめた。当時日本が高度に軍事的成長を果たすのに対して、ドイツは黄禍論も背景にあり、脅威を感じていた。その後、国際情勢の変動により、1936年には日独防共協定を締結。利害を共有する日独両国は親近感を深め、1940年には日独伊三国軍事同盟へと発展し、第二次世界大戦では枢軸国（同盟国）としてともに戦うこととなった。
1945年 - 現在
技術・経済面での交流は活発で、日本にとってヨーロッパ最大の貿易相手国となっている。特にドイツの自動車は日本でも高い人気を誇り、日本の輸入車の販売数上位3つはメルセデス・ベンツ、BMW、フォルクスワーゲンが占めている。文化や制度の面では第二次世界大戦前ほどの影響力を持たなくなったものの、クラシック音楽ではバッハやベートーヴェンをはじめとするドイツ（およびオーストリア）の作曲家の楽曲が愛好されている。これは他国でも同様ではあるものの、日本はイギリスと並び特にその傾向が強いといわれる。ドイツ語教育は、戦前のような英語に準ずる位置は失われたものの、なお多くの大学にドイツ文学科が設置されるなど、欧州語では英語、フランス語に次ぐ位置を占める。ドイツ映画の輸入は戦後しばらくはポルノ、西部劇B級作品に限定されていたものの、ニュージャーマンシネマブームを経て1980年代ごろから娯楽作品もコンスタントに紹介されるようになっている。
欧州連合が設立されてからは、欧州連合の中心国として交流してきた。
ドイツでは、1999年1月から2000年9月までは「ドイツにおける日本年」と定められて日本が総合的に紹介された。また、日本では2005年と2006年に「日本におけるドイツ年」の諸企画が行われ、新しい形の日独交流が形成されている。2018年の欧州委員会の調査によると、ドイツでは65％の人が日本に対して好意的な見方をしている。

#### アメリカ合衆国との関係
ドイツの対米感情は非常に否定的であり、対米否定感情は欧州連合諸国の中でも圧倒的に高い。欧州委員会の調査によると、2018年にドイツで米国に否定的な意見を表明した人の割合は75％で、これはロシアや中国に対する否定的意見の割合よりもさらに高い。同じ年、アメリカのピュー研究所の世論調査でも、ドイツでは73％の人がアメリカとの関係は悪いと主張していた。興味深いことに、アメリカでは70％の人がドイツとの関係はむしろ良好だと述べている。

#### 台湾との関係
2024年9月13日、ドイツの艦隊が台湾海峡を通過した。この艦隊は、ドイツが属する欧州連合の総意と台湾を守るという決意を象徴するために派遣された。

### 軍事

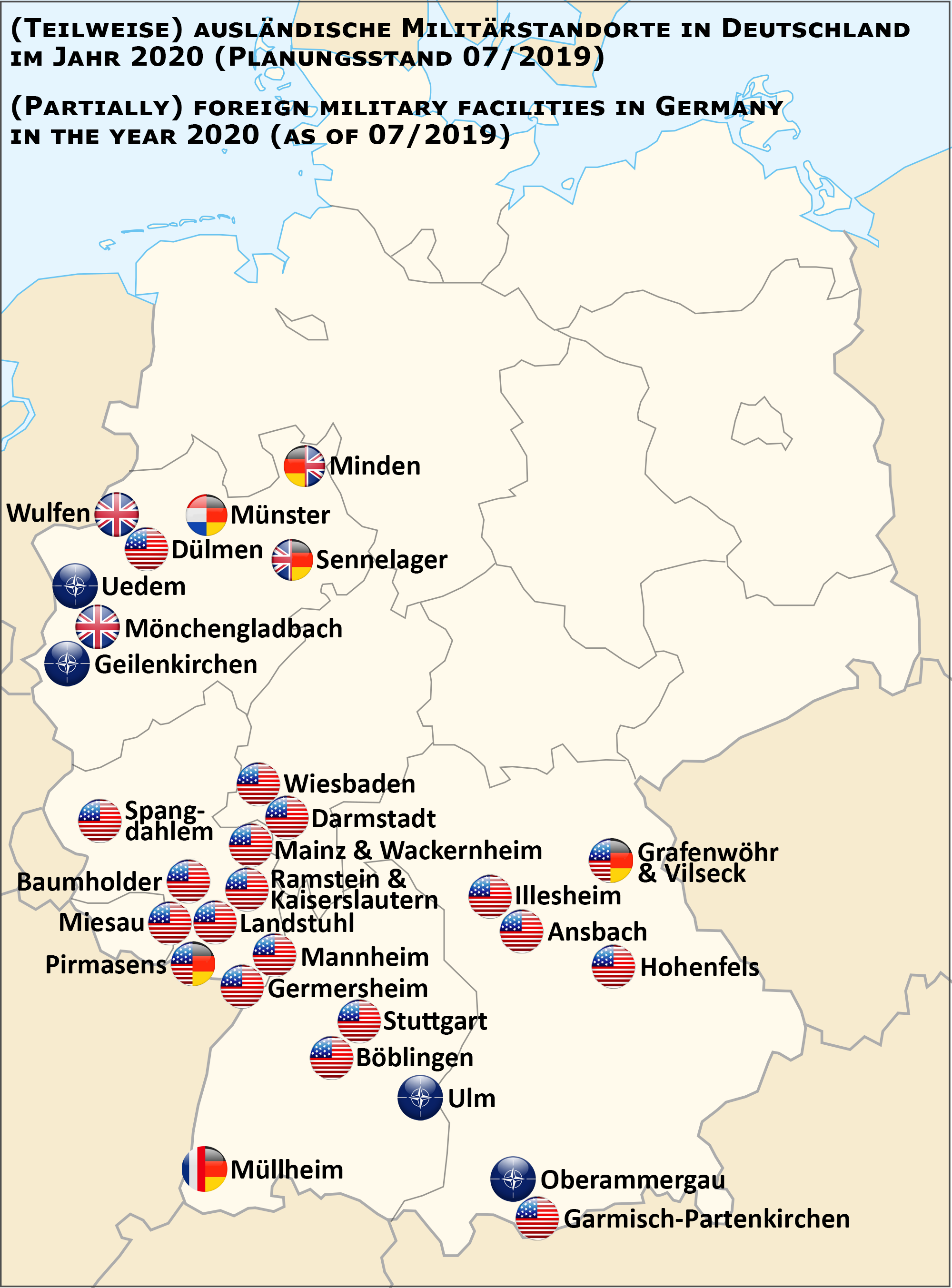
在欧（在独）アメリカ軍基地一覧

ドイツには在欧アメリカ軍が常駐する。作戦指揮はアメリカ欧州軍から受ける。第二次世界大戦以降、ドイツのラムシュタイン空軍基地に司令部を置いており、ドイツ国内に何か所か基地がある。ドイツはニュークリア・シェアリングのための核兵器を装備している（ドイツ政府による核兵器発射権限はない）。

ドイツ連邦軍の国籍マーク

同連邦軍（Bundeswehr）は陸軍（Heer）、海軍（Marine）、空軍（Luftwaffe）、救護業務軍（Zentraler Sanitätsdienst）そして戦力基盤軍（Streitkräftebasis）に分けられる。
ドイツは第2次世界大戦でのナチスの反省から、欧州連合（EU）の盟主でありながら軍事的には抑制を守ってきた。2018年時点においてドイツの軍事支出はGDP比1.24%で対GDP比としては世界94位だが、軍事費自体は世界第8位である。また、軍事支出は約495億ドルと低めに抑えられている。平時において連邦軍は国防大臣の指揮下に置かれる。ドイツが戦時に入れば（基本法は自衛のみを容認している）、首相が連邦軍の総司令官となる。2011年5月現在、ドイツ連邦軍は職業軍人18万8000人と兵役最低6か月の18 - 25歳からなる徴集兵3万1000人を擁している。ドイツ政府は職業軍人17万人、短期志願兵1万5000人へ縮小することを計画している。各軍には予備役兵がおり、軍事訓練や海外派兵に参加している。予備役の将来の兵力や機能に関する新たなコンセプトが2011年に発表された。
2022年のロシアによるウクライナ侵略以降は、防衛予算、武器輸出に関する姿勢を転換し、2024年には北大西洋条約機構（NATO）が求める「国内総生産（GDP）2%」に相当する717億ユーロ（約12兆円）の防衛予算を計上した。GDP2%に達するのは冷戦末期の1992年以来、32年ぶり。
ドイツ連邦軍と国境警備隊が国防を担っているほか、相互防衛条約に基づき6万人強の米軍が駐留している。ドイツはEUおよびNATOの主要構成国であり、ロシアなど東方諸国を主たる仮想敵国としてきた。時代の移り変わりとともに、政府は連邦軍の主任務を、従来の国土防衛から「国際紛争への対処」に移行させる方針を発表した。内容としては、2010年までに紛争地においてNATO即応部隊などに参加する「介入軍」、平和維持活動にあたる「安定化軍」、両軍の後方支援を担当する「支援軍」の3つに再編成するものである。
同連邦軍は、1996年から始まるコソボ紛争に投入され、セルビアへの空爆を実施して初陣を飾った。以来、各地の戦争に参加しており、2011年現在、ドイツ兵約6900人が国際平和維持活動に参加して国外に駐留しており、この中にはNATO主導の国際治安支援部隊（ISAF）に参加してアフガニスタンやウズベキスタンに駐留した4900人、コソボ駐留の1150人、国際連合レバノン暫定駐留軍の300人が含まれる。
2011年まで、ドイツには18歳以上の男性に対する徴兵制度が存在し6か月の兵役期間が課せられていた。しかし、良心的兵役拒否者は同期間の民間役務（Zivildienst）と呼ばれる老人介護や障害者支援などの社会奉仕活動、または消防団や赤十字に対する6年間のボランティア活動を選択することができた。兵役拒否者は年々増加し、近年では兵役を選択する者は2割に過ぎなくなっていた。このドイツの徴兵制度は2011年7月1日をもって中止となった。しかし、徴兵制の廃止により、それまでボランティアとして慈善活動に従事させられた兵役拒否者がいなくなってしまい、老人介護などの福祉に多大な経済的負担が発生する懸念が持たれており、ドイツ政府は補充対策を検討している。
2001年以降、女性軍人に対する制限が廃止され全ての軍務に従事できるようになったが、女性は徴兵制の対象ではなかった。2011年時点で約1万7500人の女性の現役兵と予備役兵がいる。
2024年に経済平和研究所が発表した軍事力ランキングでは、ドイツは上位10カ国にランクインしていない。つまり、ドイツの軍事力は、1位アメリカ、2位中国、3位ロシア、4位フランス、5位イギリス、6位インド、7位日本、8位韓国、9位イタリア、10位台湾に劣っている。

#### 武器輸出
2025年時点で、ドイツの10万人あたりの武器輸出率は世界8位であり、これは経済平和研究所のデータに基づいている。同研究所による軍事化レベルの評価では、ドイツは1.994と算出され、世界的な3段階評価で「レベル1」に分類されている。しかしながら、この数値は「レベル2」の閾値に比較的近い位置にある。人権弾圧国家や紛争地への武器輸出は原則禁止しているとされるが、実際にはサウジアラビアのような人権弾圧の疑いのある国や、イスラエルのように核保有の疑いがあり、パレスチナ問題のような不和を抱える国にも輸出されている。また、地政学的に直接的な脅威となるロシアと戦うウクライナへの武器輸出について、賛否両論があったが、世論に押される形で武器輸出を容認するようになった。ドイツの武器輸出は伸びており、2013年に輸出した武器の総額は、前年比24 %増の58億5000万ユーロ（約8015億円）であった。一方、ドイツ国民の間には武器輸出に反対する声が強く、2012年の世論調査では、ドイツ人の3分の2が武器輸出に反対しているとする調査もある。

#### 主力兵器

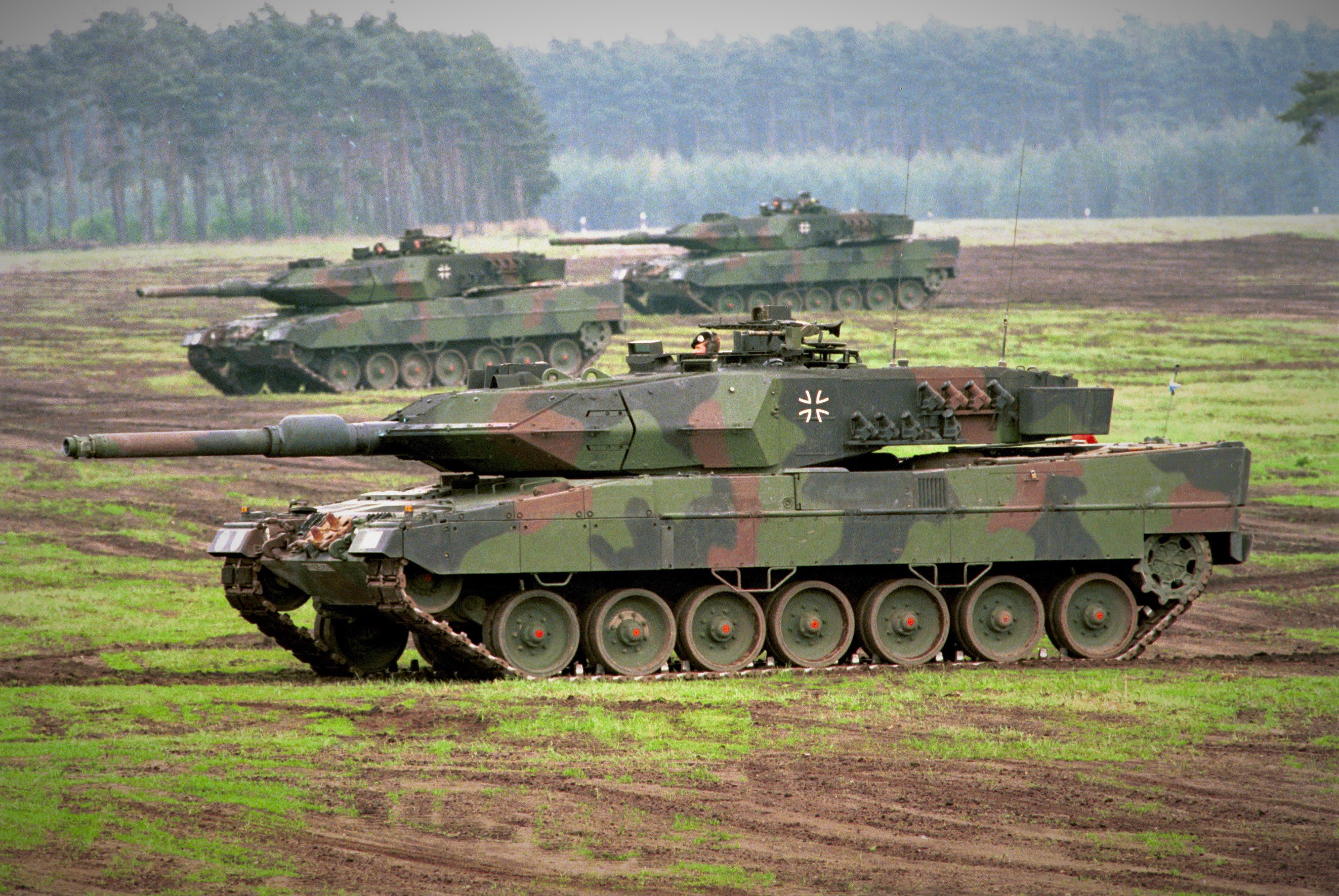
ドイツ陸軍のレオパルト2主力戦車
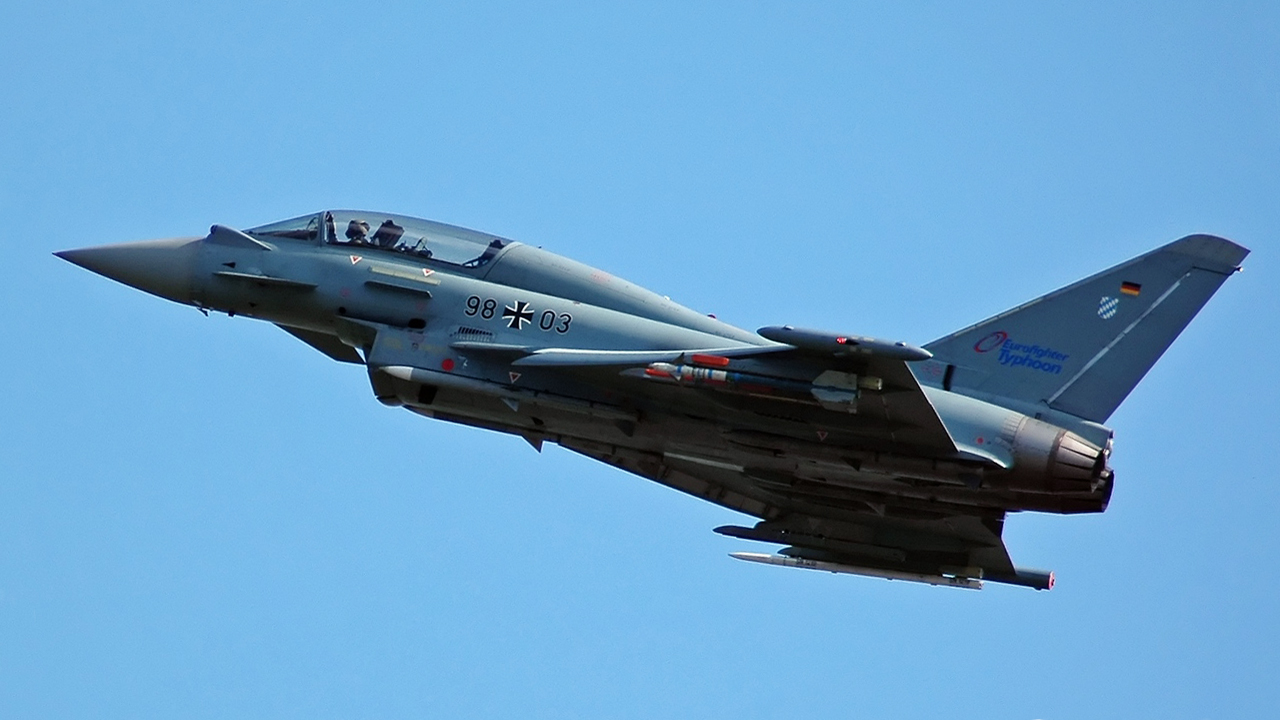
ドイツ空軍のユーロファイター戦闘機
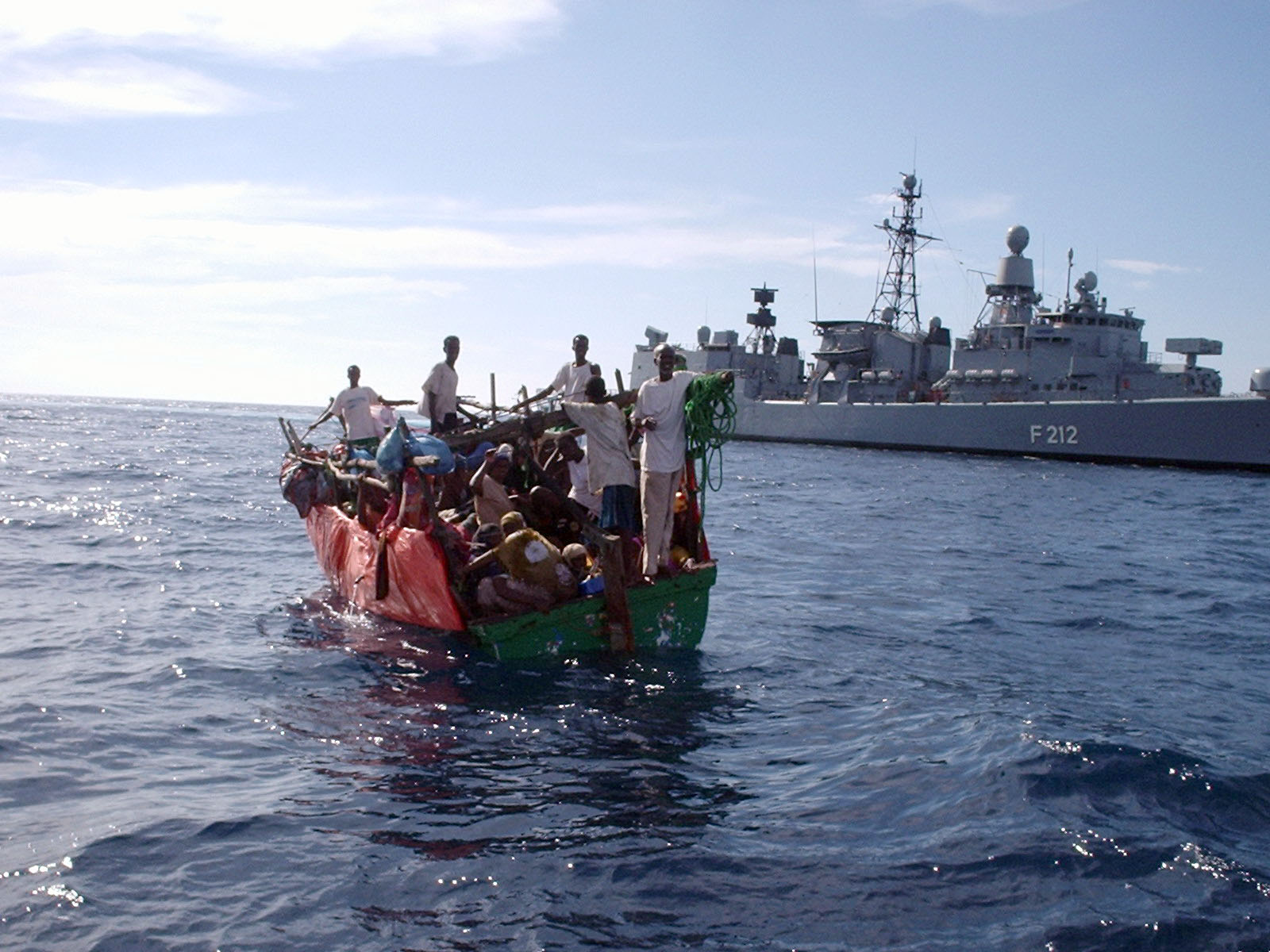
「不朽の自由」作戦に参加したドイツ海軍のブレーメン級フリゲート艦「カールスルーエ」がソマリア沖で難民の乗った船を保護している

## 地理
ドイツは西欧および中欧に属し、北にデンマーク、東にポーランドとチェコ、南にオーストリアとスイス、南西にフランスとルクセンブルク、そして北西にベルギーとオランダとそれぞれ国境を接しており、国土はおおよそ北緯47 - 55度（ジルト島の北端が55度）、東経5 - 16度の範囲に位置している。総面積は35万7022平方キロメートルに及び、領土34万8672平方キロメートル、領海8350平方キロメートルからなる。この面積はヨーロッパ第5位、世界第64位である。
標高は南部のアルプス山脈最高峰ツークシュピッツェの2962メートルから、北西部の北海（Nordsee）および北東部のバルト海（Ostsee）海岸に及ぶ。中位山地、北ドイツ低地（最低地点はヴィルシュターマールシュの海抜3.54メートル）にはライン川、ドナウ川、エルベ川が流れている。
おもな天然資源は、鉄鉱石、石炭、炭酸カリウム、木材、褐炭、ウラン、銅、天然ガス、塩、ニッケル、可耕地と水である。

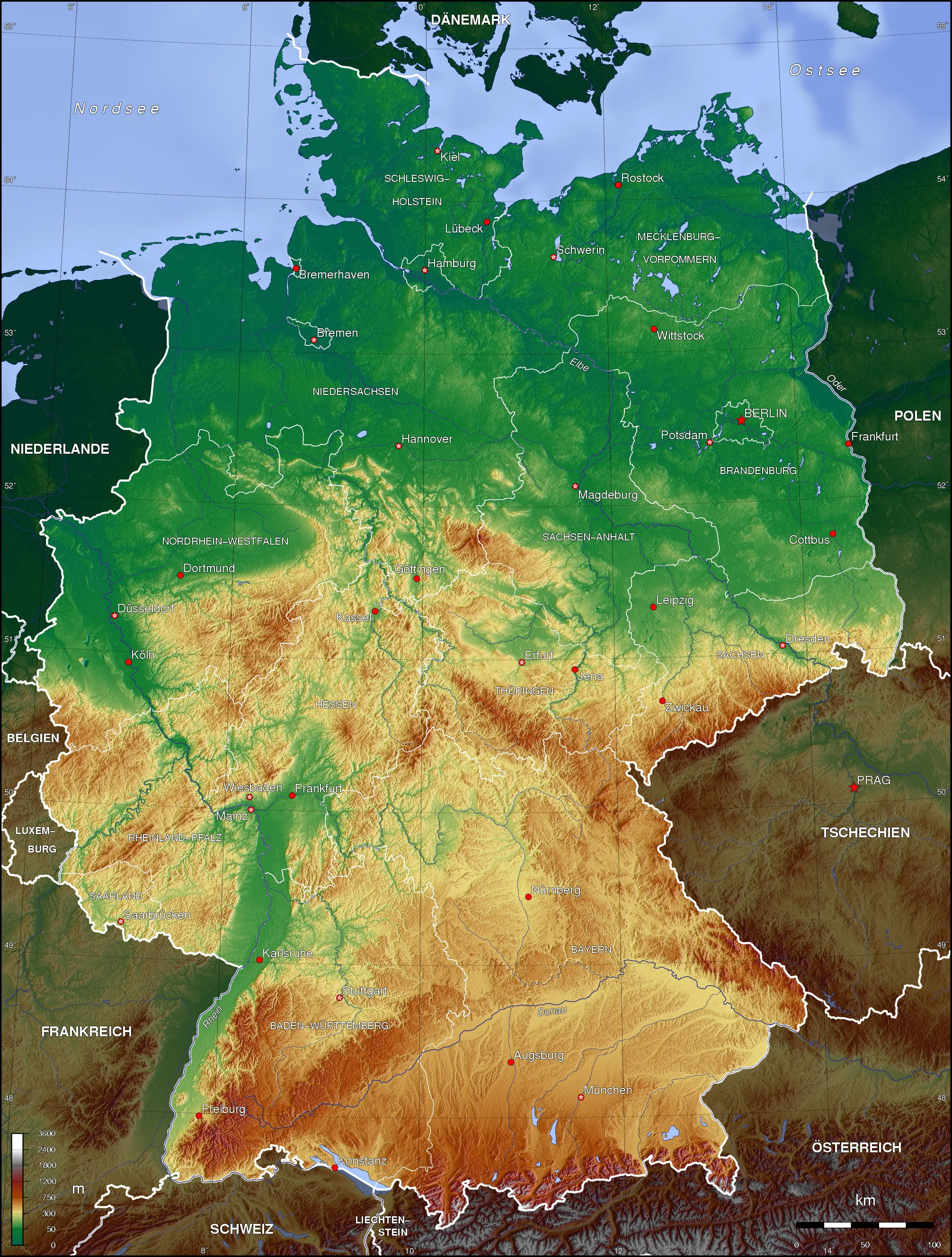
地形図

ドイツの地形は北から南へ、大きく5つの地域に分けられる。北ドイツ低地、中部山岳地帯、南西ドイツ中部山岳階段状地域、南ドイツアルプス前縁地帯、バイエルン・アルプスである。
北ドイツ低地は全体的に標高100メートル以下の平坦な地域で、エルベ川などの川沿いにはリューネブルクハイデと呼ばれる大きな丘陵地がある。バルト海沿岸は平坦な砂浜や、断崖をなす岩石海岸となっている。中部山岳地帯は、おおよそ北はハノーファーの辺りから南はマイン川に及ぶ地域で、ドイツの西部と中部に広がり、ドイツを南北に分けている。地形的に峡谷や低い山々、盆地など変化にとんでおり、山地としては西部のアイフェル丘陵とフンスリュック山地、中央部のハルツ山地、東部のエルツ山脈がある。南西ドイツ中部山岳階段状地域にはオーデンヴァルトや、ドイツ語で「黒い森」を意味するシュヴァルツヴァルトの標高1000メートルを超える広大な森林がある。アルプスはドイツ国内ではもっとも標高が高い地域で、南部の丘陵や大きな湖の多いシュヴァーベン＝バイエルン高原に加えて、広大な堆石平野とウンターバイエルン丘陵地、そしてドナウ低地を包括している。ここにはアルプスの山々に囲まれた絵のように美しい数々の湖や観光地があり、オーストリアとの国境地帯にはドイツの最高峰ツークシュピッツェ（標高2962メートル）がそびえ立つ。
ドイツにおける火山活動は先カンブリア代に収束している。先カンブリア代末から始まったカレドニア変動や、後期古生代に起こったバリスカン（ヘルシニアン）変動はいずれも主要活動帯がドイツを横切っているものの、地表には痕跡が残っていない。バリスカン変動は2000キロメートルに及ぶ規模の大陸間の変動であった。現在のドイツの地形を決定したのは新生代における褶曲運動である。アルプス変動帯の活動により、最南部は標高1200メートルにいたるまで隆起した。ドイツにおけるアルプス変動帯は東アルプスと呼ばれている。同時に西部フランス国境に近いライン川に相当する位置に、ライン地溝を形成する。ライン地溝は、約500キロメートルにわたって南北に伸びる。
ドイツ北部（北ヨーロッパ平野）の地表は氷河地形の典型例である。最終氷期においては北緯51度線にいたるまで氷河が発達し、ヨーロッパを横切る数千キロメートル規模の末端堆石堤を残した。その100 - 200キロメートルの海岸線方面にはモレーンが残る。末端堆石堤とモレーンの北側に沿っていずれも氷食性のレスが堆積し、農業に適した肥沃な土壌が広がる。一方、モレーンの南側は土地が痩せている。ドイツに残る長大な河川はいずれも最終氷期の河川に由来するが、ポーランドのヴィスワ川、ポーランド国境に伸びるオーデル川、エルベ川、ドイツ西部のヴェーザー川が互いに連結し、網目状の流路を形成するなど、現在とは異なる水系が広がっていた。

### 気候
ドイツの大部分はケッペンの気候区分でいう西岸海洋性気候に属し、温暖な偏西風とメキシコ湾流の北延である北大西洋海流の暖流によって緯度の割には比較的温和である。温かい海流が北海に隣接する地域に影響を与え、北西部および北部の気候は海洋性気候となっている。降雨は年間を通してあり、特に夏季に多い。冬季は温暖で夏季は（30℃を超えることもあるが）冷涼になる傾向がある。
東部はより大陸性気候的で、冬季はやや寒冷になる。そして長い乾期がしばしば発生する。中部および南ドイツは過渡的な地域で、海洋性から大陸性までさまざまである。国土の大部分を占める海洋性および大陸性気候に加えて、南端にあるアルプス地方と中央ドイツ高地の幾つかの地域は低温と多い降水量に特徴づけられる。

### 自然

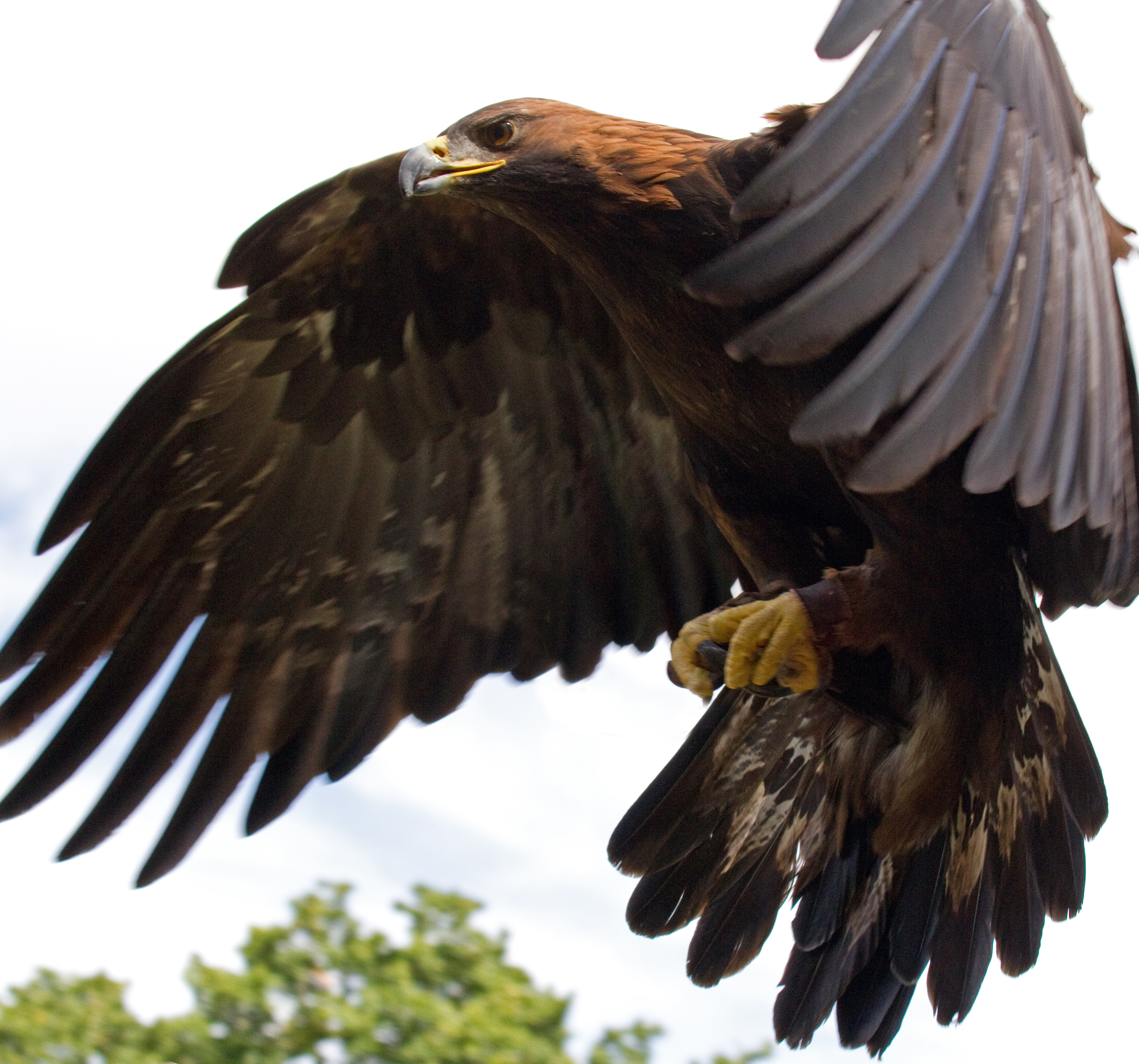
イヌワシは保護猛禽類であり、国章に用いられている

ドイツは「ヨーロッパの地中海沿岸部山地混交林」と「大西洋北東部大陸棚海域」の2つの生態系ブロックに分けられる。2008年時点ではドイツの過半が耕地（34%）と森林・疎林（30.1%）に占められており、13.4%が放牧地で、11.8%が定住地・道路となっている。
動植物は中央ヨーロッパにおいて一般的なものである。ブナ、カシ、およびその他の落葉樹が森林の3分の1を構成しており、また針葉樹が植林の結果、増加傾向にある。トウヒとモミの木が高地山脈を占めている一方で松やカラマツを砂質土で見出だせる。シダ、花、菌類、そしてコケの多くの種がある。野生動物にはシカ、イノシシ、ムフロン、狐、アナグマ、ノウサギ、そして少数のビーバーが含まれている。
ドイツにはシュレースヴィヒ＝ホルシュタイン干潟国立公園、ヤスムント国立公園、フォアポンメルン入り江地帯国立公園、ミューリッツ国立公園、下オーデル渓谷国立公園、ハルツ国立公園、ザクセン・スイス国立公園、バイエルンの森国立公園などの国立公園がある。ドイツ国内では400以上の動物園が運営されており、世界最多とされる。ベルリン動物園はドイツ最古の動物園であり、ここには世界で最も多くの動植物種が収集されている。

## 地方行政区分
ドイツには16の連邦州がある。ベルリンとハンブルクは都市州と呼ばれ、単独で連邦州を形成する。ブレーメンとブレーマーハーフェンも合わせて都市州となる。
| 名称                                                      | 人口(人)   | 州都/主府/本部                 | 備考 |
| --------------------------------------------------------- | ---------- | ------------------------------ | ---- |
| バーデン＝ヴュルテンベルク州 Baden-Württemberg            | 1078万6227 | シュトゥットガルト Stuttgart   |      |
| バイエルン自由州 Freistaat Bayern                         | 1259万5891 | ミュンヘン München             |      |
| ベルリン Berlin                                           | 350万1872  |                                |      |
| ブランデンブルク州 Brandenburg                            | 249万5635  | ポツダム Potsdam               |      |
| 自由ハンザ都市ブレーメン Freie Hansestadt Bremen          | 66万1301   | ブレーメン Bremen              |      |
| 自由ハンザ都市ハンブルク Freie und Hansestadt Hamburg     | 179万8836  |                                |      |
| ヘッセン州 Hessen                                         | 609万2126  | ヴィースバーデン Wiesbaden     |      |
| メクレンブルク＝フォアポンメルン州 Mecklenburg-Vorpommern | 163万4734  | シュヴェリーン Schwerin        |      |
| ニーダーザクセン州 Niedersachsen                          | 791万3502  | ハノーファー Hannover          |      |
| ノルトライン＝ヴェストファーレン州 Nordrhein-Westfalen    | 1784万1956 | デュッセルドルフ Düsseldorf    |      |
| ラインラント＝プファルツ州 Rheinland-Pfalz                | 399万9117  | マインツ Mainz                 |      |
| ザールラント州 Saarland                                   | 101万3352  | ザールブリュッケン Saarbrücken |      |
| ザクセン自由州 Freistaat Sachsen                          | 413万7051  | ドレスデン Dresden             |      |
| ザクセン＝アンハルト州 Sachsen-Anhalt                     | 231万3280  | マクデブルク Magdeburg         |      |
| シュレースヴィヒ＝ホルシュタイン州 Schleswig-Holstein     | 283万7641  | キール Kiel                    |      |
| テューリンゲン自由州 Freistaat Thüringen                  | 222万1222  | エアフルト Erfurt              |      |

### 主要都市
ドイツは小邦分立による地方分権の歴史が長いため、ロンドンやパリ、東京のような首都への一極集中はしていない。人口は2021年のデータを使用。

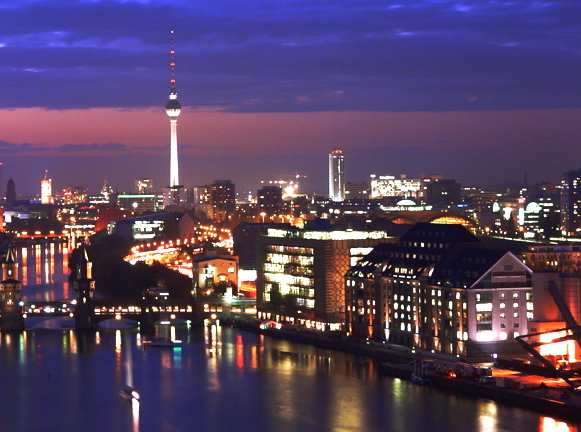
ベルリン
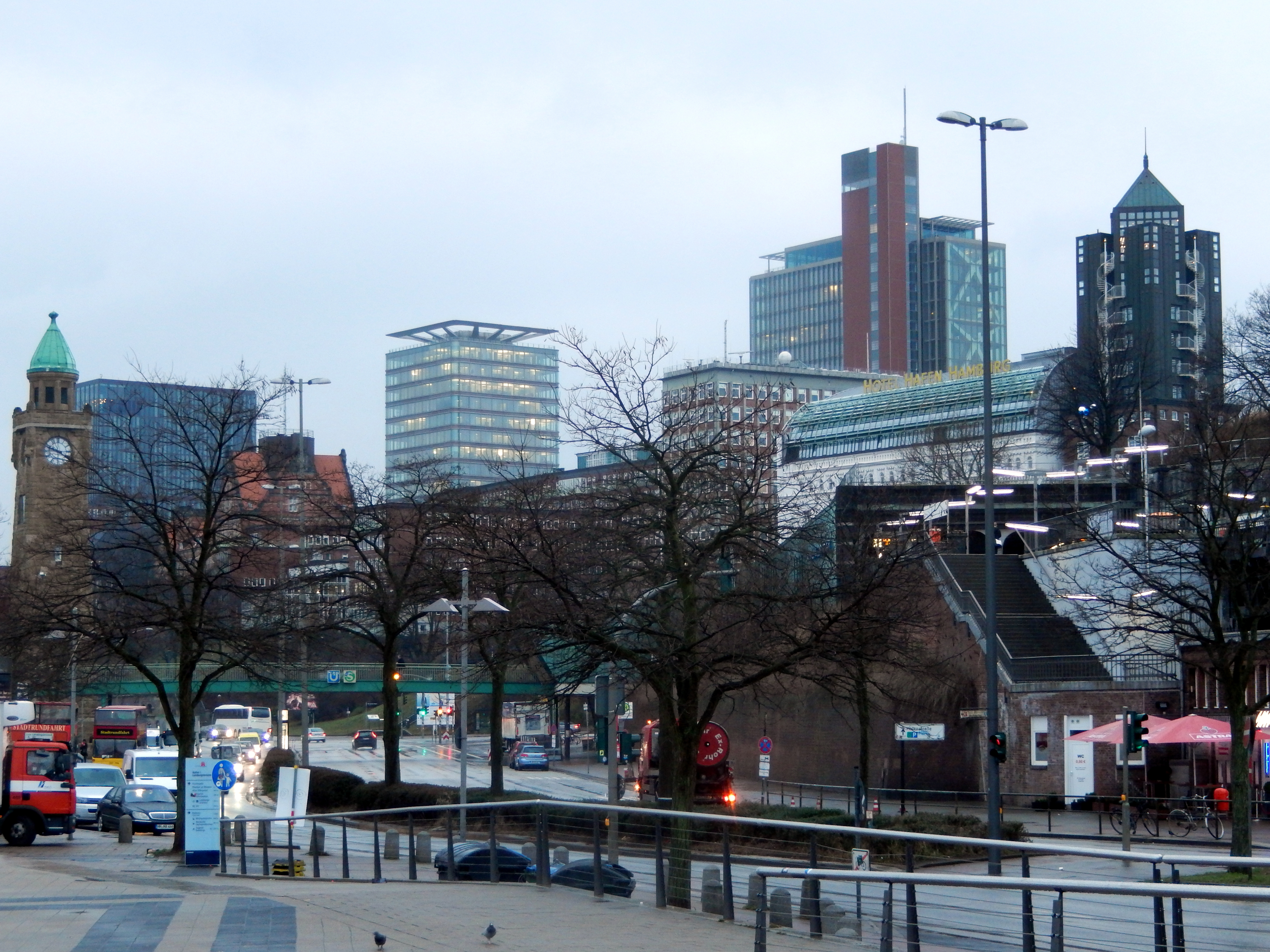
ハンブルク
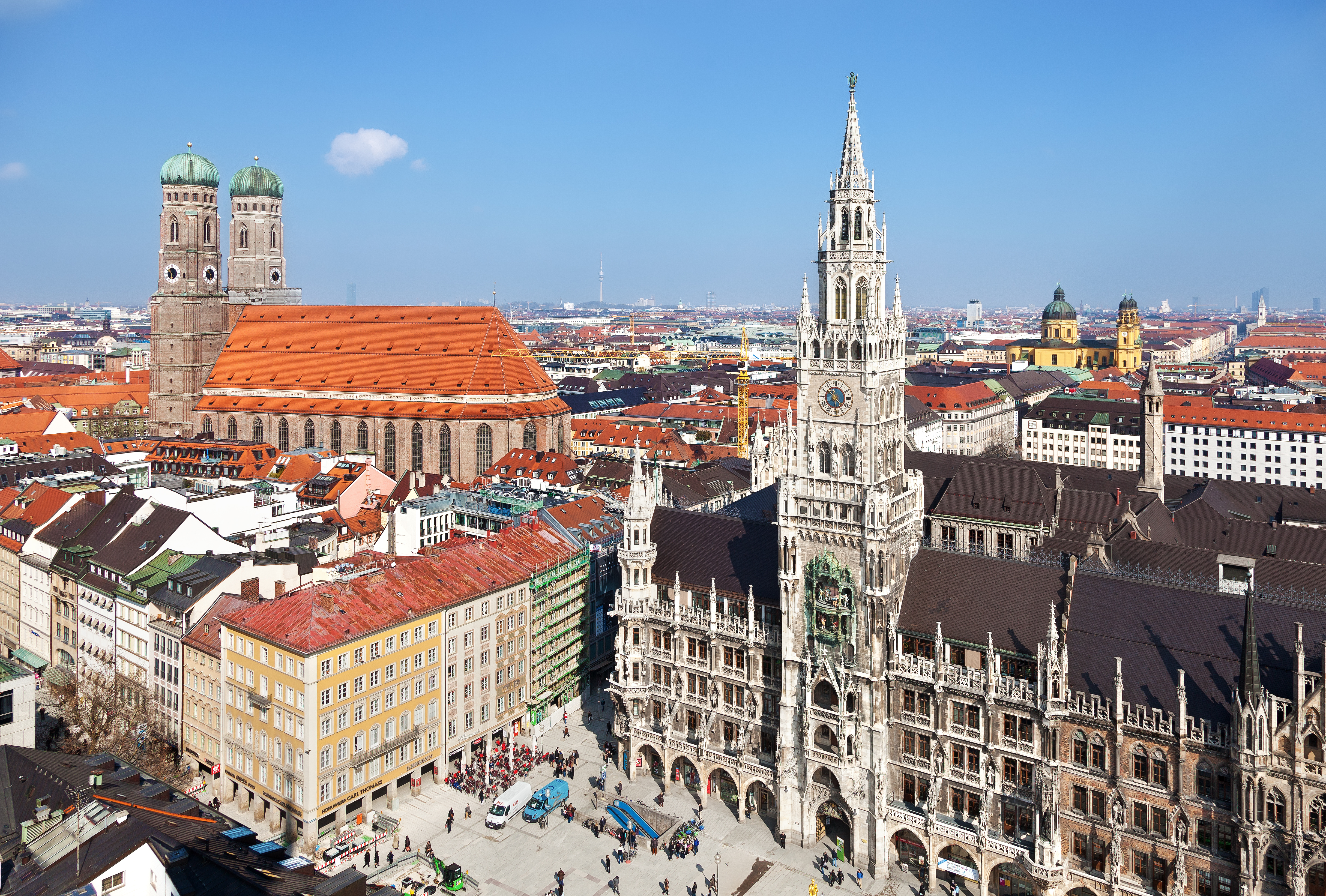
ミュンヘン
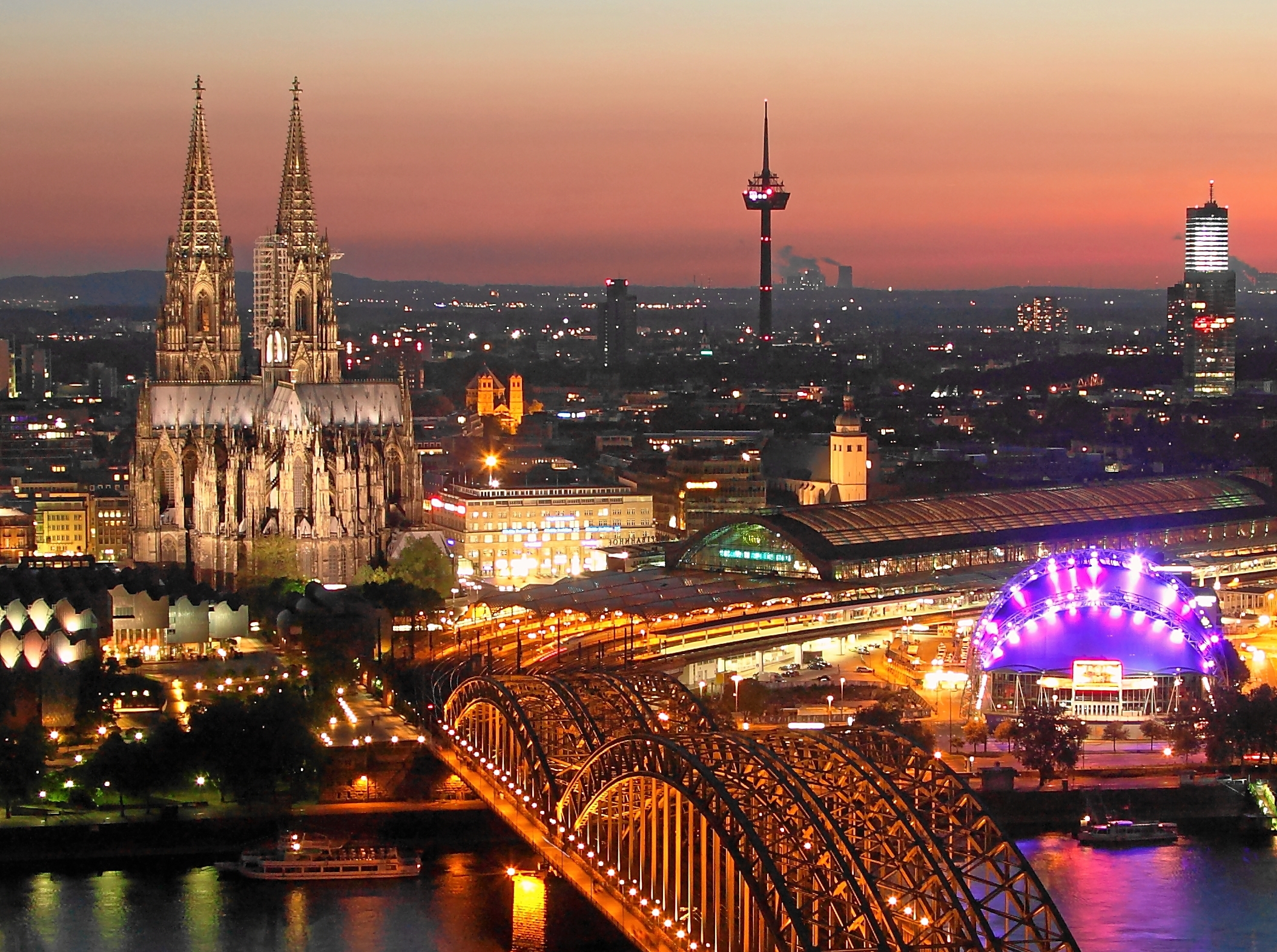
ケルン
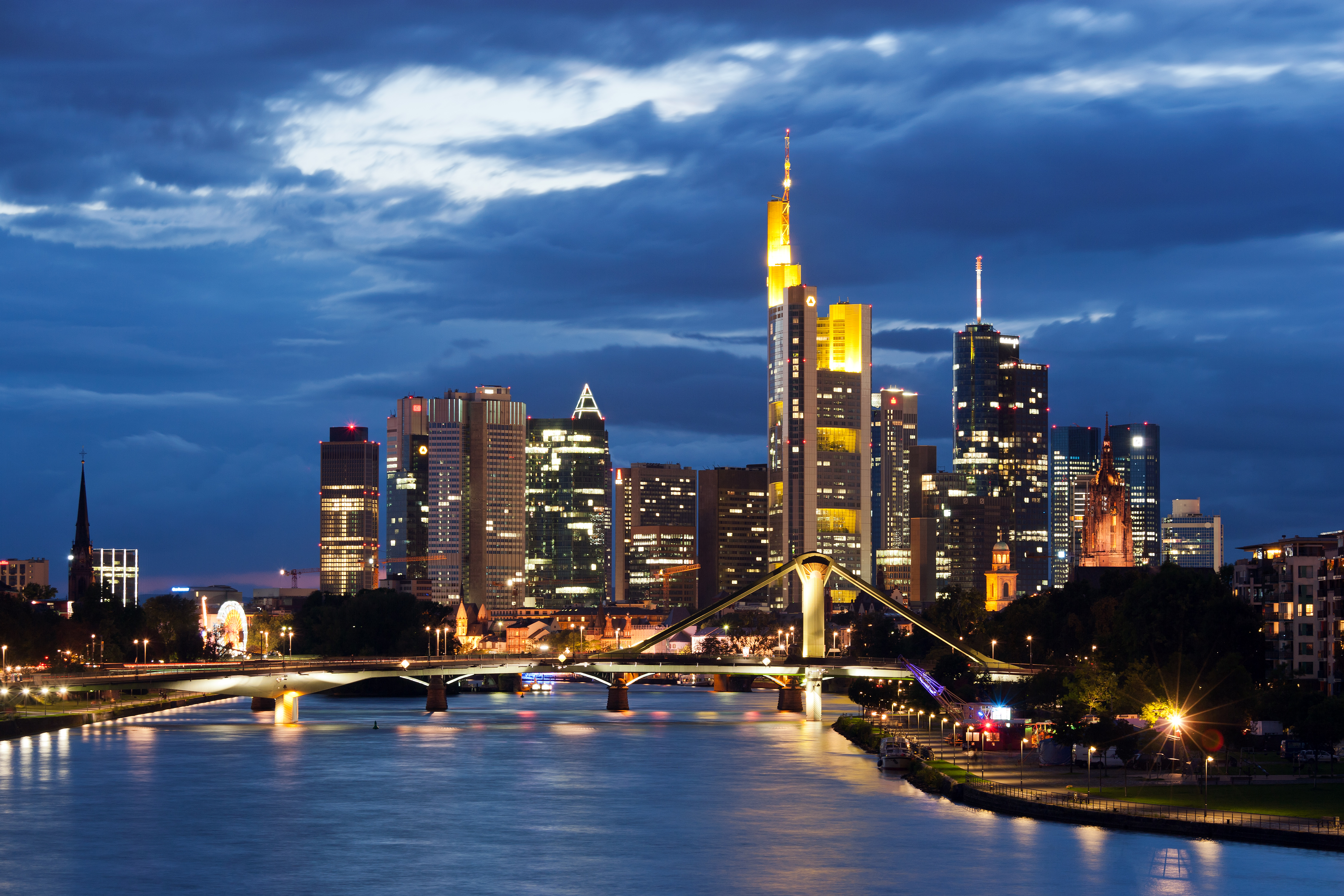
フランクフルト

| 人口順 | 都市               | 行政区分                           | 人口(人)  |
| ------ | ------------------ | ---------------------------------- | --------- |
| 1      | ベルリン           | ベルリン                           | 3,891,385 |
| 2      | ハンブルク         | ハンブルク                         | 1,915,689 |
| 3      | ミュンヘン         | バイエルン州                       | 1,618,112 |
| 4      | ケルン             | ノルトライン＝ヴェストファーレン州 | 1,083,498 |
| 5      | フランクフルト     | ヘッセン州                         | 841,795   |
| 6      | シュトゥットガルト | バーデン＝ヴュルテンベルク州       | 685,143   |
| 7      | デュッセルドルフ   | ノルトライン＝ヴェストファーレン州 | 653,167   |
| 8      | ドルトムント       | ノルトライン＝ヴェストファーレン州 | 653,167   |
| 9      | エッセン           | ノルトライン＝ヴェストファーレン州 | 608,156   |
| 10     | ライプツィヒ       | ザクセン州                         | 659,265   |
| 11     | ブレーメン         | ブレーメン州                       | 580,355   |
| 12     | ドレスデン         | ザクセン州                         | 594,693   |
| 13     | ハノーファー       | ニーダーザクセン州                 | 573,259   |
| 14     | ニュルンベルク     | バイエルン州                       | 547,642   |
| 15     | デュースブルク     | ノルトライン＝ヴェストファーレン州 | 495,405   |
| 16     | ボーフム           | ノルトライン＝ヴェストファーレン州 | 368,457   |
| 17     | ヴッパータール     | ノルトライン＝ヴェストファーレン州 | 361,423   |
| 18     | ビーレフェルト     | ノルトライン＝ヴェストファーレン州 | 342,643   |
| 19     | ボン               | ノルトライン＝ヴェストファーレン州 | 339,426   |
| 20     | ミュンスター       | ノルトライン＝ヴェストファーレン州 | 343,476   |

- ベルリン[82]
- ハンブルク
- ミュンヘン
- ケルン
- フランクフルト

## 経済
2023年のドイツの国内総生産（GDP）予測は4兆4298億米ドルであり、アメリカ、中国に次ぐ世界第3位の経済大国である。ヨーロッパではGDP1位であり、世界で有数の先進工業国である。ビスマルク統一直後にイギリスを抜いて世界最大の経済大国となり、1890年代にはアメリカに抜かれたものの、今度はアメリカ資本の集中的な投下を受けて充実を維持した。両国は第二次産業革命の牽引役と言われている。

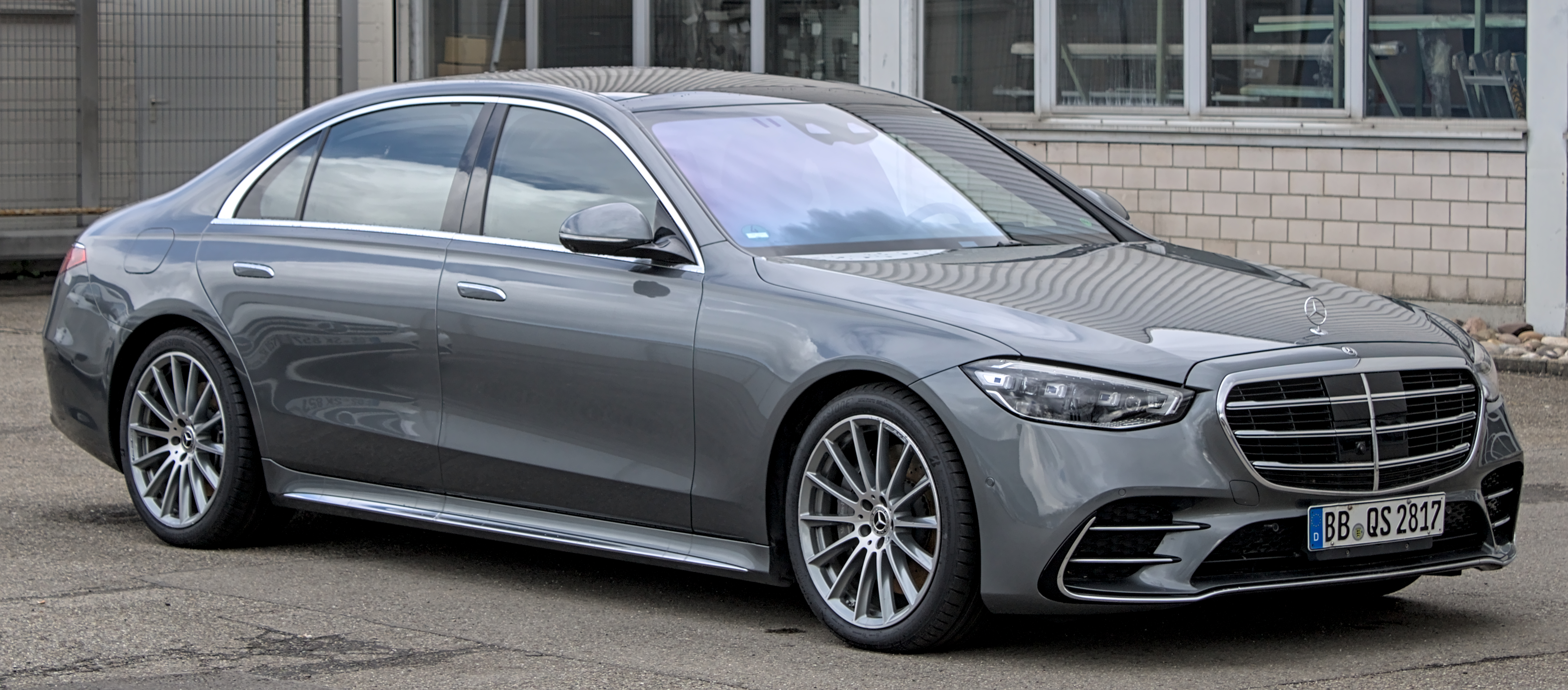
メルセデス・ベンツ・Sクラス。世界第3位、欧州第1位のGDPを擁するドイツは、世界有数の自動車輸出国である。

ドイツの主要産業は工業で、自動車産業を含む機械工業、化学工業、金属産業、電気製品製造業が発達している。大企業より中小企業の割合が他の先進国より高い。ドイツは戦前から科学技術に優れており、ガソリン自動車やディーゼルエンジンを発明したのはドイツ人であった。また現在見られる液体燃料ロケット（スペースシャトル、ソユーズ、アリアン、H-IIAなど、固体ロケットM-Vロケットなどを除く）は戦時中にナチスが開発した技術が基礎となっている。現在でも技術力があり、自動車はメルセデス・ベンツ、ポルシェ、BMW、アウディ、フォルクスワーゲンといったブランドが世界的に有名である。そのほか、化学・薬品大手のバイエル、ベーリンガーインゲルハイム、BASF、電機大手のシーメンス、ボッシュ、航空会社のルフトハンザドイツ航空、金融のドイツ銀行、コメルツ銀行、経営管理ソフトウェア大手のSAP、光学機器メーカーのカール・ツァイス、ライカ、機械メーカーのMAN、フォイト、リープヘル、クーカ、シュマルツ、ティッセンクルップ、世界最大の映画用カメラメーカーであるアーノルド&リヒター、人工透析で世界シェア40%のフレゼニウス、呼吸器メーカーのドレーゲルなど、世界的に活動している大企業は多い。
また生活用品や日用品においても、家庭用・業務用洗剤のヘンケル、清掃機器のケルヒャー、高級キッチンのミーレ、電気シェーバーや電動歯ブラシのブラウン、スポーツ用品のアディダス、プーマ、高級時計のランゲ・アンド・ゾーネや軍用時計のチュチマ、世界最初の電波時計を作ったユンハンス、筆記用具のモンブラン、ペリカン、ロットリング、ラミー、ファーバーカステル、ステッドラー、音響機器のゼンハイザー、ベリンガーや世界初のステレオヘッドフォンを発売したベイヤー、ぬいぐるみのテディベアで知られるシュタイフなど世界的に著名な企業が多い。

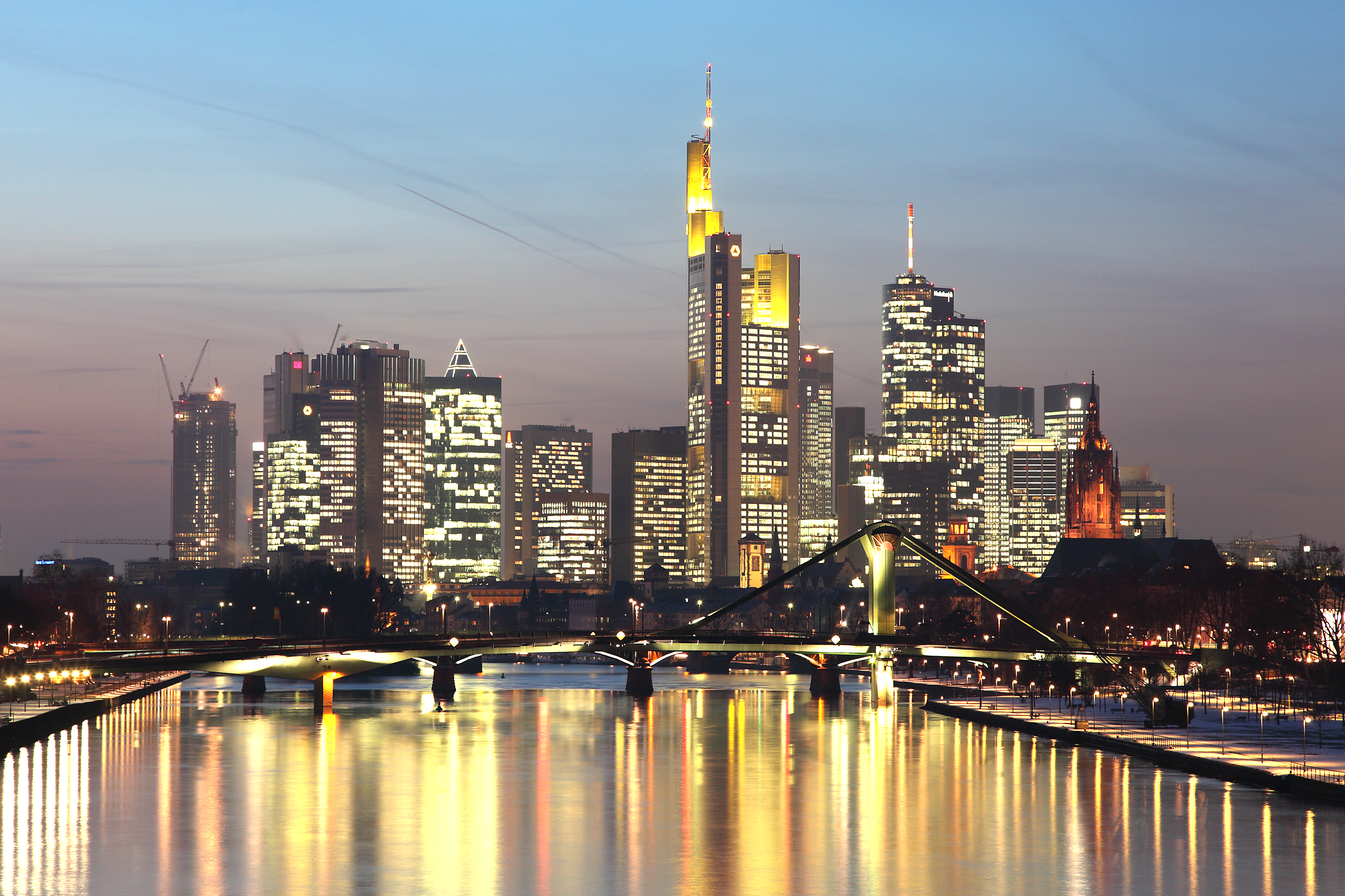
ドイツ経済の中枢であり、世界都市であるフランクフルトは、世界有数の金融センターであり、国際的なハブ空港を持つ。

旧西ドイツは日本同様、第二次世界大戦後に急速な経済発展を成し遂げたが、1990年の東西統一以降旧東ドイツへの援助コストの増大、社会保障のためのコスト増大などが重荷となって経済が低迷した。また、旧東ドイツでは市場経済に適応できなかった旧国営企業の倒産などで失業が増え、旧東側では失業率が17.2%に達し、深刻な問題となっていた。企業が人件費の安いポーランドやチェコなどへ生産拠点を移転させようとしているために、ますます失業が増えるのではないかとの懸念もある。しかしこの数年はGDPは増加傾向であり、失業率も減少して2011年の時点では1991年以来の低水準となっている。OECDのデータによると、ベルリンの1人当たりの税引き後可処分所得（物価ベース）はドイツの平均を下回っており、これは世界でも珍しいことで、先進国の首都としては例外的である。
かつては全ての州で「閉店法（Ladenöffnungszeit）」により、（空港や駅構内の売店、ガソリンスタンド併設のコンビニを除く）小売店は平日（月曜日から土曜日まで）は20時から翌朝6時まで、日曜・祝日は終日営業できないといった規則が定められていたが、2006年のFIFAワールドカップ開催をきっかけとして営業時間が延長された。同時に各州に閉店法に関する詳細を定める権限も移り、一部では閉店法自体が撤廃される州も出てきている。大型のショッピングセンターやトルコ人、イタリア人、ギリシャ人、中国人など外国人が経営する店は深夜や土日も開店している場合も多い。
2010年代後半からユーロ安により安定的な経常収支の黒字を記録してきた。2019年の経常黒字額は2930億ドルと4年連続世界最高水準を記録。経常黒字の対国内総生産比は、欧州委員会が持続可能と見なす水準6.0%を超え7.6%に達した。

### 電力・エネルギーと環境問題
2008年時点、ドイツは世界第6位のエネルギー消費国であり、主要エネルギーの60%を輸入に依存していた。2022年のエネルギーの輸入依存度は69%となっている。政府はエネルギー効率改善と再生可能エネルギー活用を推進している。エネルギー効率は1970年前半以降改善しており、政府は2050年までに国内電力需要を再生可能エネルギーのみで賄うことを目標に掲げていた。2010年時点でのエネルギー源は石油（33.8%）、褐炭を含む石炭（22.8%）、天然ガス（21.8%）、原子力（10.8%）、水力発電や風力発電（1.5%）、そしてその他の再生可能エネルギー（7.9%）となっていたが、2022年の発電構成は風力21.7%、褐炭20.1%、天然ガス13.8%、石炭11.2%、太陽光10.5%、バイオマス7.7%、原子力6.0%、水力3.0%、その他の再生可能エネルギー1.0%、その他4.9%となっており、このうち電力消費中の再生可能エネルギーは46％に達し、新たな目標として2035年までに国内電力需要を再生可能エネルギーのみで賄うことを目標に掲げた。
2000年、政府と原子力産業は2021年までに全ての原子力発電所を閉鎖することに合意した。さらに2011年の日本の福島第一原子力発電所事故を受けて原子力発電（原発）からの脱却を決め、最後まで稼働していた3基を2023年4月15日に送電網から切り離した。近年は再生可能エネルギー産業が急成長している。また電力に関しては2008年以降、輸出が輸入を上回っている。
ドイツは京都議定書や生物多様性、排出量規制、リサイクルそして再生可能エネルギーの利用などを推進するその他の諸条約に係わっており、世界レベルでの持続可能な開発を支持している。ドイツ政府は大幅な排出量削減運動に着手しており、国内の排出量は低下している。しかしながら、2019年時点でのドイツの温室効果ガス排出量は中国、アメリカ、インド、ロシア、日本に続き世界第6位であり、依然としてEU最大である。
特に電力系統において、1990年から固定価格買い取り制度を採用、スマートグリッドを構築中である。1994年、基本法第20条a項として「国は未来の世代に対する責任という面においても生活基盤としての自然を保護するものとする」という条文が採用された。経済と環境は対立するものではなく、大気、土壌、水質の保護は経済発展の前提条件とされた。背景には、国土が狭いうえに海岸線が短いため埋立地も十分に確保できず、そのうえ廃棄物の他国への越境移動が禁止されたため、自国内で処理せざるを得なくなったことである。環境保護に対する国民の意識が高まり、1998年に同盟90/緑の党が連立政権に参加した。

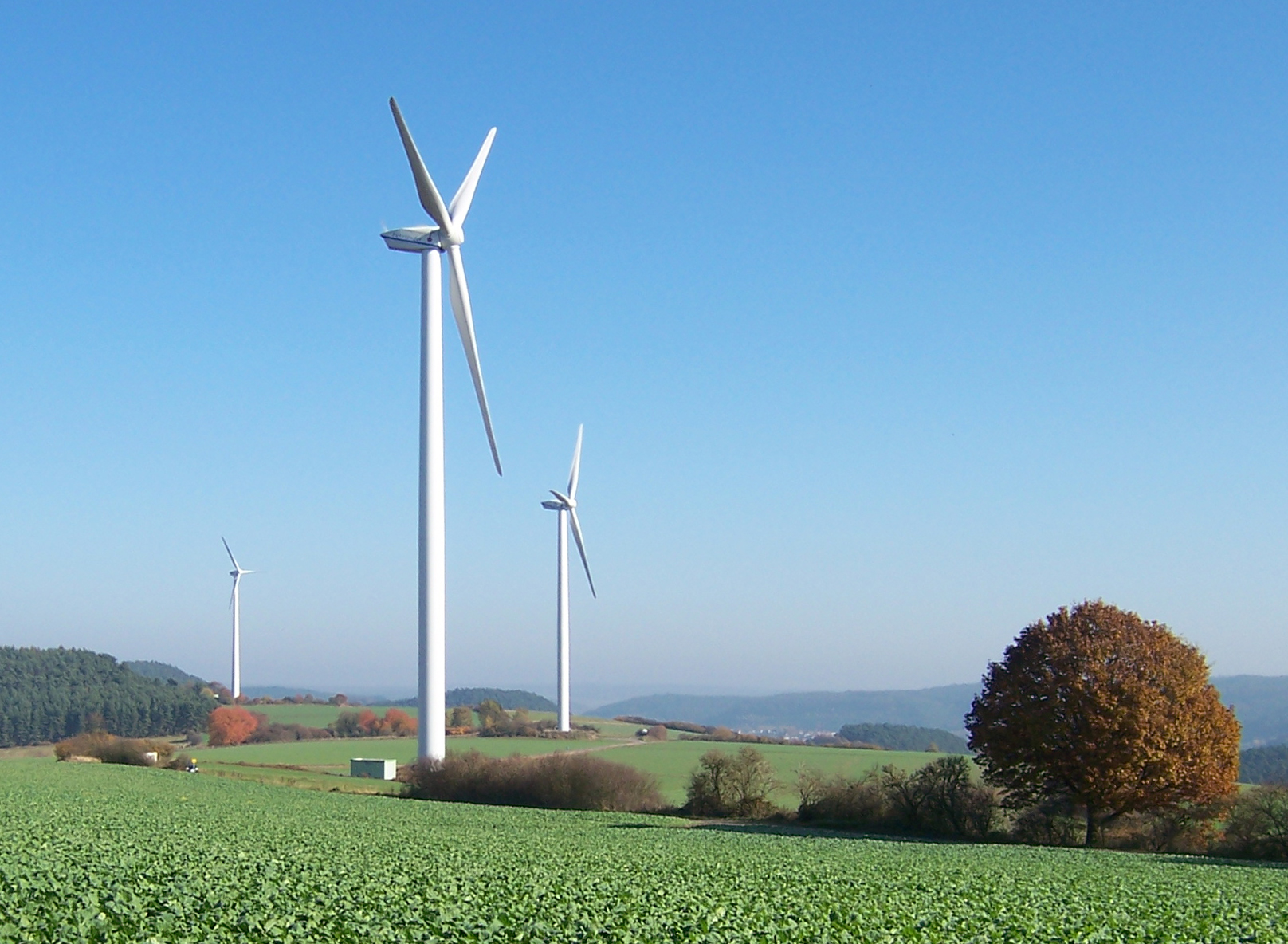
ドイツでの風力発電

- 1986年 - 廃棄物発生防止・処理規正法

産業廃棄物などの発生源によって規制する規則。
- 1991年6月 - 包装材廃棄物政令
- 1994年10月 - リサイクル経済促進・廃棄物無公害処分確保法（廃棄物リサイクル促進法）
- 1996年10月 - 同法施行

製造業者の関与を深める法体系を作った。
- 2002年1月 - デポジット制の制定

環境に優しくない素材のすべての容器包装廃棄物にデポジットが課される。
- 2011年7月 - 脱原発法の成立

2011年3月の福島第一原子力発電所事故の発生を機に反原発の声が高まり、2022年までに国内17基の原発を全て停止することになった。2023年4月に全ての原子力発電所が稼働を停止。

## 交通
ヨーロッパの中央部に位置するドイツは輸送機関の中枢となっている。このことは密集化され、かつ近代化された輸送ネットワークに反映されている。自動車大国であるだけに道路網も発達しており、アウトバーンと呼ばれる高速道路が主要都市を結んでおり、総延長は世界第3位である。鉄道はドイツ鉄道（DB, Deutsche Bahn）が全国に路線を張り巡らせ、超高速列車ICEや都市間を結ぶインターシティ、ヨーロッパ各国との間の国際列車が多数運行されている。また、都市部では近郊電車のSバーンや地下鉄（Uバーン）、路面電車の路線網が発達している。なおヴッパータールには、現在運行している世界最古のモノレールがある。トランスラピッドは世界金融危機で建設が断念された。
航空では、欧州でも屈指の大手航空会社ルフトハンザドイツ航空が世界各国に航空路線を持っている。また、ユーロウイングスなどの格安航空会社もある。ドイツ最大のフランクフルト空港とミュンヘン国際空港はルフトハンザの国際ハブ空港となっており、とりわけフランクフルト空港は欧州で3番目に利用旅客数の多い空港となっている。そのほかの主要空港にはデュッセルドルフ空港、ベルリン・ブランデンブルク国際空港、ハンブルク国際空港、ケルン・ボン空港、ライプツィヒ・ハレ空港がある。

## 科学技術
科学におけるドイツの業績は非常に大きく、研究開発活動はドイツ経済にとって不可欠な分野となっている。これまでに103人のノーベル賞受賞者を輩出しており、20世紀においては、物理学賞、化学賞、生理学・医学賞といった科学の分野で、ほかのどの国よりも多くの受賞をしている。非英語圏では群を抜いた受賞者数となっている。
アルベルト・アインシュタインやマックス・プランクの業績が現代物理学確立への重要な役割を果たし、ヴェルナー・ハイゼンベルクとマックス・ボルンがこれをより一層発展させた。彼らの仕事はヘルマン・フォン・ヘルムホルツやヨゼフ・フォン・フラウンホーファーといった物理学者たちに引き継がれている。ヴィルヘルム・レントゲンはX線を発見し、1901年に第1回ノーベル物理学賞を受賞した。また、カール・フリードリヒ・ガウス、ダフィット・ヒルベルト、ベルンハルト・リーマン、ゴットフリート・ライプニッツ、カール・ワイエルシュトラス、ヘルマン・ワイル、フェリックス・クラインといった数多くの数学者たちがドイツから生まれている。ドイツにおける研究機関にはマックス・プランク研究所やドイツ研究センターヘルムホルツ協会、フラウンホーファー協会がある。毎年、10人の研究者にゴットフリート・ヴィルヘルム・ライプニッツ賞が授与されており、最大250万ユーロの賞金は最も高額な学術賞の一つである。
諸科学の中でも医学、薬学、化学はとりわけドイツが世界の先進的立場を占める分野であり、特に日本では徹底してドイツ医学に学ぶ傾向が強かったため、戦後かなり遅い時期まで日本の医師はドイツ語を学びカルテをドイツ語で書くことが常識とされていたほどである。森鷗外、北杜夫、手塚治虫といった医学者出身文化人がそろってドイツ文学に傾倒しているのもこの影響である。
ドイツは多数の著名な発明家や技術者の出身国であり、その中にはヨーロッパで初めて活版印刷を発明したとされるヨハネス・グーテンベルク、ガイガー＝ミュラー計数管を開発したハンス・ガイガー、初めて全自動デジタルコンピュータを製作したコンラート・ツーゼがいる。フェルディナント・フォン・ツェッペリン、オットー・リリエンタール、ゴットリープ・ダイムラー、ルドルフ・ディーゼル、フーゴー・ユンカース、カール・ベンツといったドイツの発明家、技術者、企業家たちが現代の自動車や航空輸送技術を形づくった。史上初の宇宙ロケット（V2ロケット）を開発した航空宇宙工学技術者のヴェルナー・フォン・ブラウンは、のちにNASAの主要メンバーとなり、サターンV型ロケットを開発してアポロ計画の成功に貢献している。ハインリヒ・ヘルツの電磁波分野での業績は現代の遠距離通信の発展にとってきわめて重要である。
また、ドイツは環境技術の開発と利用に関する主要国の一つである。環境技術を専門とする企業の総売上高は2005年時点で再生エネルギー分野で164億ユーロ、廃棄物処理分野は500億ユーロにのぼる。ドイツ環境技術業界の重要市場は、発電、サステイナブル・モビリティ、材料能率差、エネルギー効率、廃棄物管理とリサイクル、持続可能な水管理である。

グーテンベルク
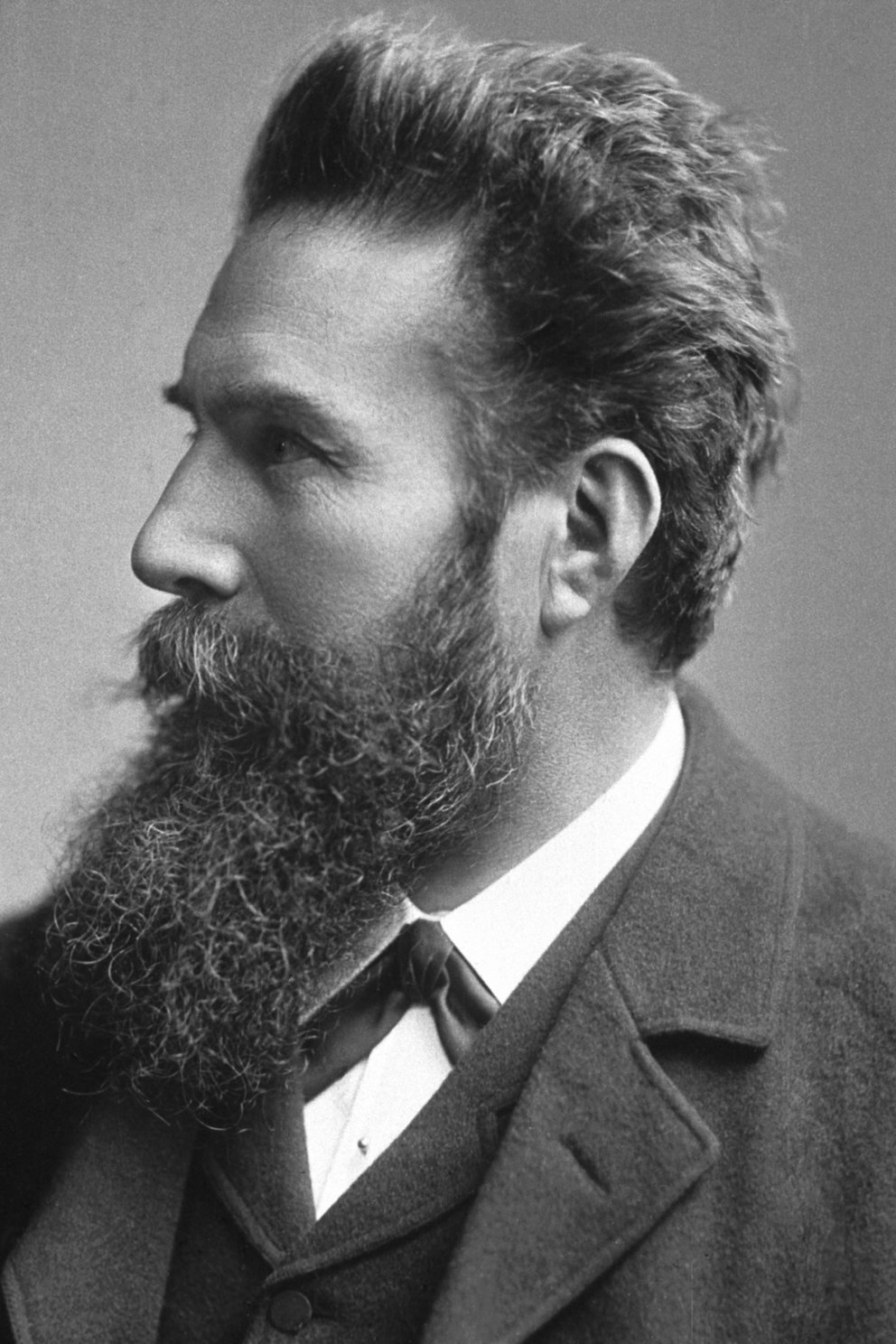
レントゲン
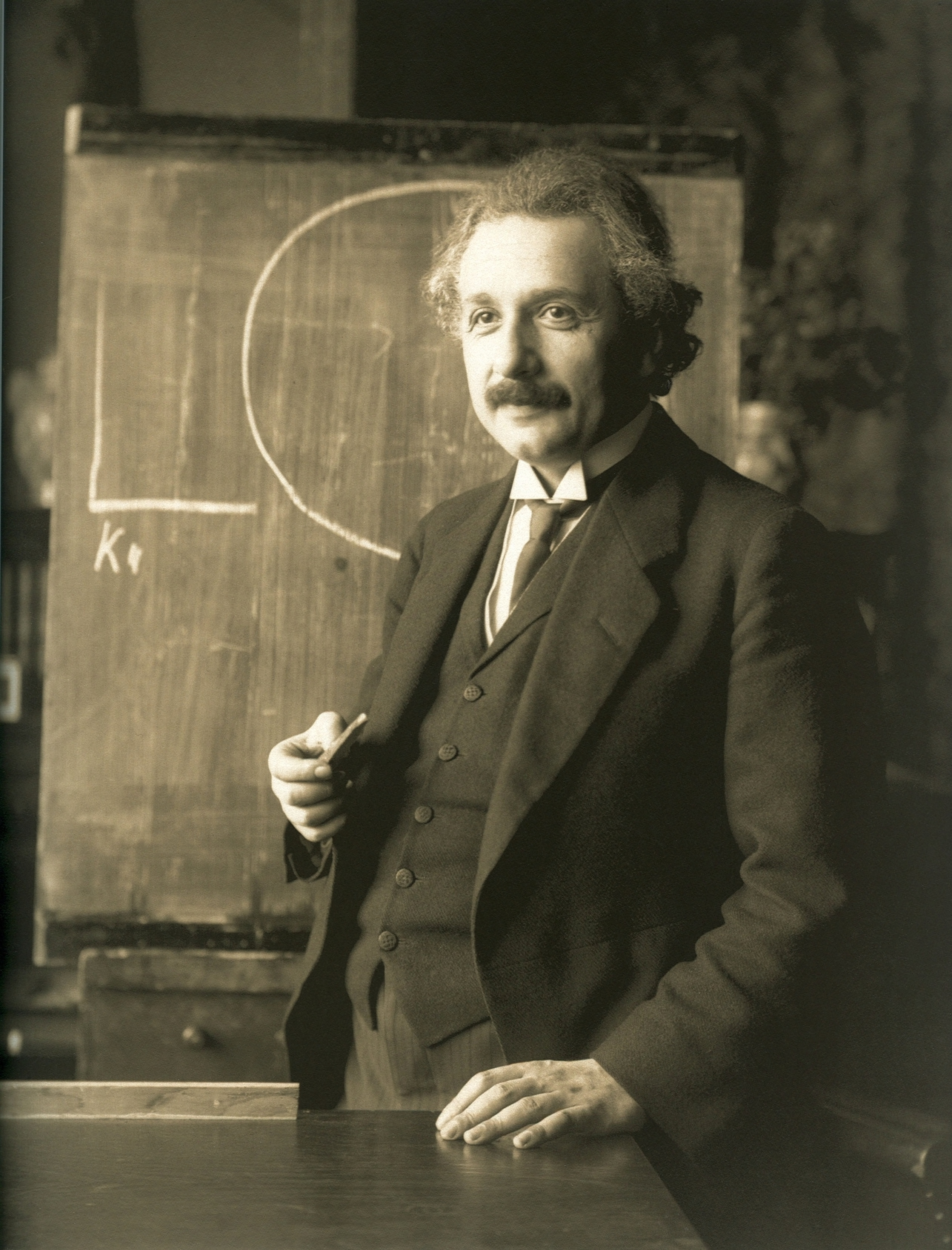
アインシュタイン
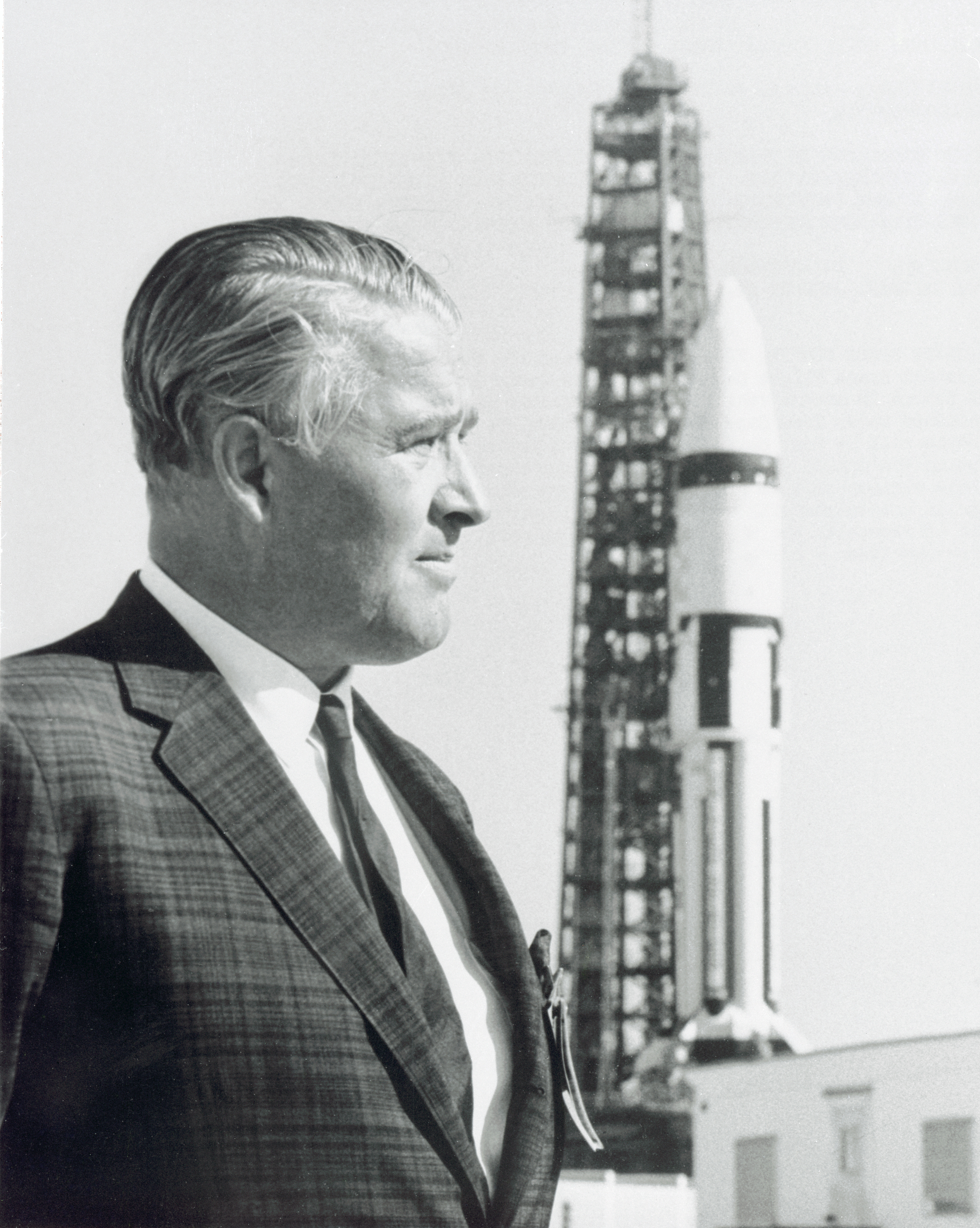
ブラウン
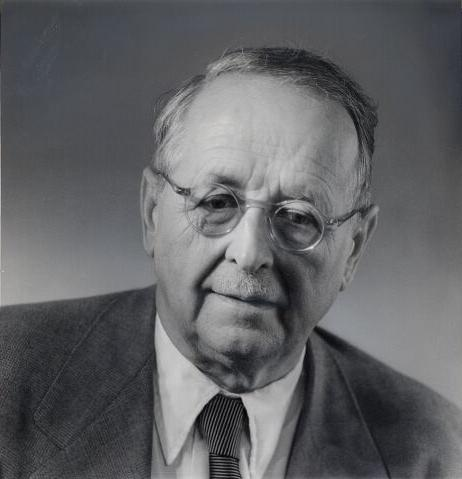
ヘルマン・ワイル

## 国民

ドイツの人口ピラミッド

少子高齢化が進み、1人の高齢者を2.9人で支える高齢社会に突入しており（2012年）、OECD各国では日本の次に少子高齢化が進行している。2010年1月現在のドイツの人口は8180万人であり、EU域内では最大、世界第15位である。平均人口密度は平方キロメートルあたり229.4人である。平均寿命は79.9歳。2009年の合計特殊出生率は女性1人あたり1.4人、1000人あたりでは7.9人となり、世界で最も低率の国の一つである。1990年代以降、死亡率が出生率を上回る状態が続いている。

2019年における各地域の人口密度

### 主要民族・少数民族
国民の8割はゲルマン系のドイツ語を母語とするドイツ民族である。ドイツ民族は欧州諸民族の例にもれず地域ごとに文化的差異が大きいが、おおむねゲルマン系の民族として認識されている。しかし、南部のバイエルン地方については、自己をドイツ民族ではなくバイエルン民族と定義する場合も多く、エスニックジョークの題材にもされる。厳密にはゲルマン民族の中のバイエルン族（オーストリア人なども含まれる）など複数の支族がドイツ語という共通点によってドイツ民族の名で包括されているのが実態だが、各支族はケルト人やスラヴ人との結びつきによって差異もあり、同時に支族間のボーダーレスもあって状況は単純ではない。他に北東部のラウジッツ地方には西スラヴ語群系の言語を話すソルブ人、バルト海沿岸部のフリースラント地方にはアングロ・フリジア語系の言語を話すフリジア人がそれぞれ存在する。またシュレースヴィヒ＝ホルシュタイン州には隣接するデンマーク王国の主要民族であるデンマーク人の居住区が広がるほか、ポーランドと国境を接する歴史からポーランド系ドイツ人の定住も長い歴史を持っている。
かつて東プロイセンを含む東欧やヨーロッパロシアの各地に住んでいたドイツ人は、独ソ戦でのドイツ軍敗退に伴う避難や戦後のドイツ人追放でドイツに移住し、ヴォルガ・ドイツ人などのドイツ移住はソビエト連邦の崩壊後も見られた。1987年以降は約300万人の、主に東欧や旧ソ連から移民した民族ドイツ人（Aussiedler）がドイツに再定住する動きも起きている。2000年以降、亡命と移民に対して無制限だった以前の法律が改正された結果、亡命地を求める移民や民族ドイツ人を主張する人々（おもに旧ソ連圏）の移住は減少している。
これら少数民族の権利獲得や自治権を求める動きは様々な形で実施されており、ドイツ国家からの分離独立が主張される場合もある。2017年、国内最大の日刊紙『ビルト』とイギリスの調査会社YouGovはドイツ全土で「自分が住む州はドイツから独立するべきか」について世論調査を行い、バイエルン自由州で32%、ザールラント州・テューリンゲン州・ザクセン州・メクレンブルク＝フォアポンメルン州の6州で20%の州民が「ドイツから独立すべき」と回答した。

### 移民・難民
ドイツ連邦統計局は、移民としての背景を持つ者の定義を「1949年以降にドイツ連邦共和国の領域に移民した者」「国内で出生した外国国籍者」「少なくとも一方の親が移民または国内で生まれた外国国籍者で、国籍保持者として生まれた者」としている。

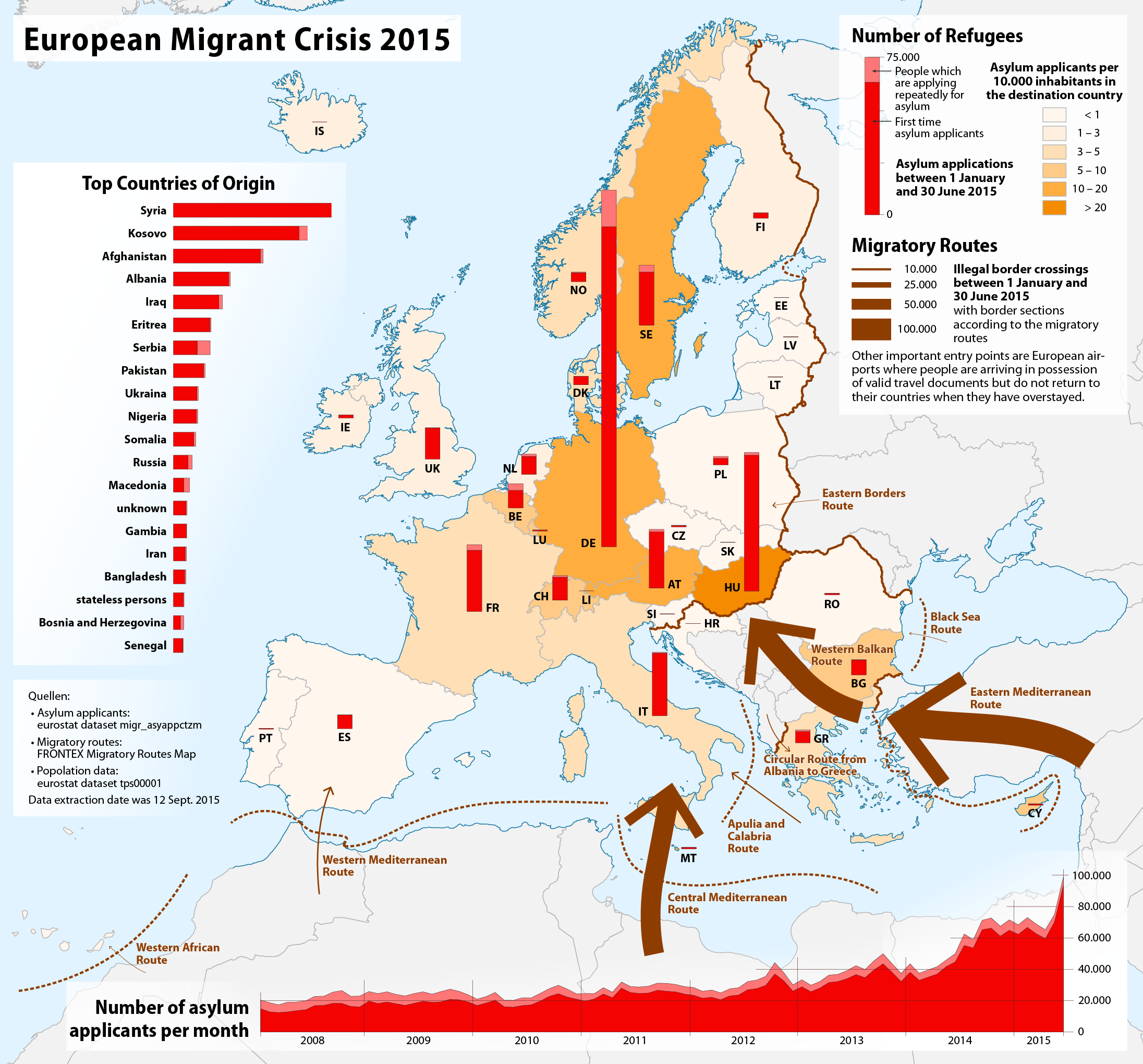
欧州難民危機における難民申請数

2009年時点で連邦政府に登録されている外国人居住者は約700万人で、国内居住者の19%が外国人または両親の一方が外国人（送還された民族ドイツ人を含む）であり、これらの96%が西ドイツまたはベルリンに居住している。ドイツへの移民者は、戦後復興期の西ドイツにおける外国人労働者の受け入れに始まり、ドイツ再統一、欧州連合のシェンゲン条約、欧州難民危機なども影響して2010年代も増加が続いている。近年では移民の総数はドイツ国民の約2割に達しつつあり、1945年以降で移民の割合が最も高くなっている。2012年の時点では、OECD加盟国中、ドイツは米国に次いで2番目の移民大国となっている。国際連合人口基金の統計によれば、ドイツは全世界の1億9100万人の移民人口のうち、約5%に相当する1000万人を受け入れており、移民受け入れ数では世界第3位である。
移民集団の規模は統計データによって異なるが、最大の移民集団はロシア人（350万人）であり、ポーランド人（285万人）、トルコ人（280万人）、アラブ人（100万人） がこれに続いている。100万人以下の移民集団としてはイタリア人（83万人）、ルーマニア人（48万9000人）、ギリシャ人（28万3684人） 、オランダ人（35万人）などがある。
ロシア系移民は大部分が旧東ドイツ領に相当する東部ドイツに定住しており、ドイツ再統一とソヴィエト連邦の崩壊という冷戦終結に伴う混乱が重なったことによって大量に増加した。また、同じく旧東側諸国からの移民としてポーランド系移民も冷戦後に急増したが、こちらは東部ドイツに限らず南部や西部にも移り住んでいる。かつては最大の移民集団であったトルコ系移民（クルド人と自認する者も含む）は、1960年代の西ドイツが労働力不足を補うためにトルコ共和国と移民協定を結んだことで流入し、現在でも第3位の規模を持つ移民集団を形成している。2010年代にはシリア内戦など中東の政情不安によってドイツへの難民申請が続き、シリア人を筆頭とするアラブ系移民が100万人以上に膨れ上がっている。ドイツの難民は他国と同様に精神的健康や生活上の困難に直面しているが、2021年の調査によるとドイツの難民・庇護申請者はオーストリアやデンマークよりも社会的支援、雇用訓練、就学機会が充実している。2024年6月26日、世界的な移民の観点から、ドイツ国籍の申請に関する大きな変化が起こる。つまり、2024年6月26日以降、ドイツは二重国籍を認めるだけでなく、最低3年間ドイツに住むだけでドイツ国籍を申請できるようになるが、日本は二重国籍を認めていないので、基本的に日本国民はこのメリットを享受できない。
東欧やトルコからの安価な労働力の流入がドイツ人の雇用悪化を招き、失業者の中には暴動に走る者も現れ、ネオナチなどの移民排斥運動に賛同して外国人を襲撃するなど深刻な問題となっている。欧州難民危機以後は中東からの難民にも警戒感が広がり、西洋のイスラム化に反対する欧州愛国者（PEGIDA）やドイツのための選択肢などネオナチとは違った新たな移民抑制運動が勢力を拡大している。
2023年パレスチナ・イスラエル戦争が発生すると、ドイツ国内に暮らすアラブ系の移民らの一部が街に繰り出し、ハマースによるイスラエル襲撃を祝福。パレスチナを擁護するデモが発生した。ショルツ首相は「ドイツ人は反ユダヤ主義は許さない」とアピールしたが、シナゴーグなどユダヤ人関係施設への警備強化を余儀なくされた。

### 言語
ドイツ語は、ドイツの公用語であり支配的な言語である。ドイツ語は欧州連合の23の公用語の一つであり、欧州委員会の3つの作業言語の一つである。ドイツで公認されている少数言語は、デンマーク語、低地ドイツ語、ソルブ語、ロマ語、そしてフリジア語であり、正式にヨーロッパ地方言語・少数言語憲章（ECRML）により保護されている。移民の間で最も使用される言語はトルコ語、クルド語、ポーランド語、バルカン系諸言語、およびロシア語である。ドイツ国民の67%が2つ以上の言語を話し、27%は3つ以上の言語を話す。
標準ドイツ語は西ゲルマン語群であり、英語、低地ドイツ語、オランダ語、そしてフリジア語と密接に関連し、分類されている。低い割合ではあるが、東ゲルマン語群（死語）と北ゲルマン語群とも関係する。ほとんどのドイツ語の語彙は、インド・ヨーロッパ語族のゲルマン分岐から派生している。
単語の相当数がラテン語やギリシャ語からの派生であり、またフランス語そして最近の英語（デングリッシュとして知られる）からも含まれる。ドイツ語はラテン文字のアルファベットを使用して書かれる。ドイツ語方言（ゲルマン諸民族の伝統的な地方亜種にまで遡る）はその語彙、音韻や文法規則で標準ドイツ語からの言語変種に分類される。
また、2011年時点、少数言語の研究団体エスノローグはドイツ連邦共和国内に以下を含む28言語の存在を認めている。
- ドイツ語（国家公用語）
- 低ザクセン語（北ドイツ（ドイツ語版））
- 上ザクセン語（ザクセン州）
- アレマン語（バーデン＝ヴュルテンベルク州）
- バイエルン語（バイエルン州）
- リンブルフ語（ノルトライン＝ヴェストファーレン州の一部）
- マインツ語（ドイツ語版）（マインツ市）

### 人名・婚姻
18世紀ドイツにおいては、キリスト教の洗礼に際してミドルネームが与えられることがあった。また、女性のファミリーネームを記録する際には元の名前の最後に-inを付す習慣があった（たとえば「Hahn」が「Hahnin」と書かれる）。また、一家で最初に生まれた男の子には父方の祖父の名を、一家で最初に生まれた女の子には母方の祖母の名をつけることがしばしば見られた。
また、伝統的には夫婦は同姓が原則で、日本の夫婦同姓のお手本になったとされる（1957年までのドイツの条文は、妻は夫の氏を称するとされており、日本の明治民法案（明治31年制定、それまでは日本は夫婦別姓）はそれとまったく同じ）。しかし、1957年、妻が出生氏を二重氏として付加できるとする改正が行われた。さらに、1976年の改正で、婚氏選択制を導入し、婚氏として妻の氏を選択する可能性を認め、決定されない場合は夫の氏を婚氏とするとされた。しかし、連邦憲法裁判所1991年3月5日決定が両性の平等違反としてこの条文も無効とし、人間の出生氏が個性または同一性の現れとして尊重され保護されるべきことを明言した。その結果、1993年の民法改正で、夫婦の姓を定めない場合は別姓になるという形で、現在は完全な選択的夫婦別姓制度を実現している（ドイツ民法1355条）。
2001年に同性間パートナーシップ制度が発足し、2013年には同性カップルも異性カップルと同等の税優遇が認められた。2017年6月、連邦議会が同性結婚を合法化する法案を可決し、異性結婚と平等に扱われるようになった（民法第1353条）。

### 宗教

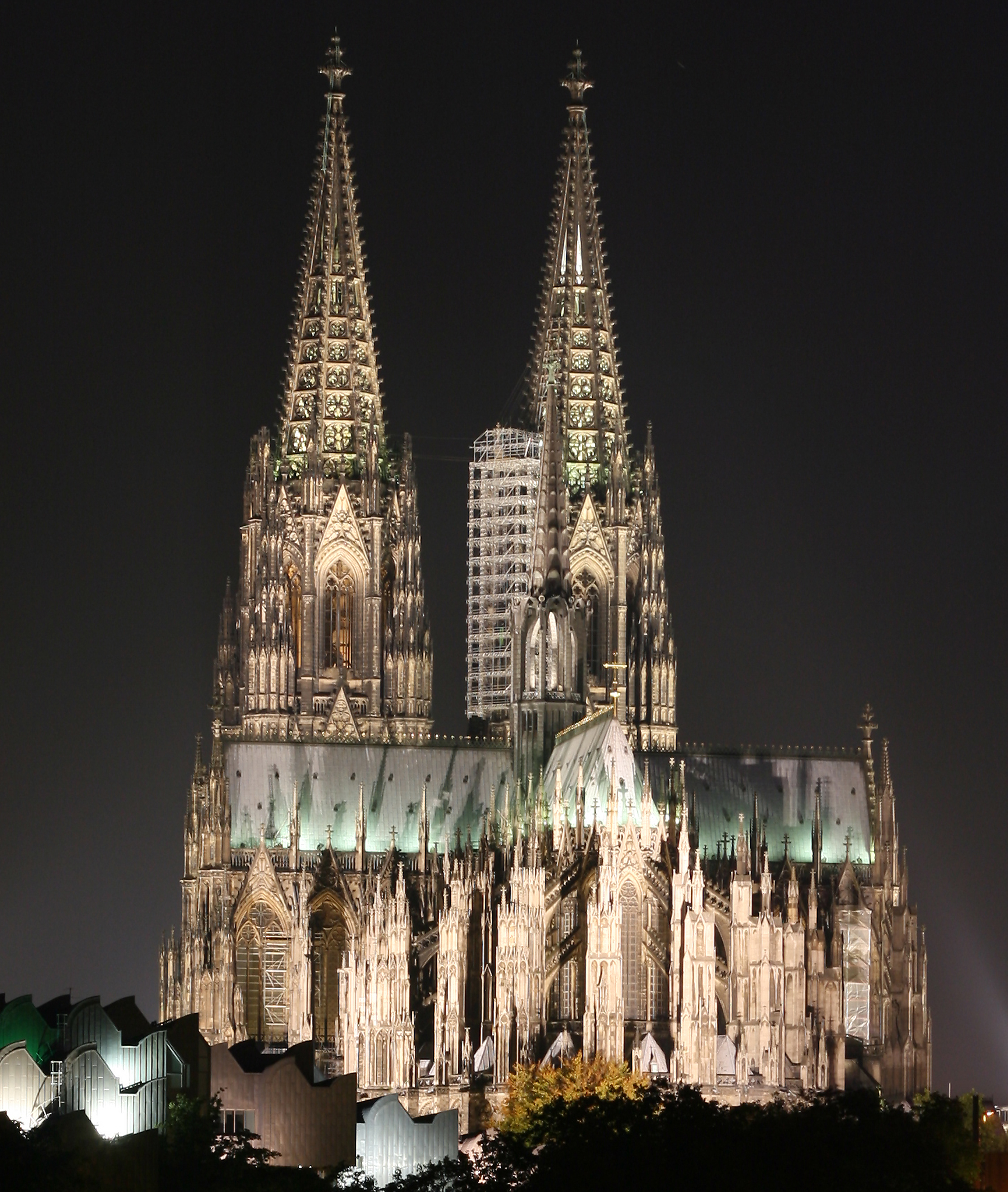
ライン川沿いにあるケルン大聖堂はユネスコ世界遺産である

ドイツにおける最大の宗教はキリスト教で2008年現在で信者数5150万人（62.8%）である 。このうち30%がカトリック、29.9%がドイツ福音主義教会（EKD）に属する福音主義信徒である。ドイツ福音主義教会には20の州教会が加盟しており、常議員会議長がドイツ福音主義教会（EKD）を代表する。その他は小宗派（各々0.5%以下）である。福音主義教会信徒は北部と東部、ローマ・カトリック教会信徒は南部と西部に多い。南部であっても、バイエルン州北部ニュルンベルクとその周辺やバーデン＝ヴュルテンベルク州北部シュトゥットガルトとその周辺では福音主義教会信徒も多い。また、1.6%は正教会である。
2番目に大きな宗教がイスラム教で、およそ380万 - 430万人（4.6 - 5.2%）、次いで仏教徒が25万人、ユダヤ教が約20万人（0.3%）、ヒンドゥー教徒が9万人（0.1%）である。これ以外の宗教の信者は5万人以下である。400万人のイスラム教徒のほとんどはトルコからのスンニ派またはアレヴィー派であるが、少数のシーア派や小分派も存在する。ドイツのユダヤ人人口はフランス、イギリスに次いでヨーロッパで3番目である。仏教徒の50%はアジアからの移民である。34.1%が無宗教であり、旧東ドイツ地域と大都市圏に多い。
宗教的多様性と国家干渉主義の両方の伝統を持つ中央ヨーロッパ、とりわけ旧東ドイツの各州においてゼクト（カルト）団体が増加しているドイツでは、予防啓発とゼクト脱退者保護の政策が地方レベルで実施され、ゼクト担当委員のポストが各州に創設された。中央レベルでは、教会法人格の取得に関する認証基準が定められた。情報交換を目的とした作業会議が州職員と州代表者の間で何度も開かれた。とはいえ市民社会には秩序があり、国家宗教は揺らいでいないため、この問題への関心は限定的である。現在のところ、禁止されたゼクトはない。そのうえ、国家権力の行動の幅は狭くなっている。

### 教育

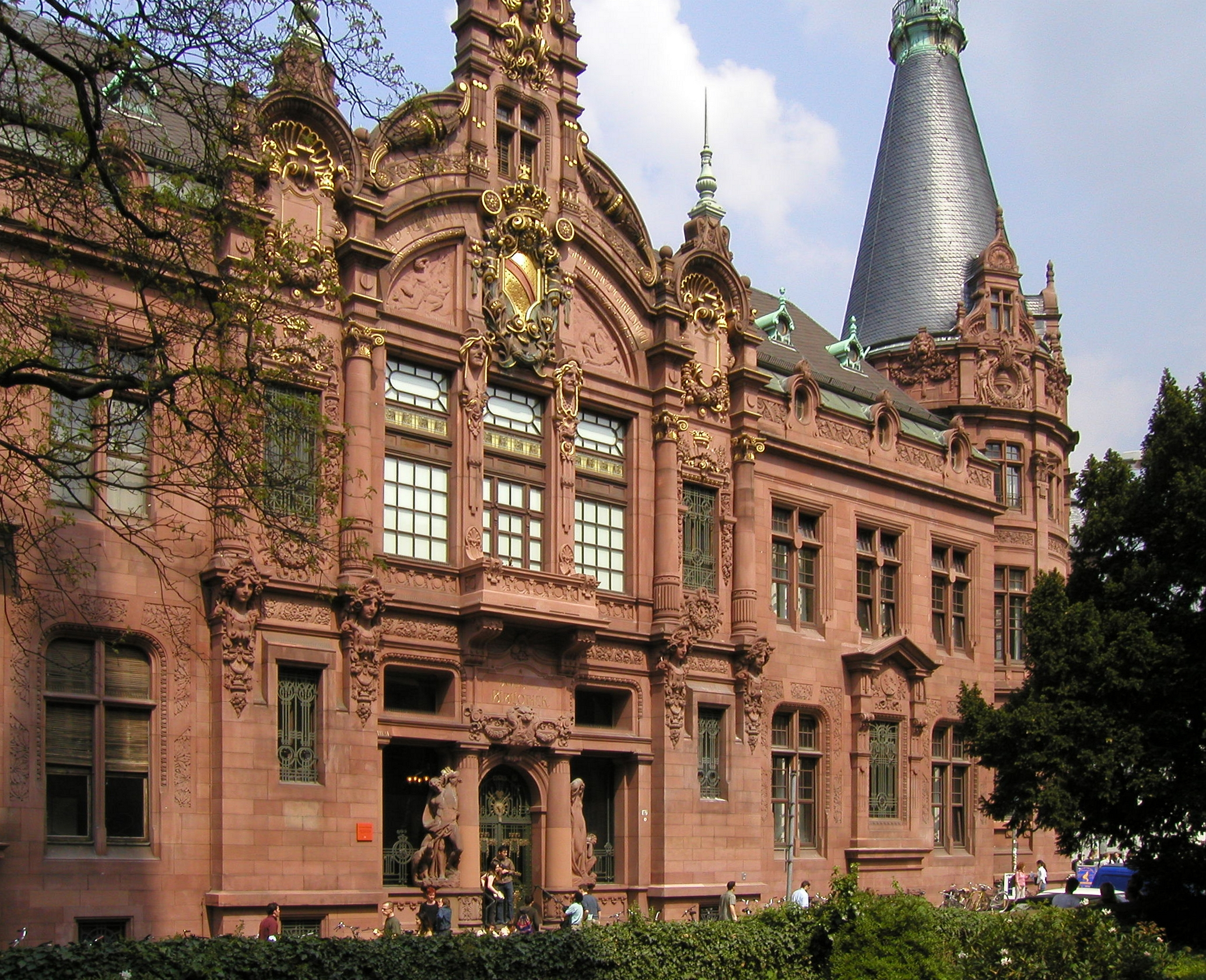
ハイデルベルク大学

教育課程は初等教育4年、中等教育以降は職業人向けと高等教育進学向けの学校とに厳格に分けられている。前者の進路がいわゆる「マイスター制」である。12歳までは基礎学校（義務教育）で、子供の能力の見極めが重要になる。13歳から15歳では、就職のための専門的な職業教育が行われる。大学への進学を希望する場合はギムナジウムという進学校に進学し、大学進学に必要なアビトゥア資格の取得を目指す。
日本においては、俗に「ドイツでは工業職人がマイスターと呼ばれ、尊敬を受けている」という話がまことしやかに語られているが、正確ではない。第二次世界大戦後の高度成長の過程においては確かに事実であったが、近年では多くの子どもたちがギムナジウムに進学する傾向が見られ、これがドイツの財政（教育費）を圧迫する原因にもなっている。また、工業職人のイメージが強いマイスター制度だが、これも近年ではコンピュータ技術者といった従来のイメージとは異なる職種の学校が増えつつある。近年、国際化によりマイスター制度が先進工業の発展に寄与しなくなったことや、12歳で人生が決まってしまう学校制度に疑問が上がり、近年は義務教育からアビトゥア資格取得まで一貫した中等教育を行うシュタイナー学校や総合学校が広まっている。
大学においても近年変革の時期を迎えている。ドイツの大学はほぼすべてが州立大学で、基本的に学費は納める必要がない（ただし、州により学費徴収を行うケースもある）。
しかし、近年の不況の影響を受け、大学は授業料を徴収するかどうか、検討を始めている。また、かつてのドイツは大学卒業した者はエリートコースを歩み、大学卒業資格は社会で相当に高い評価を得ていたといえる。しかし、近年における財政界からは、もっと柔軟な思考ができる学生が欲しいとの声が強まり、大学のカリキュラムも変革の時期を迎えている。

### 保健

#### 医療

##### 社会保障
ドイツの医療は世界で初めて公的年金、公的医療保険制度を導入した。日本を含む多くの諸外国がこれを取り入れている。1883年にオットー・フォン・ビスマルクが成立させた疾病保険法にさかのぼる世界最古の国民皆保険制度を有している。現在、全住民には国家によって提供される基礎健康保険が適用され、保険者は公的・私的の中から自由に選択できる。世界保健機関によれば、2015年のドイツ国民医療費は84.5%が公費負担、15.5%が私費負担である。GDPに占める医療費は11.2%であった。平均寿命は2016年時点で、男性が78.7歳、女性が83.3歳で男性は世界第24位、女性は世界第23位であった。乳児死亡率は2018年時点で、出生児1000人あたり3.4人（男児：3.7人、女児：3.1人）と非常に低い数値である。
2009年現在のおもな死亡原因は心血管疾患の42%、続いて悪性腫瘍の25%だった。2008年現在、8万2000人がHIV/AIDSに感染しており、1982年以降、合計2万6000人がこの病気で死亡している。2005年の統計では成人の27%が喫煙者である。2007年の調査によれば、ドイツは肥満した人の数がヨーロッパで最大である。
現在の年金制度は、連邦労働社会省が所管している。強制加入の国営年金保険と、任意の企業年金、私的年金の3つにて構成される。国営年金は雇用主と雇用者が折半して拠出し、2015年の保険料は18.7%であり、低所得者への減額制度がある。さらに、2024年6月26日以降にドイツ国籍を取得しようとする移民の立場からすれば、将来を見据え、老後のためにきちんとした年金を払い続け、生活保護に依存しないことが求められる。

## 治安
ドイツは2025年の世界平和度指数で20位、日本は12位である。同連邦国警察の発表によれば、2019年のドイツ国内全体の犯罪発生件数は約544万件であり、人口10万人当たりの犯罪発生件数は日本の約10倍に上っている。犯罪種別は、スリやひったくりなどの窃盗、強盗や詐欺などといった金銭ならび財産に関わる犯罪が殆どであるが、傷害や暴行（婦女暴行を含む）といった身体の安全に関わる犯罪も発生している。
特に、観光客が多く訪れる首都ベルリンを始めとする大都市や観光地は、外国人犯罪グループの流入、麻薬の蔓延などの様々な要因から犯罪発生率が高くなっている現状がある。一般に、ヨーロッパの大都市は治安が悪く、ベルリンの「積極的平和指数」と「一般的平和指数」はともにドイツで最低であった。ワースト3はベルリン、ブレーメン、ハンブルクである。
さらに一定規模以上の都市には、特定の国・地域出身の外国人が多く定住する区域が存在しており、これらの場所はその国・地域の文化が根付いており、日中は活気がある反面、夜間の治安は一般的にあまり良くない傾向にある。このほかにも都市によっては、麻薬や犯罪の巣窟となっている危険地域（No-Go-Areas）が存在する為、それらの地域には絶対に近付かないよう現在も警告がされている。
一方でドイツは難民受け入れに積極的な政策をとっており、2015年以降これまでに180万人以上の難民がシリアやイラクなどからドイツに入国して来ている。こうした中、反移民・難民を標榜するデモが大都市を中心に同連邦国内で断続的に発生し、一部が暴徒化するケースも見受けられる。逆に反移民・難民の機運に対する不満と移民や難民に紛れ込んだテロリストが潜伏している危険性が高いため、滞在時の外出や散策は安易に行わないよう注意が必要となって来る。

### 治安維持
治安維持については他国と同じく、基本的には警察（Polizei）によって行われる。その警察組織はナチスドイツ時代に設置されていた集権的な秩序警察（Ordnungspolizei）を廃止し、それぞれの州政府によって地方警察 （Landespolizei）が運営され、警察とは別に都市や地区レベルの治安組織もある。連邦全体の組織としては連邦刑事局（BKA）および連邦警察局（BPOL）があり、前者は複数の州や他国が関係する事件に介入して調整を行い、後者は国境警備やカウンターテロリズムを担当する。世界的に知られる特殊部隊であるGSG-9はBPOLの指揮下にある。集団警備が必要な場合は機動隊（Bereitschaftspolizei）が動員されるが、これについてはBPOLと地方警察がそれぞれ部隊を持ち、内務省が全体を管轄している。
ほかに警察組織以外の特殊な治安機関としては内務省直属の連邦憲法擁護庁（BfV）が存在し、政府直属の連邦情報局（BND）、軍直属の軍事保安局（MAD）と並んで諜報機関としても機能している。

### 人権
ドイツは、他者の人権の受容、汚職の少なさ、情報の自由な流れ、良好なビジネス環境、高い人的資本、資源の公正な配分、よく機能する政府、近隣諸国との良好な関係によって決定される2024年積極的平和指数で世界11位である。さらにメタ分析論文によれば、2019年、ドイツはスウェーデン、オランダ、ノルウェーを含む調査対象国の中で、有色人種に対する雇用差別が最も低い。ドイツでは、男女平等を無視し、差別や外国人排斥を行った場合、あるいはそれ以外で3カ月以上の禁固刑や日額90の罰金刑を受けた場合は、ドイツ国籍を申請することができない。

## マスコミ
2024年の経済平和研究所によれば、ドイツは情報の自由度において世界第10位である。

## 文化

ベルリン、芸術の中心

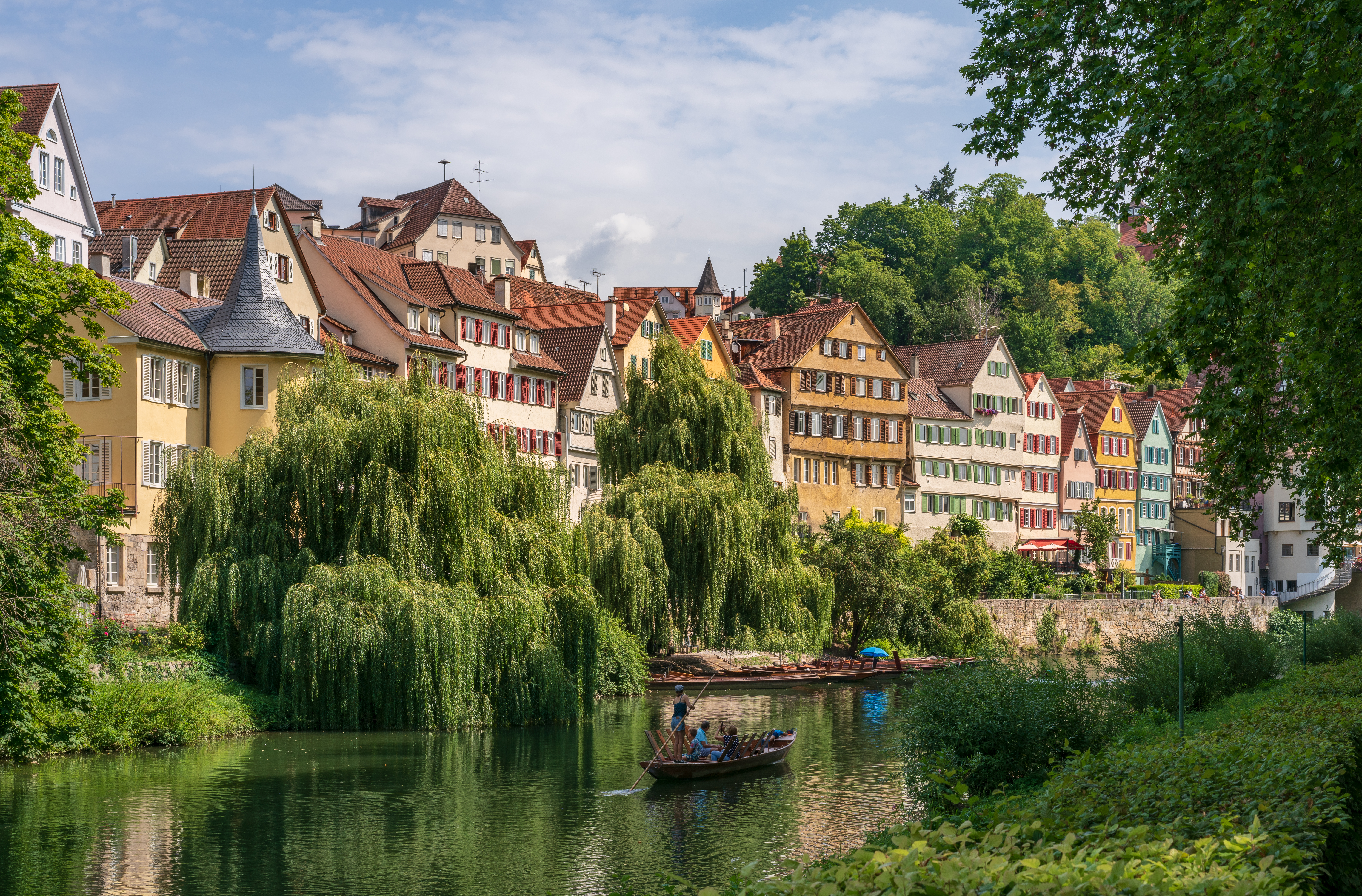
ドイツで最も活動的で平和な都市。

歴史的にドイツは「詩人と思想家の国（Das Land der Dichter und Denker）」と呼ばれてきた。連邦各州が文化施設を担当しており、ドイツには助成を受けた240の劇場、数百の交響楽団、数千の博物館。そして2万5000以上の図書館がある。これらの文化施設は多くの人々に利用されており、毎年延べ9100万人のドイツ人が博物館を訪れ、20万人が劇場やオペラ、3600万人が交響楽団を鑑賞している。国際連合教育科学文化機関は、ドイツでは36件を世界遺産リストに登録している。
ドイツは高いレベルの男女平等、障害者の権利促進、同性愛者に対する法的社会的寛容を確立している。ゲイとレズビアンはパートナーの遺伝的子供を養子とすることができ、2001年以降にはシビル・ユニオン（結婚に準じる権利） が認められた。1990年代半ば以降、ドイツは移民に対する態度を変えており、ドイツ政府とドイツ人の過半数が移民の管理は資格基準に基づいて許可されねばならないと認識するようになった。ドイツは、北欧諸国やオランダと同様、プロテスタントの文化圏であり、宗教改革以来、ドイツ、オランダ、北欧の合理主義のおかげで、社会は福祉を重視してきた。ドイツは第二次世界大戦中の歴史的要因による罪を償い、イスラエルをほぼ無条件で支持している。また、二重国籍が解禁され、ドイツ国籍の申請要件が比較的緩和されたことは、二重国籍を認めていない日本では基本的に享受できない。
ドイツは2010年に世界でもっとも賞賛される国の統計で50か国中第2位に挙げられた。2013年のBBCの世論調査によれば、ドイツは世界でもっとも肯定的な影響を与えている国と認められている。同様に、2018年に欧州委員会が実施した欧州連合加盟国の世界の主要経済国に対する好感度調査では、ドイツはフランスと日本を僅差で上回った。
ドイツの祝日は啓蒙思想の犠牲となった歴史をもち、ドイツ連邦制を象徴する文化である。ドイツはカトリック・プロテスタントが混在しているため、元日やドイツ統一の日のようにドイツ全土で祝日とされている日のほかに、カトリック信者の多い州だけ、あるいはプロテスタント信者の多い州だけ祝われる日が存在するため、州によって祝日は異なっている。

### 食文化

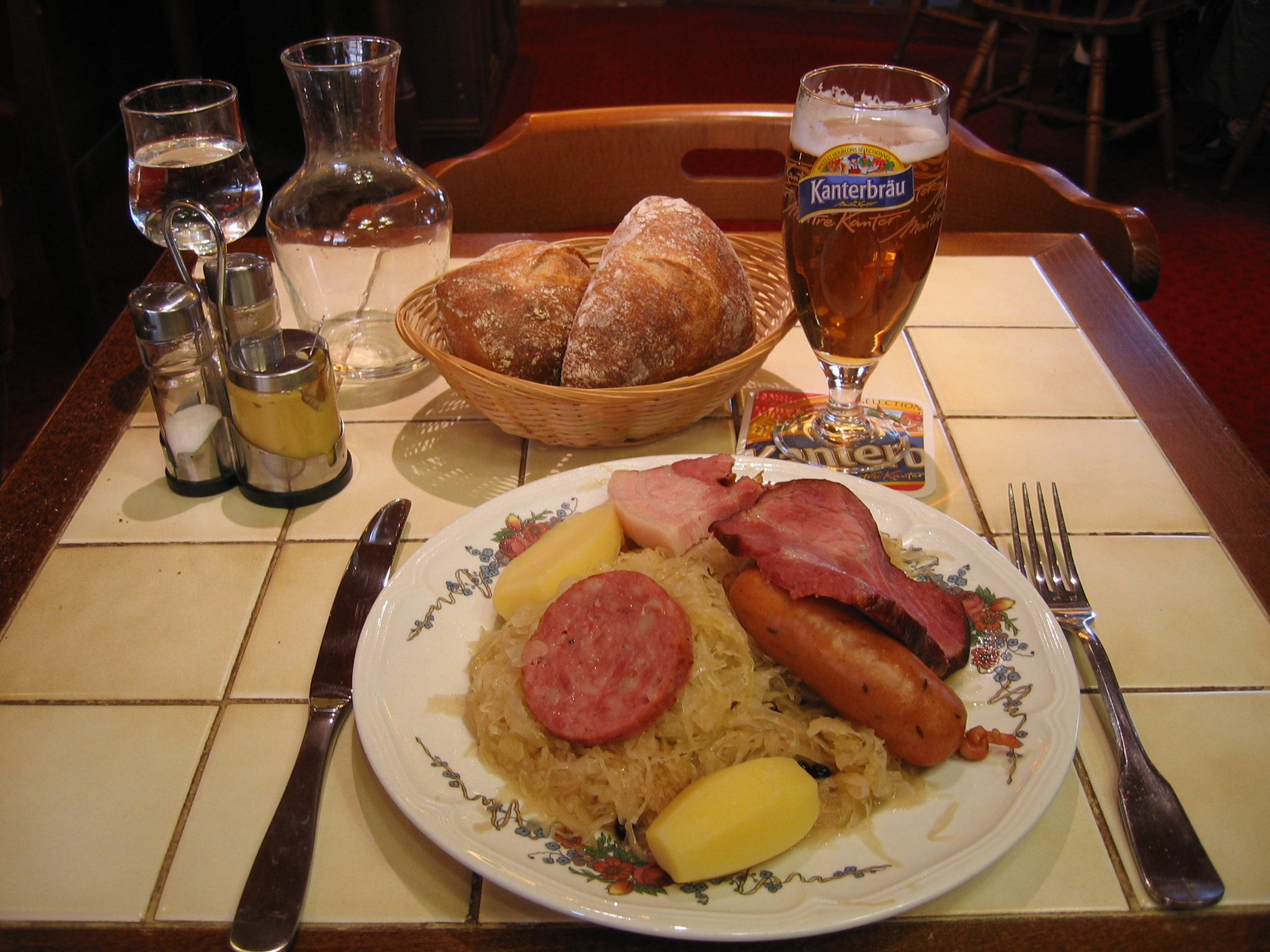
ザワークラウトとヴルストを中心としたドイツ料理

ドイツ料理は地域ごとに特色があり、バイエルンやシュバーヴェンといった南部はスイスやオーストリアと食文化が共通している。すべての地域で肉はしばしばソーセージにして食べられる。料理は火を使わずに用意できるカルテス・エッセン（kaltes Essen、冷たい食事）と、調理してから出されるヴァルメス・エッセン（warmes Essen、温かい食事）とに大別される。よく知られているものとしては、前者にソーセージ（Wurst）、ハム（Schinken）、チーズ（Käse）などの冷製食品、後者に塩漬け肉アイスバイン（Eisbein）、キャベツの塩漬けザワークラウト（Sauerkraut）、肉や魚の団子クネーデル（Knödel）などがある。
有機農産物が市場の約2%を占めており、今後も増加する見込みである。ドイツの多くの部分でワインが親しまれているが、国民的酒類はビールである。ドイツ人のビール消費量は減少傾向にあるが、依然として年間1人あたり116リットルが消費されており、世界最大である。また、ビールの醸造では世界最古のヴァイエンシュテファン醸造所がミュンヘンから北東のフライジングにある。
ミシュランガイドは9件のレストランに三つ星を、15件に二つ星をつけている。ドイツのレストランはフランスに次いで世界で2番目に賞を受けている。

#### 飲料

##### 代用コーヒー
フリードリヒ2世が1777年にコーヒーの禁止令を布告して以降、ドイツではどんぐりコーヒーなどの代用コーヒー産業が発展した。いうまでもなく現在のドイツではコーヒーは禁止されていない。

##### ビール
ビールは16歳以上（保護者同伴ならば14歳から）の国民が飲めるアルコール飲料である（ただし、フランクフルトなど地方によってはリンゴのワインの方が人気）。ミュンヘンのオクトーバー・フェストは世界最大のビール祭りといわれる。ドイツのワインは白ワインが主体。かつてはリースリング種を使った甘口のワインが多かったが、食生活の変化に伴い辛口の白ワインや赤ワインが生産・消費ともに増加している。蒸留酒は18歳以上の国民が飲むことができる。

### 文学
ドイツ文学は中世のヴァルター・フォン・デア・フォーゲルヴァイデやヴォルフラム・フォン・エッシェンバッハの作品にまでさかのぼることができる。著名なドイツ人作家には、かの文豪ヨハン・ヴォルフガング・フォン・ゲーテやフリードリヒ・フォン・シラー、ハインリヒ・ハイネがいる。グリム兄弟によって編纂出版された民話集はドイツ民話を国際レベルにまで知らしめた。20世紀の有力作家にはトーマス・マン、ベルトルト・ブレヒト、ヘルマン・ヘッセ、ハインリヒ・ベル、ギュンター・グラスがいる。ノーベル文学賞にはテオドール・モムゼン（1902年）、ルドルフ・クリストフ・オイケン （1908年）、パウル・フォン・ハイゼ （1910年）、ゲアハルト・ハウプトマン（1912年）、トーマス・マン （1929年）、ヘルマン・ヘッセ（1946年）、ハインリヒ・ベル（1972年）、ギュンター・グラス（1999年）、ヘルタ・ミュラー （2009年）が選ばれている。エーリッヒ・ケストナー、オトフリート・プロイスラー、ミヒャエル・エンデなど児童文学界に影響を与えた人も多い。
ドイツ語圏の出版社は年間7億部を発行しており、出版タイトルは約8万で、そのうち6万が新刊である。ドイツ語書籍は英語圏市場や中華人民共和国に次ぐ第3位の市場規模を誇っている。500年に及ぶ伝統を持つフランクフルト・ブックフェアは国際取引市場でもっとも重要な書籍見本市である。ドイツは人口10万人あたりの図書館数がG7で一番多く、10万人あたり14.78館が存在する。2005年にはドイツ語長編小説を対象とするドイツ書籍賞が創設された。
| ヨハン・ヴォルフガング・フォン・ゲーテ (1749–1832) | フリードリヒ・フォン・シラー (1759–1805) | グリム兄弟 (1785–1863) | トーマス・マン (1875–1955) | ヘルマン・ヘッセ (1877–1962) | ベルトルト・ブレヒト (1898–1956) |
| -------------------------------------------------- | ---------------------------------------- | ---------------------- | -------------------------- | ---------------------------- | -------------------------------- |
|                                                    |                                          |                        |                            |                              |                                  |

### 哲学

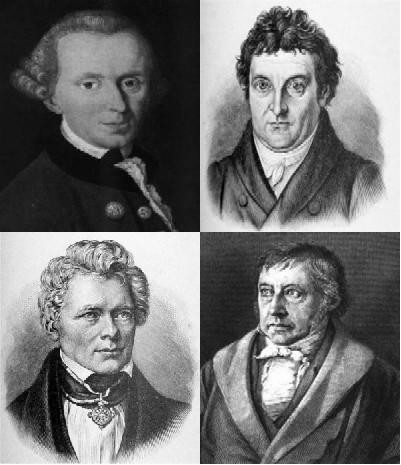
ドイツ観念論の哲学者たち。カント（左上）、フィヒテ（右上）、シェリング（左下）、ヘーゲル（右下）

ドイツ哲学は歴史的に重要である。とりわけ影響力があったものには合理主義哲学に対するゴットフリート・ライプニッツの貢献、イマヌエル・カント、ヨハン・ゴットリープ・フィヒテ、ゲオルク・ヴィルヘルム・フリードリヒ・ヘーゲル、フリードリヒ・シェリングによる古典的ドイツ観念論の確立、アルトゥル・ショーペンハウアーの形而上学的厭世論の著作、カール・マルクスとフリードリヒ・エンゲルスによる共産主義思想の理論化、フリードリヒ・ニーチェによる遠近法主義の展開、分析哲学黎明期におけるゴットロープ・フレーゲの功績、存在（Being）に関するマルティン・ハイデッガーの著作そしてマックス・ホルクハイマー、テオドール・アドルノ、ヘルベルト・マルクーゼ、ユルゲン・ハーバーマスによるフランクフルト学派の発展がある。21世紀においてドイツはフランス、オーストリア、スイスそしてスカンジナビア諸国とともにヨーロッパ大陸における現代分析哲学の発達に貢献してきた。

### 音楽

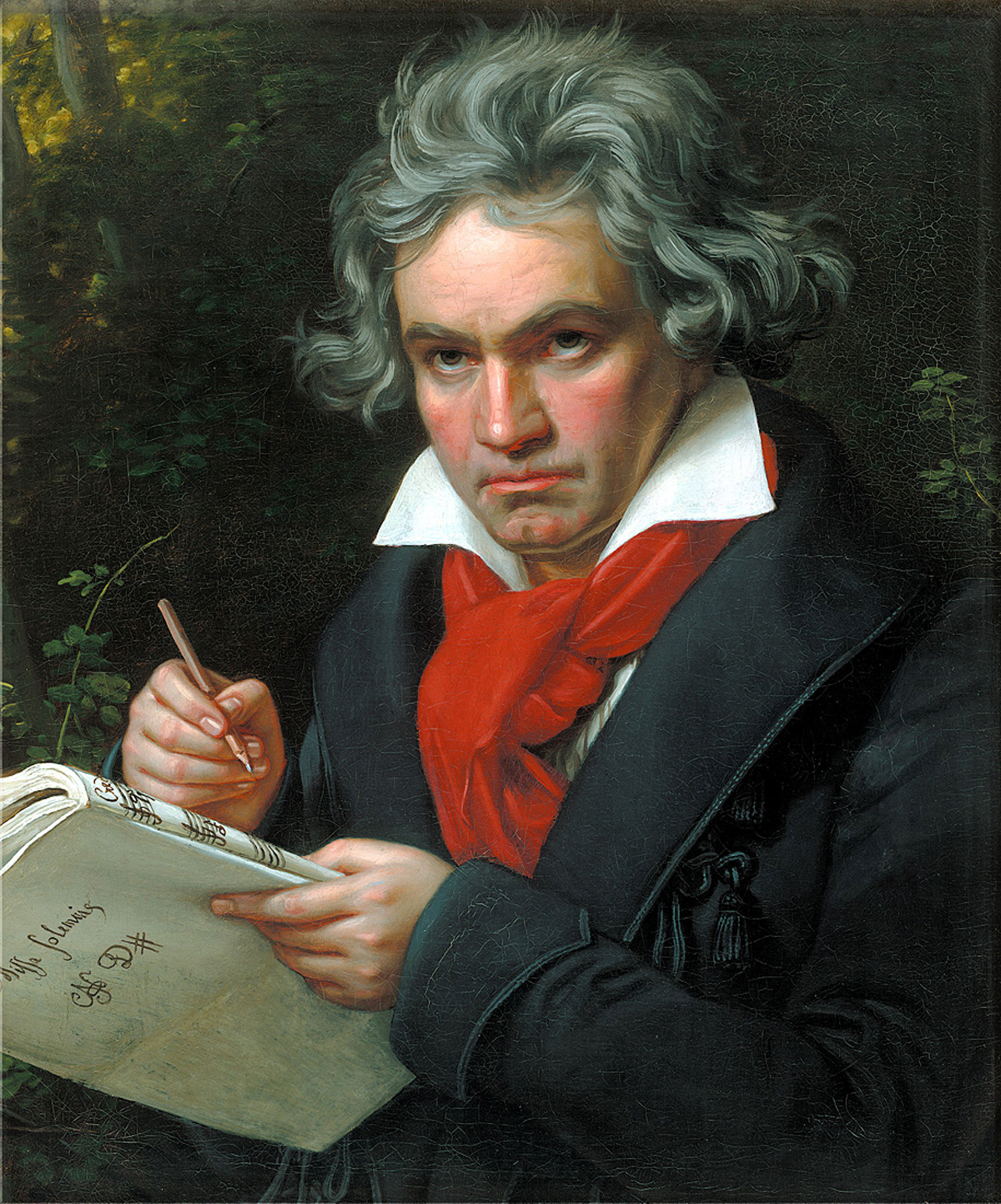
ベートーヴェン

ドイツは、18世紀後半以降の音楽史で、同系国家であるオーストリア（1866年まではドイツ連邦議長国）とともに独占的ともいえる地位を築き、今もヨーロッパの歌劇場（オペラハウス）の過半数、全世界のオーケストラの4分の1以上 がドイツにあるといわれる。
現在のドイツ連邦共和国の領域に限ってもヨハン・ゼバスティアン・バッハ、ルートヴィヒ・ヴァン・ベートーヴェン、ヨハネス・ブラームスの「ドイツ三大B」をはじめとして、ロベルト・シューマン、フェリックス・メンデルスゾーン、リヒャルト・ワーグナー、リヒャルト・シュトラウスなどクラシック音楽史上に名を残す作曲家や演奏家を多数輩出した。今日のベルリン・フィルハーモニー管弦楽団をはじめとする世界クラスのオーケストラや音楽祭も多い。オーストリアからはフランツ・ヨーゼフ・ハイドン、ヴォルフガング・アマデウス・モーツァルト、フランツ・シューベルト、アントン・ブルックナー、グスタフ・マーラーらが有名だが、マーラーを除いては完全にドイツの一部(というよりもドイツ人全体の政治的盟主、文化的中心地)とみなされていた時代の出身であり、文学と同じく同言語圏を一括りにして語られることが多い（相互の移動や各時代における国民意識など分離して考えることが困難なため、ベートーヴェンがドイツ音楽でブルックナーはオーストリア音楽というような分け方はほとんどされない。フランツ・リストら東欧植民ドイツ人から帰還活躍しドイツ楽派と呼ばれる存在もいる）。世界最大のクラシック音楽大国とされている。指揮者も同様に著名な人物を多数輩出している。

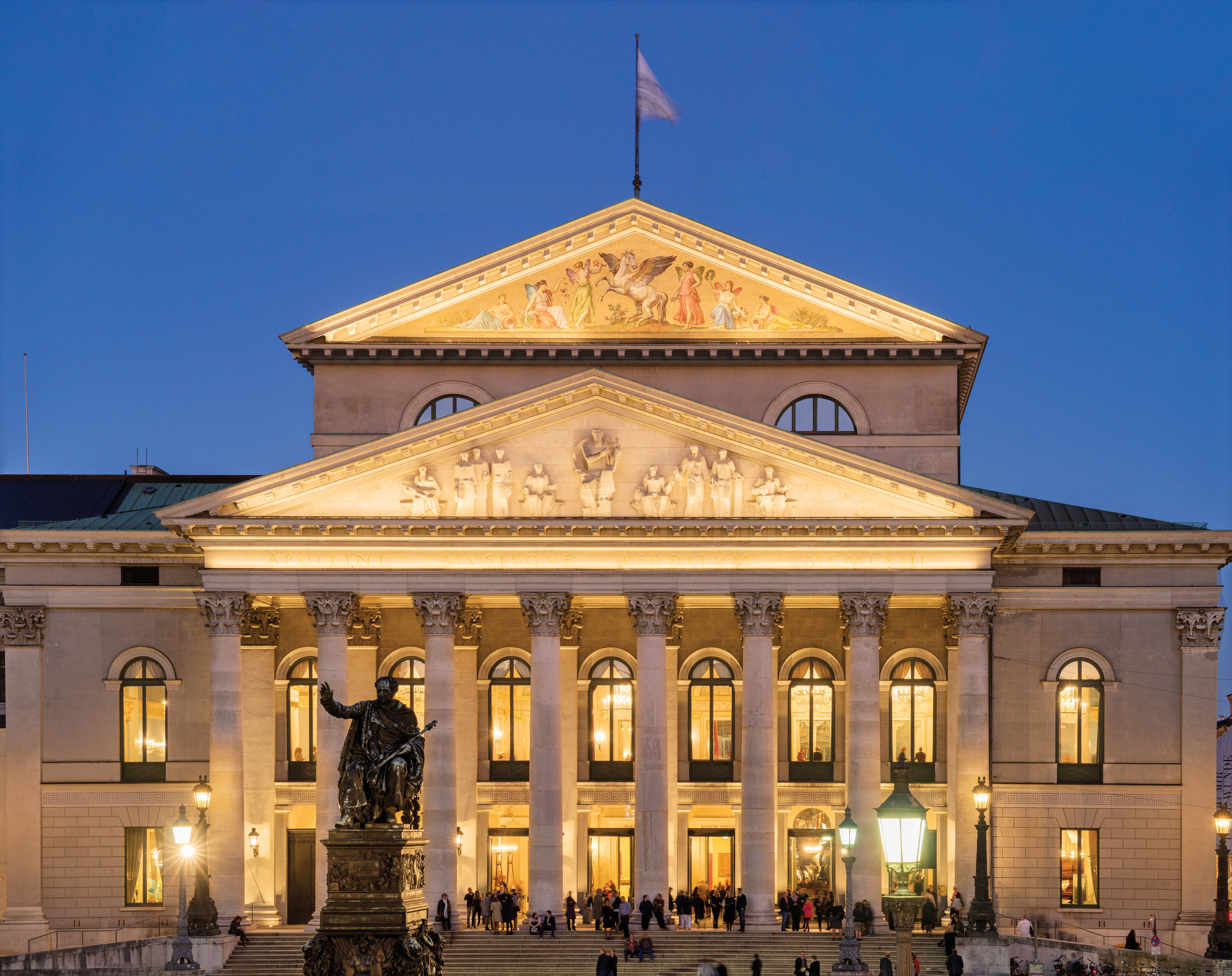
バイエルン国立歌劇場

オペラ、コンサート、演劇への関心も強く、ある程度の規模の街には州立（国立と呼ばれる場合もある）ないし市立の歌劇場、オーケストラがある。ドイツ公共放送連盟加盟の各地の放送局が所有している放送オーケストラ（バイエルン放送交響楽団・NDRエルプフィルハーモニー管弦楽団など）も総じてレベルが高い。オペラは、年間上演数がオーストリアとスイスのドイツ語圏をあわせるとイタリアの4倍近く、世界でも群を抜くオペラの中心国であり、諸外国からドイツ語を学んだ歌手が多く集まっている。逆にいえばドイツ人だけでは陣容を維持できない規模になっているともいえ、ポピュラー系のショービジネスや野球におけるアメリカに似た地位にある。そのほか、オペレッタ、ミュージカル、バレエ、ストレートプレイの上演も盛んである。特にストレートプレイについては、資本主義国では希少な公務員並の待遇の俳優が多数存在する国であり（他にオーストリアなど）、自国語を捨ててでも安定した身分で演劇に専心できる生活を目指して入国してくる外国人も少なくない。バレエも、オーストリアを含めてもめぼしい歴史的作品を生んでいないにもかかわらず、上演活動に関してはロシアと並ぶ2大国の座を占めている。
ポピュラー音楽については、1979年、ジンギスカンの『ジンギスカン（Dschinghis Khan）』『めざせモスクワ（Moskau）』や、1980年代にネーナがアメリカ合衆国などでもヒットさせた『ロックバルーンは99（99 Luftballons）』などが知られている。

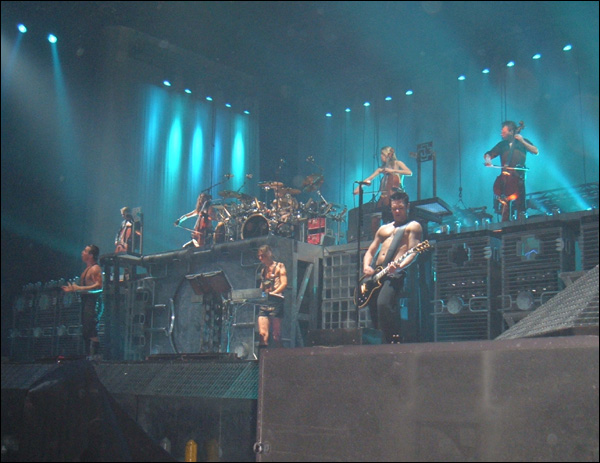
2005年、ミラノでのラムシュタインとアポカリプティカのライブ

また最近では、旧・東ドイツの都市ライプツィヒの聖トーマス教会の少年合唱団出身者などにより結成されたディー・プリンツェンが、2002年のサッカーFIFAワールドカップ日韓大会で活躍し、最優秀選手に選出されたドイツ代表のゴールキーパーであるオリバー・カーンをモチーフにした曲『OLLI KAHN』が話題を呼んだ。
ロック音楽では、おもなミュージシャンとしてプログレッシヴ・ロックのタンジェリン・ドリーム、テクノの元祖クラフトヴェルク、ハード・ロックのスコーピオンズ、マイケル・シェンカー・グループ、フェア・ウォーニング、ヘヴィ・メタルのアクセプト、ハロウィン、ガンマ・レイ、ブラインド・ガーディアン、エドガイ、レイジ、プライマル・フィア、ラムシュタイン、U.D.O.などの名が挙げられる。
テクノやトランスなどのクラブ系は、野外レイヴ「ラブパレード」や屋内レイヴ「メーデー」が開催されるなど、ドイツ国内に広く普及している。テクノではベルリンのトレゾアやケルンのコンパクトなどのレーベルから世界中のアーティストが曲をリリースしている。トランスの分野では、東ベルリン出身のDJ・ポール・ヴァン・ダイクが『DJ Magazine』誌の人気投票で1位を獲得している。電子音楽、エレクトロニカ、サウンドアートなども盛んであり、坂本龍一とのコラボレーションでも知られるアルヴァ・ノトが主催するレーベルRaster-Notonなど注目度が高い。

### 美術

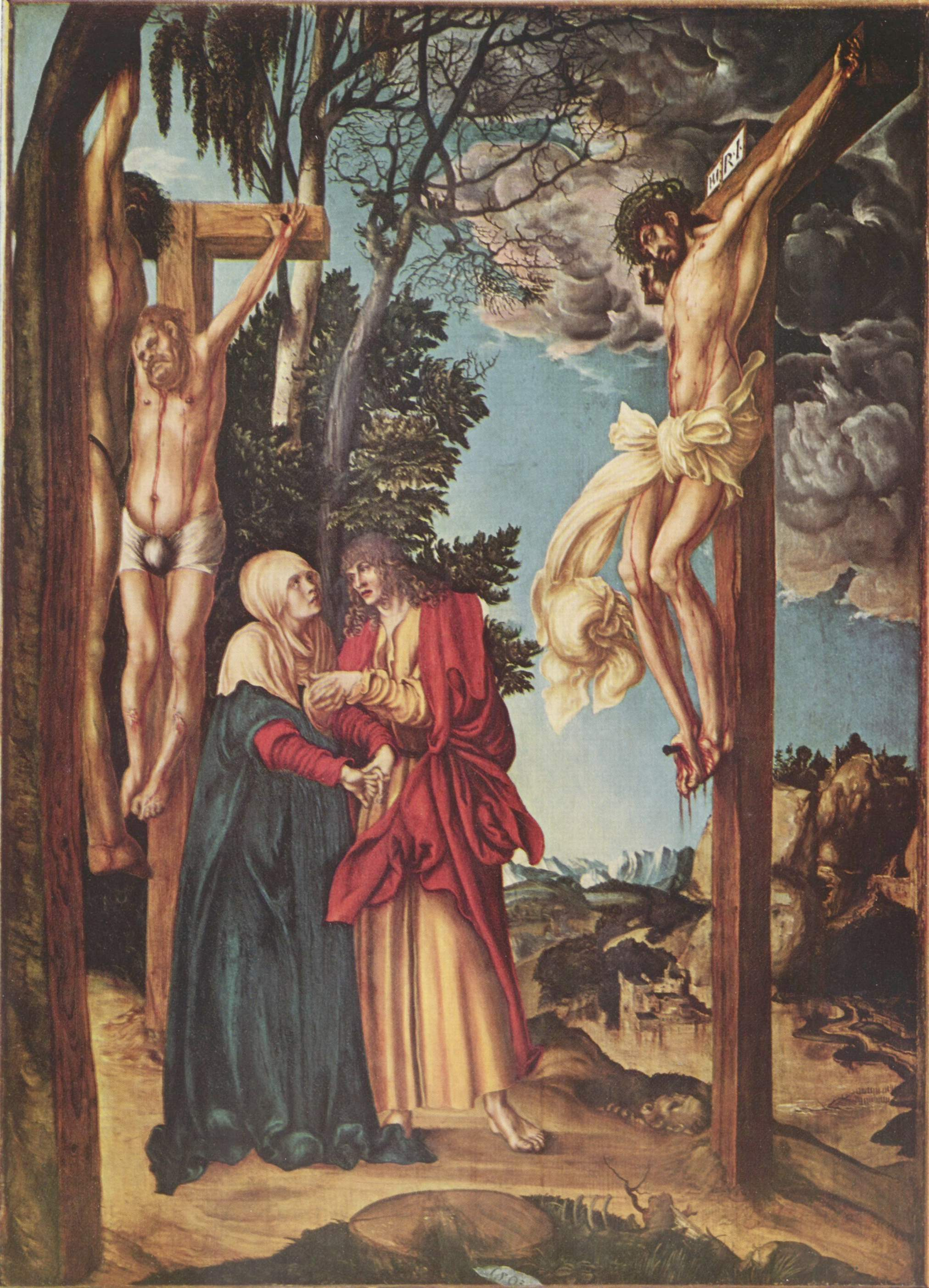
『Kreuzigung Christi（磔のキリスト）』（ルーカス・クラナッハ、1503年）

ドイツ・ロマン派のカスパー・ダーヴィト・フリードリヒ、フィリップ・オットー・ルンゲなどの画家名やドイツ表現主義などの項目を参照。
第一次世界大戦中から戦後、ドイツは表現主義や新即物主義を生み出し、デザインや建築でもバウハウスを中心に革新的な動きを起こした。バウハウスに集ったヴァルター・グロピウス、ハンネス・マイヤー、ミース・ファン・デル・ローエ、ヨハネス・イッテン、ピエト・モンドリアン、ヴァシリー・カンディンスキー、モホリ・ナギといった美術家・建築家らは、合理主義・表現主義・構成主義といった美術観・建築観に基づくデザインを生み出し、今日のデザイン分野への影響は甚大である。
しかし既存のロマン派的流れを汲む美術団体との軋轢、およびナチスの「退廃芸術」排除の政策から、主だった美術家・建築家はアメリカ合衆国などに移民し、ドイツの芸術は壊滅的打撃を受けた。
1960年代以降、フルクサスやヨーゼフ・ボイス、アンゼルム・キーファー、ゲルハルト・リヒターなど、世界に影響を与える芸術家が多数登場し、ドイツの美術・建築・デザインは再び世界的存在感を高めている。

### 映画とテレビ

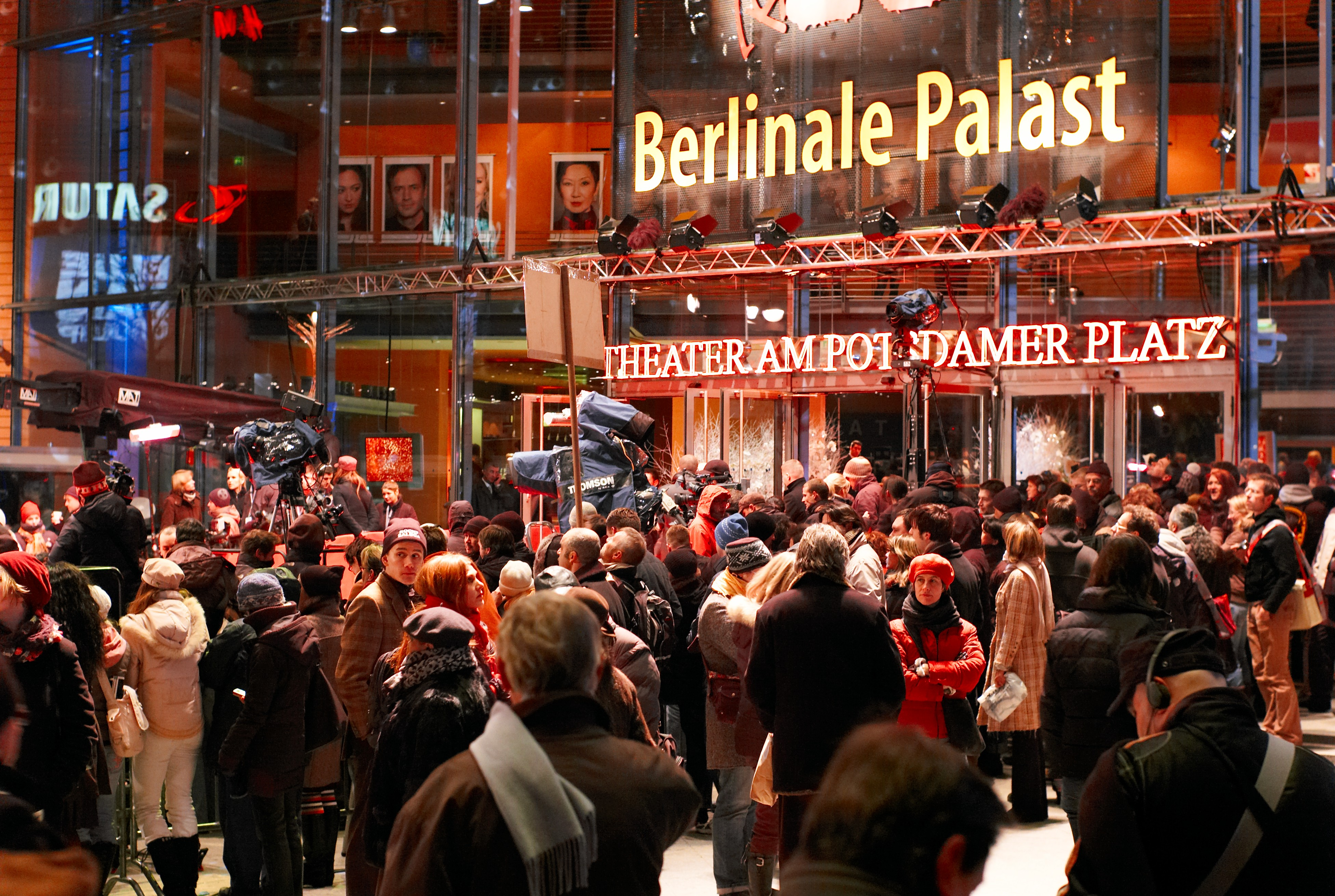
ベルリン国際映画祭（2007年）

ドイツ映画は草創期のマックス・スクラダノフスキーにさかのぼり、ロベルト・ヴィーネやフリードリヒ・ヴィルヘルム・ムルナウといったドイツ表現主義映画が影響力を持っていた。1927年にはフリッツ・ラング監督によるSF映画の先駆たる大作『メトロポリス』が公開された。1930年に公開されたオーストリア系アメリカ人のジョセフ・フォン・スタンバーグ監督『嘆きの天使』がドイツ初の大作トーキー映画である。戦後はユダヤ系、反ナチ系の才能が多く流出したことや、巨大なウーファ撮影所が東ドイツの所属となったこともあり低迷し、日本で紹介されるのもポルノ映画やB級西部劇ばかりという状態が続いた。1970年代から80年代にかけて、フォルカー・シュレンドルフ、ヴェルナー・ヘルツォーク、ヴィム・ヴェンダース、ライナー・ヴェルナー・ファスビンダーといったニュー・ジャーマン・シネマ監督たちが西ドイツ映画を国際的な舞台へと押し上げた。毎年のヨーロッパ映画賞は隔年でヨーロピアン・フィルム・アカデミー（EFA）の本部のあるドイツで開催される。1951年以来、毎年開催されるベルリン国際映画祭は世界でもっとも重要な映画祭のひとつである。
近年では『グッバイ、レーニン!』（Good Bye, Lenin!;2003年）、『愛より強く』（Gegen die Wand;2004年）、『ヒトラー 〜最期の12日間〜』（Der Untergang;2004年）、『バーダー・マインホフ 理想の果てに』（Der Baader Meinhof Komplex;2008年）が国際的な成功を収めている。ニュージャーマンシネマ勃興期と比べると、平明なエンタテインメント映画も豊富になってきた。また、1979年に『ブリキの太鼓』（Die Blechtrommel）、2002年に『名もなきアフリカの地で』（Nirgendwo in Afrika）、2007年に『善き人のためのソナタ』（Das Leben der Anderen）がアカデミー外国語映画賞を受賞している。
3400万世帯のドイツのテレビ市場はヨーロッパ最大であり、ドイツ世帯の90%がケーブルテレビまたは衛星放送を視聴している。放送局はドイツ公共放送連盟（ARD）加盟の各地の公共放送局、第2の公共放送ネットワークである第2ドイツテレビ（ZDF）などがある。

### 被服・ファッション

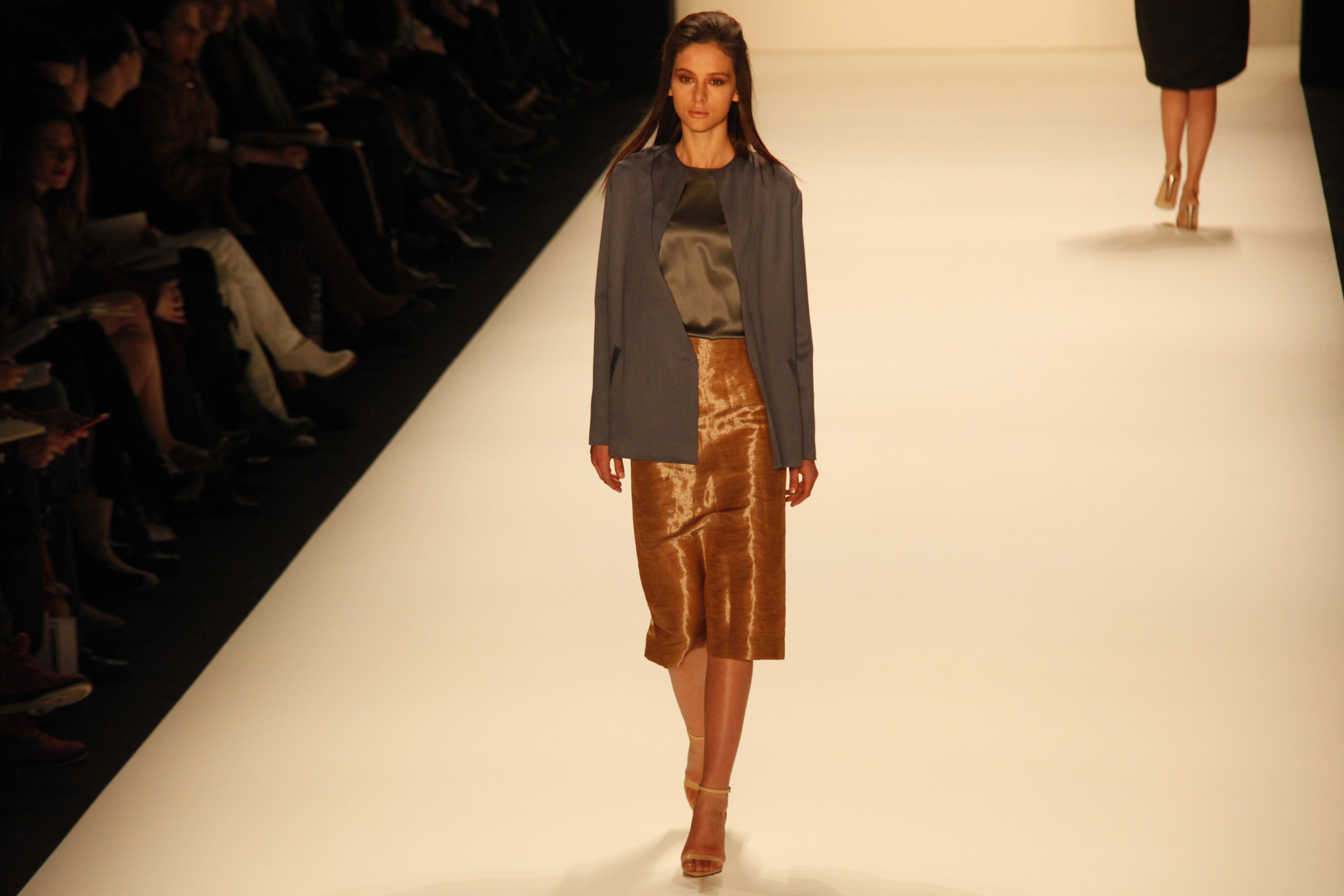
ベルリン・ファッション・ウィーク（2013年）

ドイツの伝統衣装は州によってその色合いが異なっている特徴を持つ。基本となるのはトラハトと呼ばれる衣装であり、ドイツ周辺地域の被服文化にも多大な影響を及ぼしていたものとして現代でも認知されている。ドイツ国内では19世紀まで厳格な服装規定により、田舎地域の衣装の自由な発展が妨げられていた。これは当時の統治者たちが、自分の臣下が見栄を張って借金をするのを防止する為の策として華美な服装を規制していたことが大きな要因であった。
現代においてドイツは、フランス、イギリス、アメリカ合衆国、イタリア、スペイン、日本と並んでファッション産業における重要な役割を果たす国の一つに数え上げられている。同国ではベルリン・ファッション・ウィークと呼ばれるファッション・ウィークのイベントが毎年2回開催されている。

### 建築

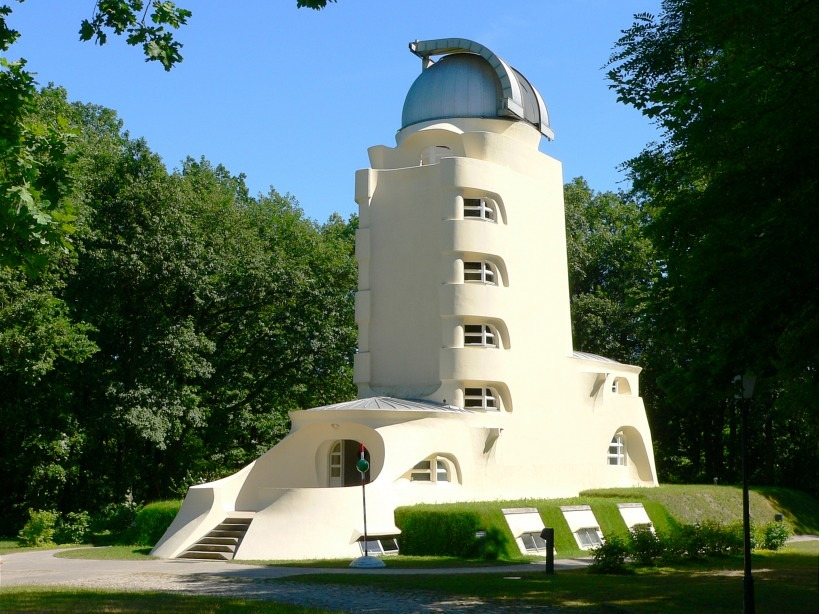
アインシュタイン塔
ポツダムのテレグラフェンベルクに位置する『アルベルト＝アインシュタイン研究学園都市』内に建設された天文台である

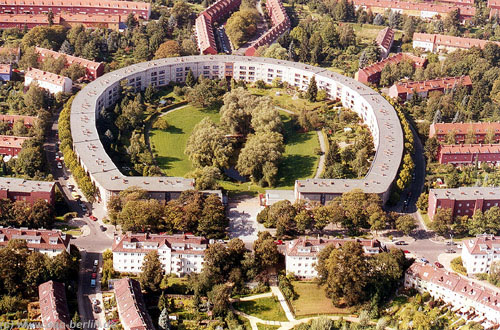
ベルリン・ノイケルン区の馬蹄形集落

ドイツの建築史は、カロリング朝ルネッサンスから現代建築まで、豊か且つ多様な伝統を持つものとなっている。
同国の建築は、領土となる地域が何世紀にも亘って公国、王国、その他の自治領に分割されたため「地域の多様性が大きい」特徴点が顕著に現れている面を持つ。

### 世界遺産
ドイツ国内には、ユネスコの世界遺産リストに登録された文化遺産が48件、自然遺産が3件で合計51件の世界遺産が現存する。イタリア・中国に次ぐ3番目の登録件数である。

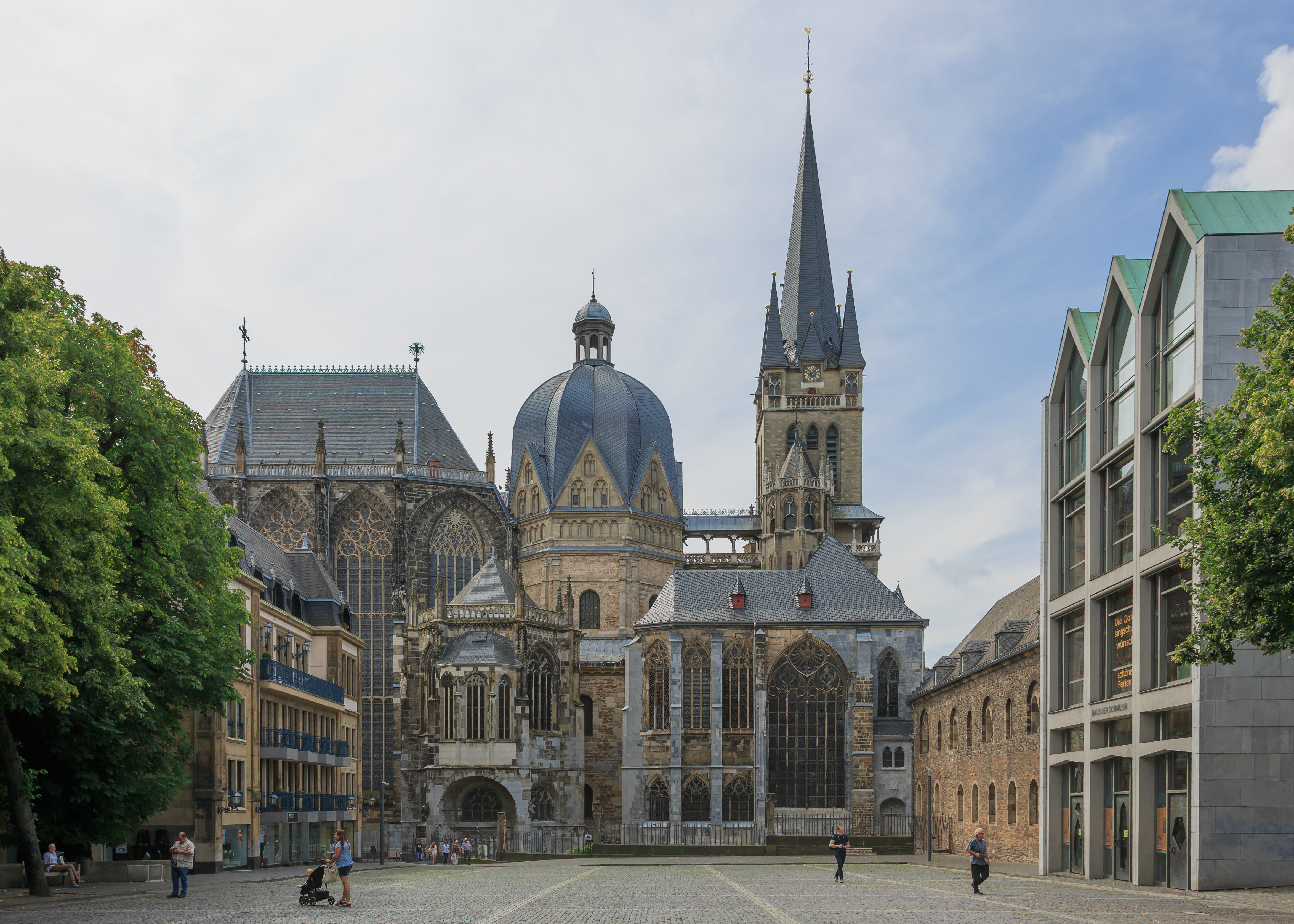
アーヘン大聖堂（1978年、文化遺産）
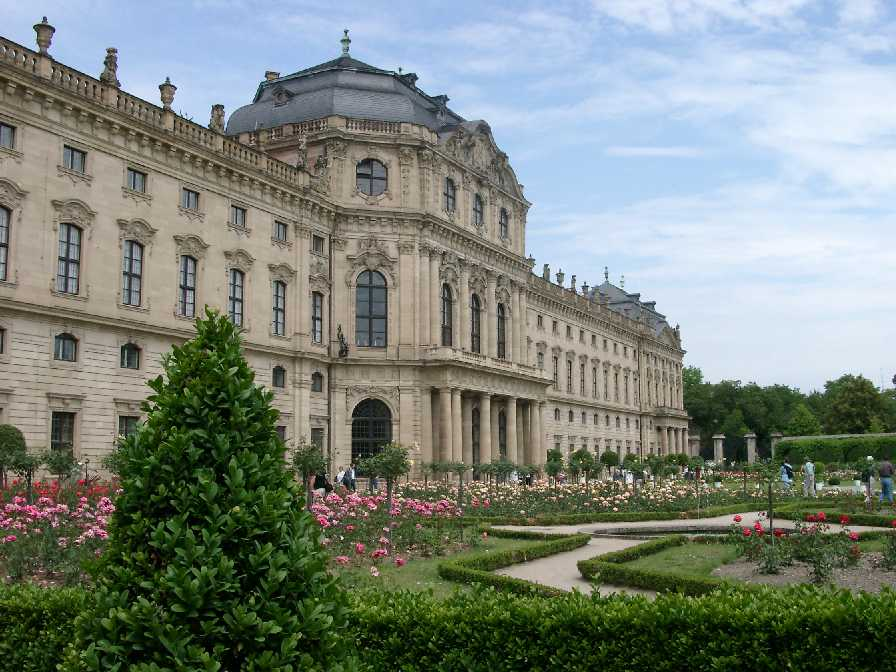
ヴュルツブルク司教館、その庭園群と広場（1981年、文化遺産）
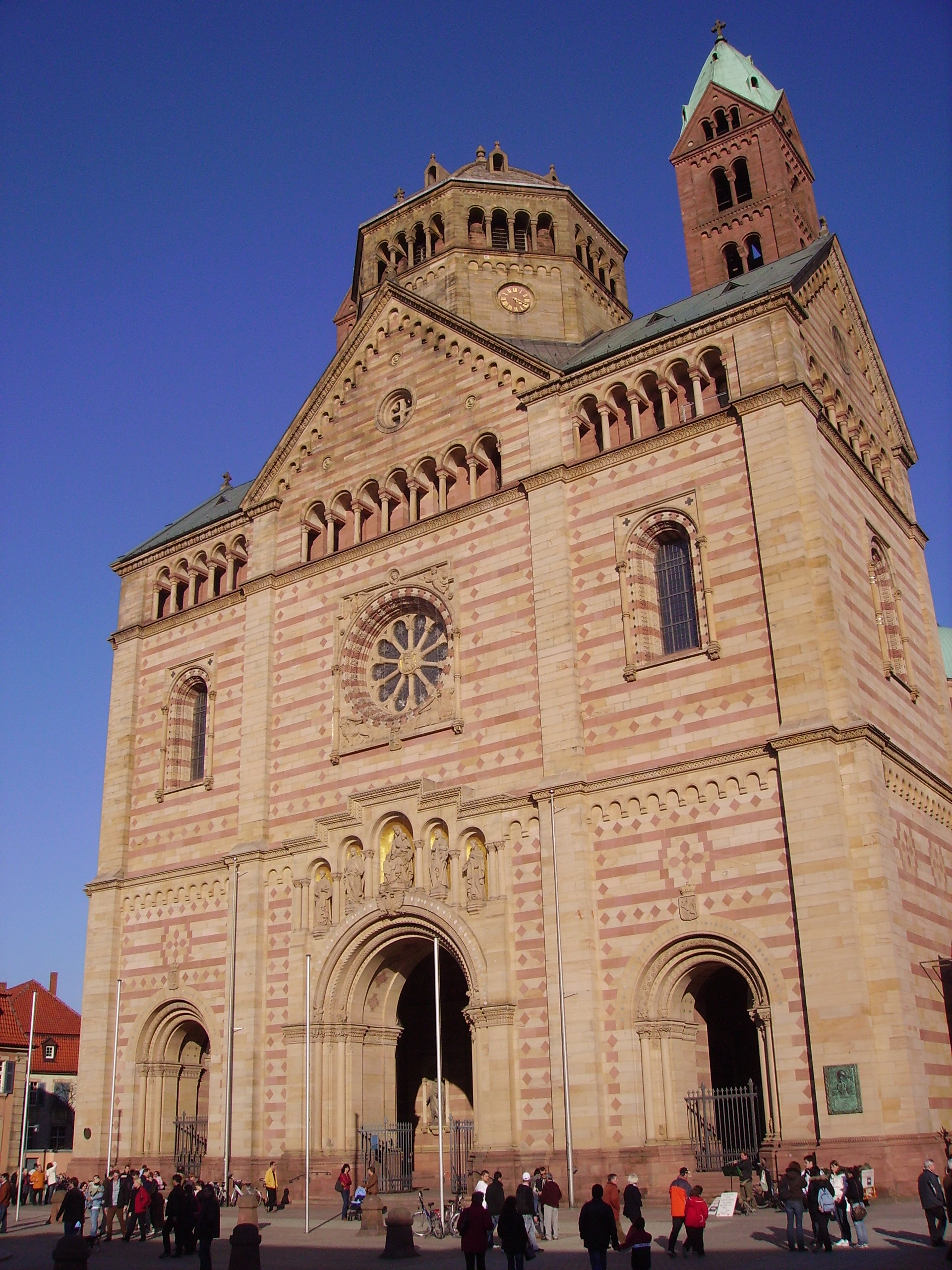
シュパイアー大聖堂（1981年、文化遺産）
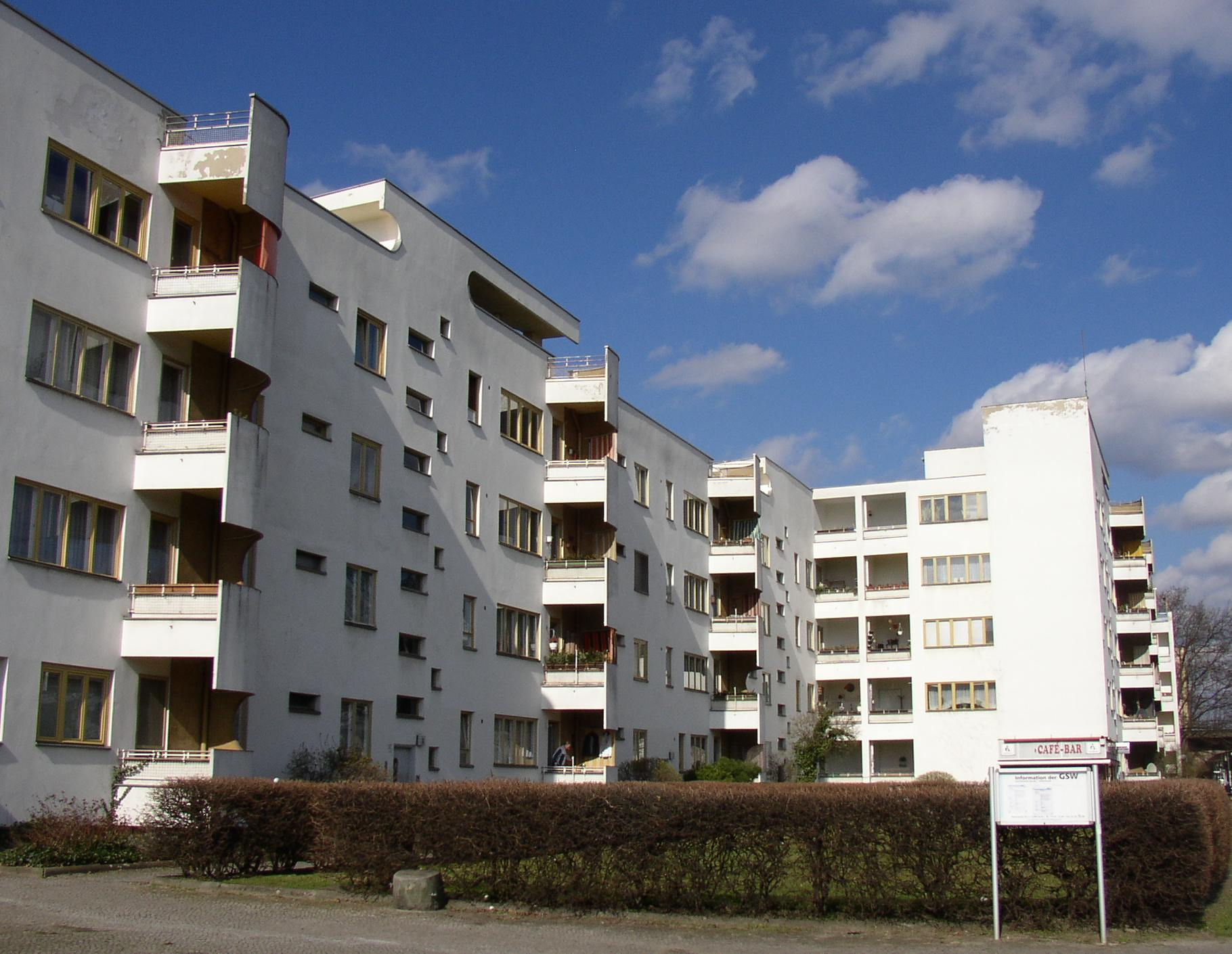
ベルリンのモダニズム集合住宅群（2008年、文化遺産）
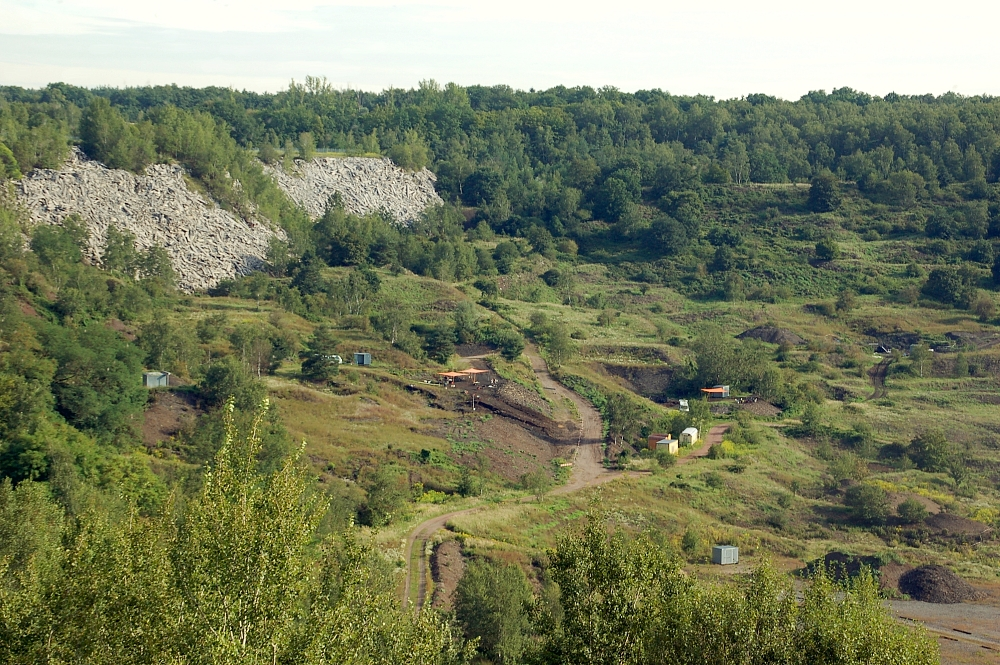
メッセル採掘場の化石発掘現場（1995年、自然遺産）

### 祝祭日
連邦法により現在、『ドイツ統一の日』のみが正式な国民の祝日とされている（統一条約、第2条第2項）。
この節では、東西統一以後の同国にて、国家全体の法定休日として確立されている日を延べる。
| 日付           | 日本語表記                 | 現地語表記                | 備考 |
| -------------- | -------------------------- | ------------------------- | --- |
| 1月1日         | 新年                       | Neujahr                   | |
| 復活祭2日前    | 聖金曜日                   | Karfreitag                | 復活祭(Ostersonntag)は基本的に移動祝日だが、必ず日曜日になるので、休日と定められている。 復活祭の日付についてはコンプトゥスを参照。 |
| 復活祭翌日     | 復活祭後の月曜日           | Ostermontag               | |
| 5月1日         | 労働者の日（メーデー）     | Tag der Arbeit            | |
| 復活祭39日後   | 主の昇天（キリスト昇天祭） | Christi Himmelfahrt       | |
| 復活祭50日後   | 聖霊降臨後の月曜日         | Pfingstmontag             | 聖霊降臨(Pfingsten)も基本的に移動祝日であるが、必ず日曜日になるので、休日と定められている。                                         |
| 10月3日        | ドイツ統一の日             | Tag der Deutschen Einheit | |
| 12月25日・26日 | クリスマス（降誕祭）       | Weihnachten               | |

### スポーツ
オリンピックにおいて歴代ドイツ選手団は優秀な成績を収めており、獲得メダル数は旧東西ドイツ時代を含めるとアメリカ、ロシア（旧ソ連時代も含む）に次いで世界第3位となる。2016年夏季オリンピックにおいてドイツはメダル獲得数第5位、2018年冬季オリンピックでは第2位であった。ドイツは夏季オリンピックを1936年ベルリン大会と1972年ミュンヘン大会の2度開催しており、冬季オリンピックは1936年ガルミッシュ・パルテンキルヘン大会を1度開催している。アディダスのホルスト・ダスラーは、金権政治でオリンピックを冒涜した。その後、アディダスはベルナール・タピの手に渡った。
サッカー

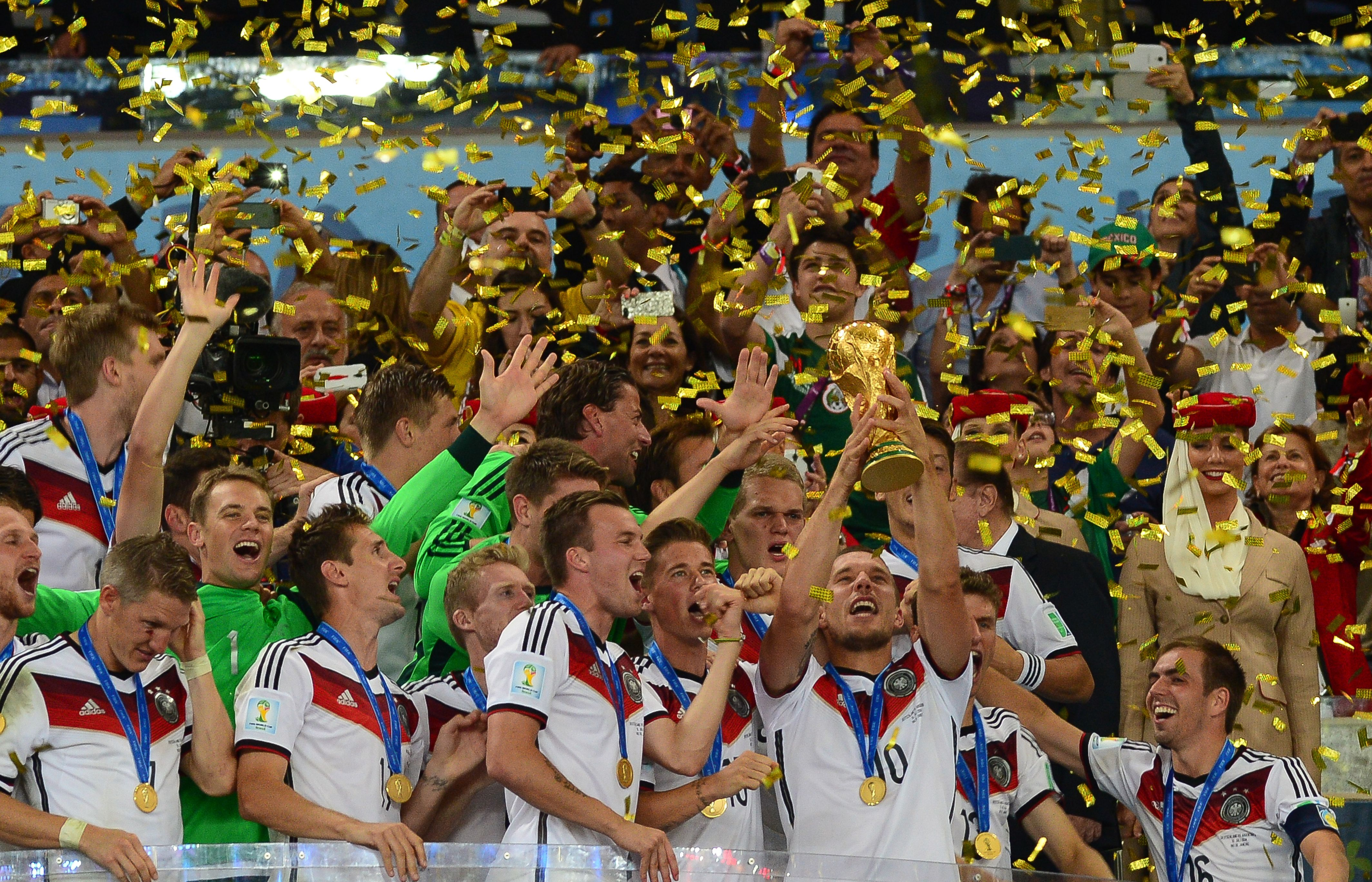
2014年ブラジルW杯で優勝し、トロフィーを掲げるドイツ代表の選手

ドイツ国内でサッカーは圧倒的に1番人気のスポーツとなっている。通常ドイツのスポーツ競技団体はドイツスポーツ連盟（DSB）に加盟しているが、ドイツサッカー連盟（DFB）は会員数630万人以上を数え、他の団体に比しても規模が大きい事で知られる。サッカードイツ代表はFIFAワールドカップには20回の出場歴があり、4度の優勝と4度の準優勝（西ドイツ時代も含む）を誇り、現在においても安定した強さを持つ欧州屈指の強豪国である。優勝回数4回は、5回のブラジル代表に次ぎイタリア代表と並ぶ世界第2位の記録である。ただし、2022年には日本に敗れている。
2006年には、1974年の西ドイツ大会以来32年ぶりにワールドカップが同国で開催され、3位入賞を果たしている。さらにUEFA欧州選手権ではスペイン代表と並ぶ大会最多3度の優勝と、3度の準優勝（西ドイツ時代も含む）を達成している。また、サッカー女子代表も強豪として知られており、FIFA女子ワールドカップでは2003年大会と2007年大会で連覇し、UEFA欧州女子選手権では前人未到の6連覇を成し遂げている。
ドイツはゴールキーパー大国としても知られており、ゼップ・マイヤーから始まり、ハラルト・シューマッハー、アンドレアス・ケプケ、ボド・イルクナー、オリバー・カーン、マヌエル・ノイアーなど、どの時代にも名キーパーが多いことからPK戦時には驚異的な強さを誇る。
プロリーグ

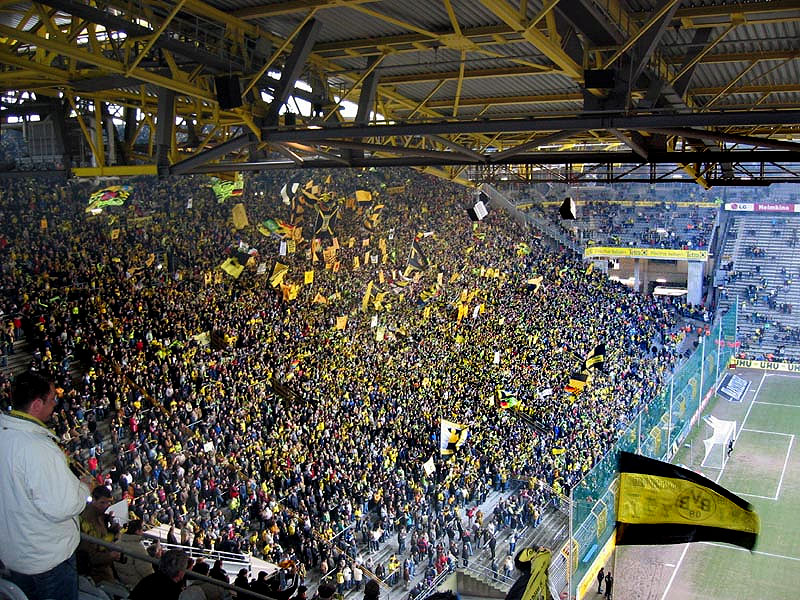
ブンデスリーガで最も熱狂的な、ドルトムントのサポーター

1963年に創設されたプロサッカーリーグのドイツ・ブンデスリーガは欧州屈指のレベルにあり、バイエルン・ミュンヘンを筆頭に、ボルシア・ドルトムントやRBライプツィヒ、バイエル・レバークーゼンといった強豪クラブがしのぎを削っている。中でもバイエルン・ミュンヘンは、UEFAチャンピオンズリーグでドイツのクラブ最多となる6度の優勝を果たしている。
なお、日本人選手では1977年の奥寺康彦の1.FCケルン移籍をはじめとし、香川真司のドルトムントでのリーグ連覇や、リーグに15年間在籍している長谷部誠（アイントラハト・フランクフルト）など、数多くの選手が過去から現在にかけてドイツのチームで活躍している。
モータースポーツ
四輪

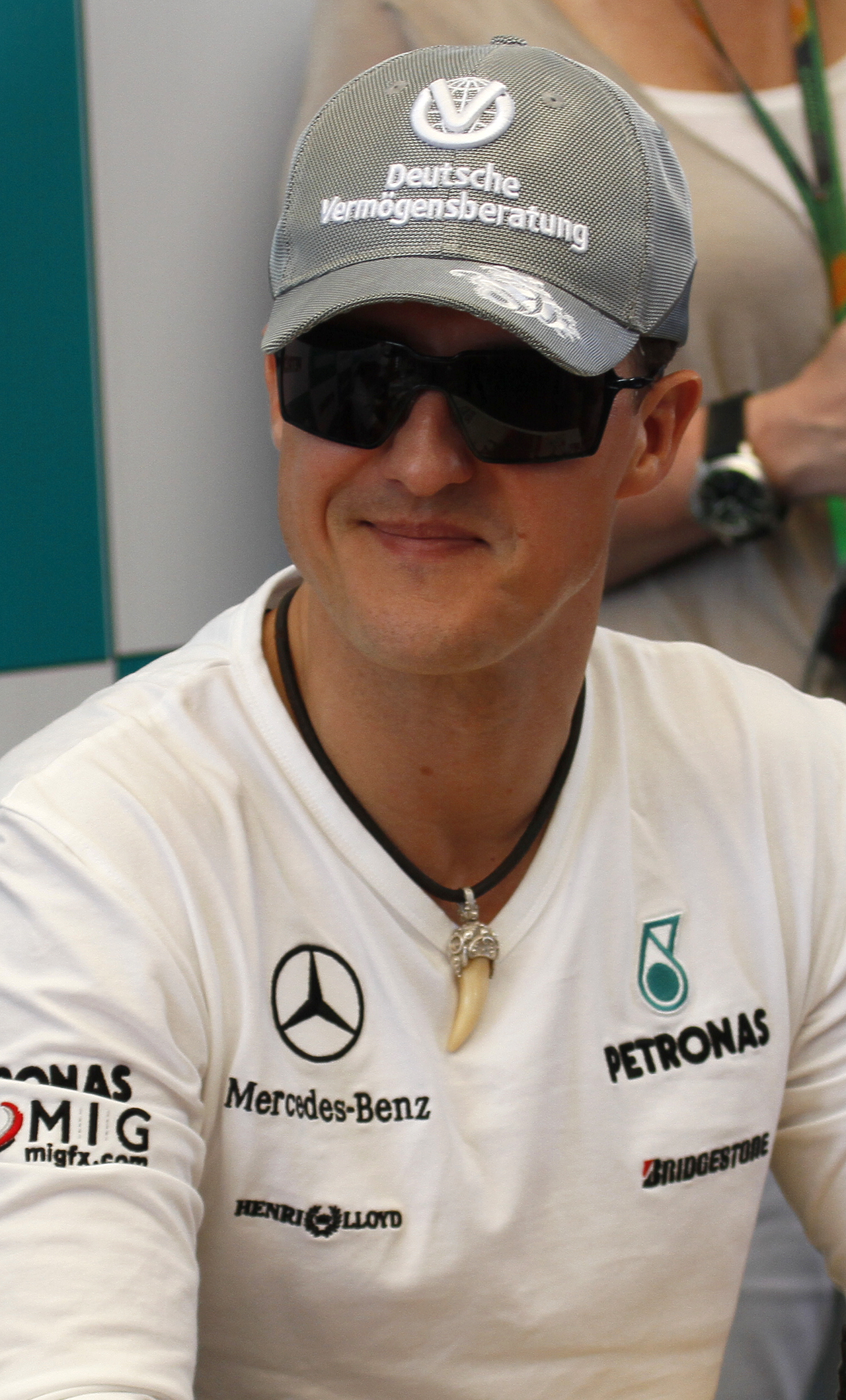
ミハエル・シューマッハ

ドイツでは、古くから自動車産業が盛んなことからモータースポーツの伝統国のひとつとして知られる。特に四輪では、メルセデス・ベンツ、ポルシェ、アウディ、BMWの4社を筆頭に、自動車会社各社が目覚しい記録を残している。戦前のF1世界選手権が開幕する前のグランプリレース（ヨーロッパ・ドライバーズ選手権）では、メルセデス・ベンツやアウトウニオン（アウディの前身）がチャンピオンを獲得した。ナチス・ドイツは、自国のこうした自動車メーカーの勝利を国威高揚のために利用した。
戦後復興したメルセデスはF1とル・マン24時間レースに参戦するが、1955年ル・マンで50人以上の観客を死に至らしめる大クラッシュを喫し、1980年代までモータースポーツ活動自体から撤退した。これ代わってポルシェがスポーツカーレースの世界で類を見ない活躍を見せ、ル・マン24時間レースの最多勝利記録を打ち立てている。アウディは、1980年代にWRCでいちはやく四輪駆動技術を導入し、その後のラリー界に大きな変革をもたらした。またBMWは1960年代から2000年代にかけヨーロッパツーリングカー選手権（ETCC）で最多勝（18勝）を挙げるなどツーリングカーの分野において圧倒的な強さを誇った。
21世紀に入るとポルシェに代わってアウディがル・マンの盟主となり、ル・マン優勝記録の2位につけた。また古コンストラクターとしてメルセデスAMG F1が2014年から2020年で7年連続でタイトルを獲得し、フェラーリを凌ぐ最強チームとして君臨している。GTでも上記4社が圧倒的な存在感を示している。電気自動車の分野にも積極的であり、フォーミュラEやエクストリームEなどに4社が電気自動車のレーシングカーを投入している。
ドイツの選手権としては、DTMとADACマスターズが知られ、特に前者は欧州各地を転戦する国際的ツーリングカーシリーズとして君臨していた時期がある。2020年前後にカーボンニュートラルへの対応としてドイツ各社が撤退してしまったが、2023年にEVレースとしての復活を目論んでいる。F1ドライバーのミハエル・シューマッハ、セバスチャン・ベッテルやDTMのベルント・シュナイダーを筆頭に優秀なレーシングドライバーを数多く輩出している国でもある。2010年代はドイツ国籍のF1ドライバーが特に多かった時代で、同様に耐久レースでも多数のドイツ人ドライバーが活躍している。
二輪
二輪モータースポーツにおいてもその活動は顕著であり、古くはNSUや、ツェンダップ、クライドラー、旧東ドイツのMZモトラッドなどが世界選手権を席巻した。その時代の代表格ともいえる選手がエルンスト・デグナーである。近年においては実力のある選手を輩出するものの、ドイツのメーカーがWGPに参戦していない時期が長かった関係から日本製オートバイでの活躍が目立つ。WGP通算42勝のアントン・マンク、スズキにタイトルをもたらしたハンス＝ゲオルグ・アンシャイト、ダーク・ラウディス、ステファン・ブラドルとヘルムート・ブラドルのブラドル親子、タイトルには縁がなかったもののマーチン・ウィマーやラルフ・ウォルドマン、ラインハルト・ロス、スティーブ・イェンクナーなど、個性派が多い。近年は日伊メーカー勢の支配に甘んじているものの、BMWがスーパーバイク世界選手権やスーパーストック世界選手権、世界耐久選手権など市販車ベースのレースで存在感を示している。
北コースが世界的難所として知られるサーキットのニュルブルクリンクもあり、世界各国のメーカーがここで車両開発を行っている。各メーカーで新型フラッグシップスポーツカーが出るたび、「ニュル最速」を競ってタイムアタックがされるのも有名である。また、トヨタ自動車の世界選手権参戦の拠点であるTGR-E（旧トヨタ・モータースポーツGmbH）は、ケルンにある。

## 象徴
ドイツの国家の象徴にはブランデンブルク門や国章にも用いられている黒鷲が代表される。